# Saab 39 Gripen
El Saab 39 Gripen, designado JAS 39 Gripen por la Fuerza Aérea Sueca, es un caza polivalente ligero, monomotor, desarrollado en los años 1980 por el consorcio de empresas suecas  IG-JAS, liderado por la compañía aeroespacial Saab. Su fin perseguía —y consiguió— equipar a la Fuerza Aérea de Suecia con un caza, un avión de ataque y un avión de reconocimiento aéreo, para sustituir a los Saab 37 Viggen y finalmente, a los Saab 35 Draken y al entrenador SK 60. El aparato debía lograr un nivel de prestaciones similar al del F-16 estadounidense y los objetivos de diseño debían satisfacer el conjunto de requerimientos del gobierno sueco; pero con una manifiesta intención, desde su contratación, de ser un modelo para la exportación, bordeando o incluso infringiendo las estrictas leyes de exportación suecas para armamento. Por este motivo, se convirtió en el proyecto de ventas más grande de la industria de armamento sueco.
El nombre Gripen, «grifo» en sueco, cuya silueta forma parte del logotipo de Saab, fue seleccionado en concurso público fallado en 1982. Realizó su primer vuelo en 1988 y presentó serios problemas iniciales que pusieron en peligro su continuidad. Pese a ellos se desarrollaron tres versiones para la exportación que siguieron siendo mejoradas por separado.
Considerado un caza de cuarta generación o de quinta, el Gripen ha logrado contratos para equipar a la Fuerza Aérea Checa, la Fuerza Aérea Húngara, la Sudafricana, la Real Fuerza Aérea Tailandesa y la Fuerza Aérea de Brasil. Hasta mediados del año 2008, se habían encargado 236 unidades.
El Gripen puso de manifiesto los múltiples problemas técnicos que causaban este tipo de plataformas; pero también constituyó un ejemplo de cómo se les hace frente para superarlos hasta el punto de participar en misiones de guerra y ser el caza de reacción sueco vendido a más países.

## Antecedentes

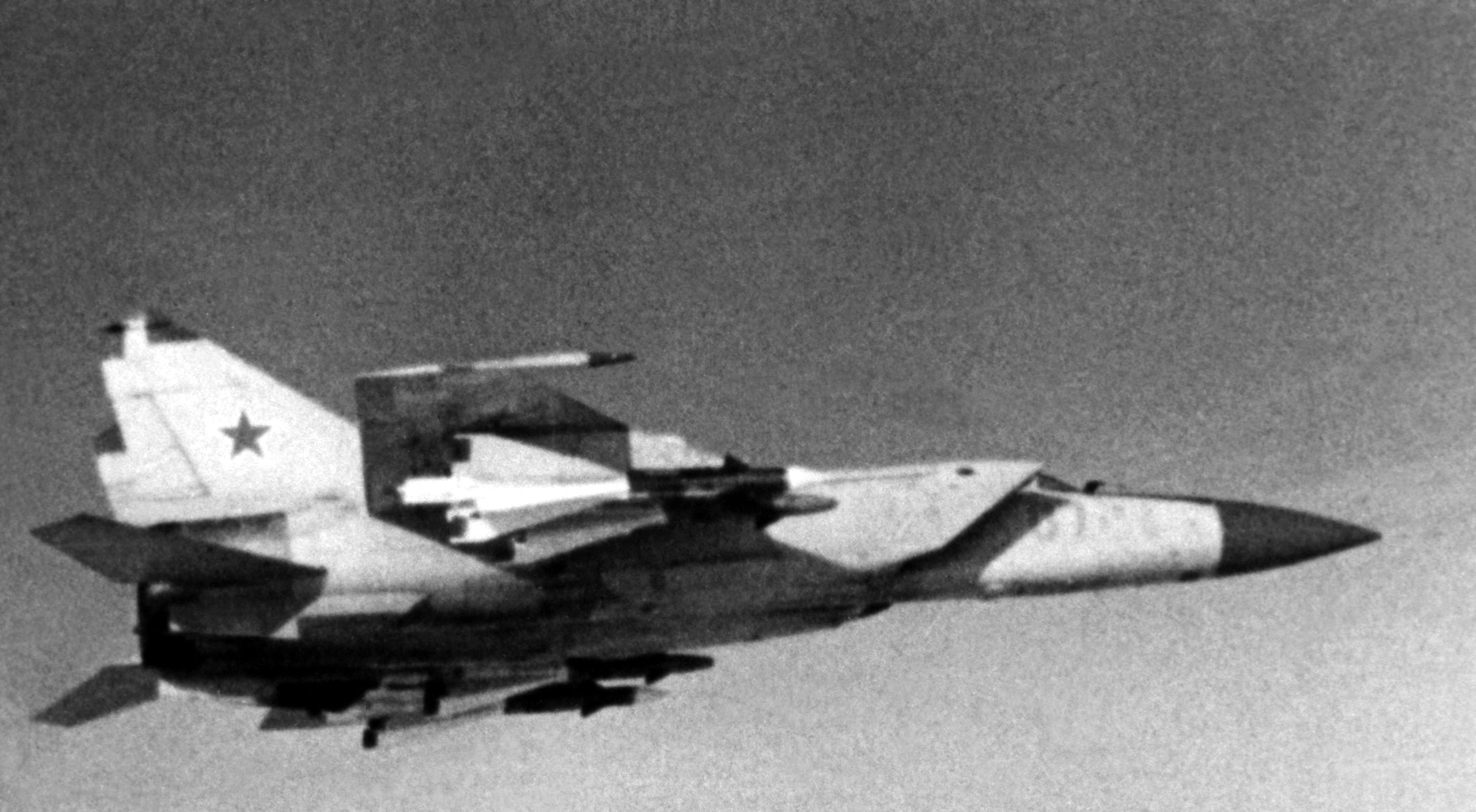
MiG-25 Foxbat soviético. Por el incremento alcanzado en la URSS en la tercera etapa de la Guerra Fría, era necesario la mejora constante del armamento occidental.

Los estudios realizados por el alto mando sueco en la segunda etapa de la Guerra Fría, consideraba a la URSS como el principal enemigo en caso de declararse la Tercera Guerra Mundial.
Pese a la reiterada neutralidad sueca (llegó a retirar a sus 9000 voluntarios de Finlandia en la guerra de este país contra la URSS en 1939-40), la nación sería un objetivo para la URSS debido a que se halla en forma de "Estado tapón" entre dos miembros de la OTAN: Noruega y Gran Bretaña. En caso de conflicto con el Pacto de Varsovia, el dominio aéreo resultaría esencial para lograr mantener su independencia, como comprobaron los finlandeses en la contienda antes citada.
Gunnar Lindqvist informaba en 2007 que la «amenaza aérea extranjera» aumentó considerablemente en las décadas de 1950, 1960 y sobre todo, en los años 70. De producirse un ataque soviético, las más de 20 bases aéreas de Suecia podrían ser rápidamente destruidas, lo que dejaría a una nación de solamente nueve millones de habitantes sin el esencial apoyo aéreo frente a otra de unos 250 millones. Por el contrario, el país nórdico contaba con una vasta y bien pavimentada red de carreteras, con numerosos tramos útiles para ser empleados por aviones de combate como improvisados puntos de repostaje y rearme; siempre y cuando, los aparatos pudieran volver al aire con relativa rapidez. Estas dos particularidades suecas deberían ser tenidas en cuenta para futuros desarrollos.
Tras la entrada de los misiles guiados por calor o por radar en la Guerra de Vietnam, nacía la segunda generación de cazas de reacción. En dicha nueva generación las armas que pudieran portar las aeronaves resultaban tan importantes o más que los propios aparatos, por ser las que aumentan la fiabilidad y posibilidades de sobrevivir en combate. Suecia se adelantó a la tendencia seguida por otras naciones europeas produciendo el J35 Draken. Este avión incorporaba la innovación de las alas en delta, en una configuración de doble delta, entre otras virtudes por las cuales fue posible realizar pequeñas ventas a Dinamarca, Finlandia y Austria.
A finales de la década de 1960, cuando el Draken entró en servicio, la Administración de material de defensa de Suecia (Försvarets Materielverk, o FMV en sueco) redactó el proyecto Flygplan 37 para estudiar su posible sustitución. Nuevamente Suecia se adelantó a otros fabricantes europeos con el nuevo SAAB 37 Viggen. El Viggen era una máquina de combate supersónica, muy maniobrable, capaz de aterrizar en solo 500 metros en pistas no preparadas, carreteras y aeropuertos comerciales solo dotados de algunos instrumentos para el guiado y, según Karl Johan Åström, el mejor caza europeo de la época. Sin embargo, este modelo no logró más clientes que la fuerza aérea sueca. Se intentó exportarlo a la India en 1978, pero Estados Unidos no dio permiso para emplear sus piezas, como el motor RM/JT8D, por lo que la venta no se llevó a cabo. Así mismo y según declaraciones de Bengt Sjöberg, Saab tuvo que vencer muchos obstáculos a la hora de incluir tecnología digital en sus máquinas, aunque finalmente optó por ella en sus últimas versiones. El Viggen terminó contando con tres pantallas multifunción en la cabina de mando a las órdenes de un ordenador central, las cuales muestran al piloto la información necesaria en el momento necesario. Bien es verdad que dichos dispositivos se veían rudimentarios debido a la poca potencia gráfica del cerebro electrónico y el requerir monitores de rayos catódicos para las presentaciones. Pese a todo el caza constituyó el primer ensayo en profundidad para desarrollar la estrategia de utilizar carreteras y autopistas del país como improvisadas bases aéreas, además de la tecnología digital para manejar subsistemas de control de vuelo a bordo del aparato. Asimismo, aquellas mejoras revelaron lo complicado de integrar varios sistemas en una red informatizada, algo en el límite tecnológico de la época. Por último, el nuevo diseño de ala en delta mostró un serio fallo estructural que llegó incluso a dejar la totalidad de la flota en tierra hasta poder solucionarlo.
A principios de los años 70, cuando el Viggen entraba en servicio, a la Fuerza Aérea Sueca la equipaban los ya mencionados Draken y el avión entrenador de pilotos Sk 60, el cual podría servir como un avión ligero de ataque a tierra, llegado el caso. Sin embargo, las recientes batallas aéreas libradas en Vietnam, estaban marcando la necesidad de sustituir los grandes aviones cazas, como el McDonnell Douglas F-4 Phantom II de Estados Unidos o el Mirage III de Francia, por unos aparatos totalmente diferentes, pequeños y maniobrables. En otro orden de cosas, la entrada de la microcomputación y los nuevos avances que se preveían en pantallas de cristal líquido y presentación visual digital, permitían anticipar que las nuevas aeronaves de combate por entonces en desarrollo, como el Lockheed Martin F-16 Fighting Falcon, el Mirage F-1, el MiG-29 y el más grande McDonnell Douglas F/A-18 Hornet y el propio Viggen, serían rebasados en un futuro próximo por una nueva generación de aparatos con controles digitales más complejos.

## Desarrollo
Las necesidades de Suecia iban más allá de reemplazar un caza por otro más moderno, como se verá más adelante. Casos como las adaptaciones aplicadas al diseño del Viggen para convertirlo en un aparato de reconocimiento o las distintas versiones del interceptor Dassault Mirage III, indicaban que un mismo modelo podía desempeñar varias misiones diferentes a la de caza y ataque, con un considerable ahorro de costos en fabricación y mantenimiento; pero esta posibilidad traía consigo un aumento de peso y del precio, lo que se conoce como las Leyes de Augustine, además de resultar mucho más complejos de desarrollar. Los avances y abaratamientos en informática y telecomunicaciones quizá pudieran compensar dicho aumento de costes, pero no se sabía con claridad en el momento de comenzar a planificar el caza sueco para el siglo XXI.

### El Flygplan 80
Tras la entrada en servicio del caza J37 Viggen, la FMV comenzó los trabajos para el llamado proyecto Flygplan 80 (Avión 80 traducido del sueco), más tarde llamado Proyecto 85. Dichos trabajos tenían la intención de estudiar la posible sustitución del avión cuando llegase el momento, así como a los Draken que pudiesen estar operativos, en el supuesto caso de que aún se mantuviese alguno. Dicho estudio sacó la conclusión de que la vida útil del J37 terminaría a mediados de la década de los años 80 y por tanto, desde 1985, se debería comenzar a equipar los escuadrones de la Fuerza Aérea de Suecia con nuevos aviones de combate. Así mismo, debería tenerse en cuenta que los entrenadores Sk 60 necesitarían ser sustituidos en fechas muy próximas a las del Viggen.
Al futuro nuevo caza de Suecia se le llamó proyecto A-20 y al sustituto del Sk 60 se le denominó proyecto B3LA, que también podría realizar labores de ataque a tierra en forma opcional. El informe recomendaba producir suficientes A-20 para equipar seis alas de la Fuerza Aérea Sueca y fabricar otros 45 B3LA, además de un nuevo avión entrenador más pequeño que el B3LA, conocido como Sk 38/A 38. Pero el responsable del Flygplan 80, general Lennart Ljunt, informó al gobierno sueco sobre los numerosos riesgos económicos y tecnológicos que amenazarían al proyecto A-20, teniendo en cuenta los problemas y fallos encontrados en el modelo que pretendía sustituir. Dichos riesgos podrían suponer un incremento de peso y precio.
En 1978, el Sveriges Riksdag (Parlamento sueco) decidió cancelar los programas para construir el entrenador B3LA y el Sk 38/A 38 por su alto costo. Solo el proyecto Sk 38/A 38 necesitaría 171 millones de coronas suecas para su desarrollo inicial. Asimismo se veía necesario que la industria invirtiera en ello y el Estado sueco diera garantías financieras para su construcción.
En febrero de 1979, el programa del nuevo avión A-20 es cancelado también.
En noviembre de 1979, el gobierno de Thorbjörn Fäldin encargó al Överbefälhaveren u ÖB (Comandante en Jefe de la Fuerza Aérea Sueca) buscar un fabricante para un avión de combate que pudiese realizar las misiones de Jakt, Attack y Spaning (caza, ataque y reconocimiento en sueco). El ÖB recogió la información y recomendó al Parlamento reunir en una sola aeronave de combate todos los requerimientos del programa, porque la tecnología de la época, y sobre todo la futura, harían posible dicha polivalencia. Se barajaron también otras opciones posibles. Se propuso unirse a un proyecto en desarrollo, caso del nuevo caza del consorcio europeo Eurofighter Typhoon. Igualmente se consideró fabricar un nuevo avión de combate junto con otra nación, la más plausible era Alemania. Sin embargo, todas las opciones fueron descartadas por distintas razones, especialmente porque las especificaciones de la Fuerza Aérea sueca tenían prioridad. Por tanto se necesitaba desarrollar un avión de nueva generación o adquirir uno ya construido que cumpliese con los objetivos del proyecto.

### Objetivos del proyecto

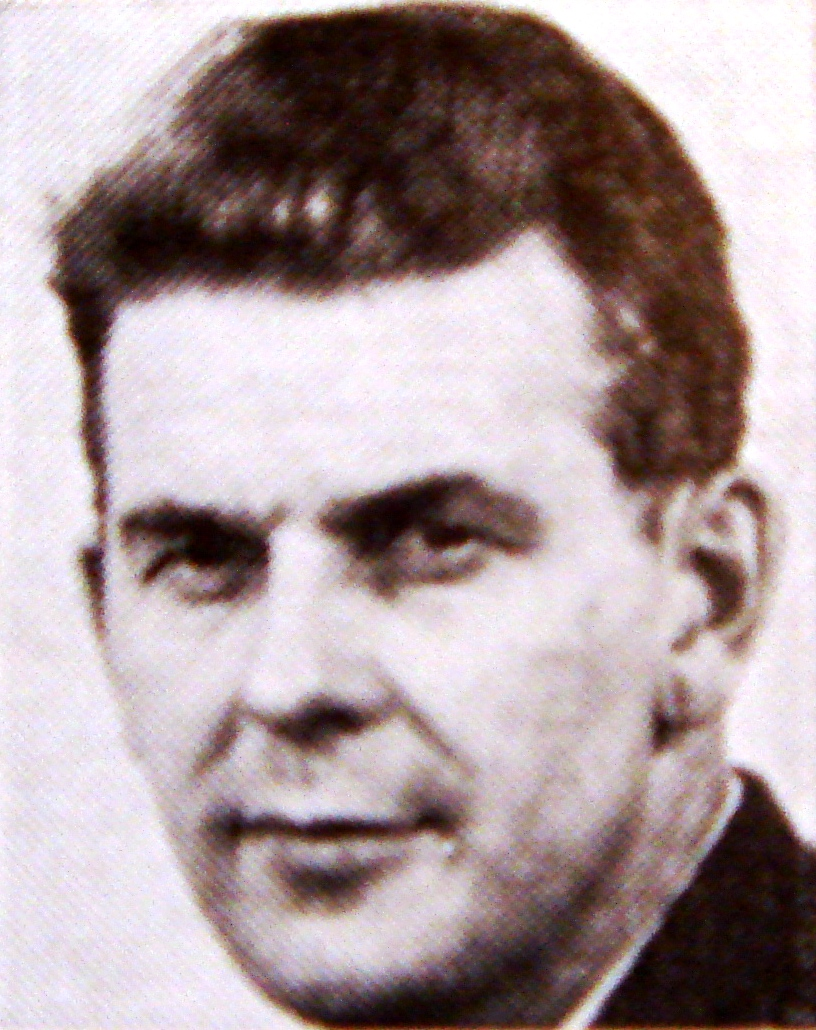
Thorbjörn Fälldin en 1966. Su gobierno lanzó el Proyecto JAS sin contar con un apoyo unánime ni en su partido ni en la sociedad; movimientos como el Plowshare se oponían frontalmente.

Algunas de las especificaciones más importantes eran:
- Poder realizar misiones de caza, reconocimiento y ataque al suelo con un mínimo de cambios, sin necesitar versiones diferentes.
- Prestaciones similares a las del Viggen en aterrizaje y despegue, es decir, en 500 metros a plena carga, en concreto 1640 pies.[27]
- Ser capaz de despegar en un minuto de tiempo.[34]
- Poder recibir un reabastecimiento, rearme y mantenimiento básico por personal poco cualificado, como soldados de reemplazo, tanto en bases aéreas como en carreteras improvisadas para tal fin.[9]
- Poder aterrizar y despegar en pistas no preparadas, carreteras y aeropuertos comerciales.[35]
- Presentar un gasto operativo LCC (Life Cycle Cost) inferior al del Viggen.[9]
- Cumplir con un presupuesto fijado de antemano para el desarrollo y producción de las treinta primeras unidades.[9]
- Romper la curva creciente de peso y coste para los aviones de combate.[9]
- La tecnología necesaria para el desarrollo del avión sería realizada y asumida por las empresas, no por el cliente final.[9]
- La autonomía del avión y su alcance máximo no eran esenciales, ya que la doctrina de las Fuerzas Armadas Suecas se centraba completamente en la defensa de su territorio.

Estos cuatro últimos puntos marcarían desde un principio los trabajos del consorcio IG-JAS y serían causa de muchas reducciones, retrasos y problemas en su desarrollo, construcción en serie y ventas al extranjero.
En febrero de 1980, el ÖB informaba de contar con posibles candidatos para reemplazar al Viggen. En el verano de 1980 el gobierno sueco envió la Petición de Requerimientos oficial a las empresas General Dynamics, McDonnell Douglas, Northrop y el consorcio sueco IG-JAS, creado ex-profeso para este proyecto. Se destinaron 200 millones de coronas suecas para poder realizar los primeros estudios y pruebas de desarrollo. Los candidatos debían preparar sus ofertas entre julio de 1980 y abril de 1981, excepto el consorcio sueco IG-JAS, que podría presentarlas en junio, ya que no contaba con ningún diseño disponible.
Pese a informaciones vertidas en foros y publicaciones, según las cuales Suecia descartó de entrada adquirir un nuevo modelo de avión de combate extranjero, el Requerimiento de Información indica que esto nunca fue cierto. La opción de comprar un modelo extranjero siempre se contempló, tanto antes de comenzar el nuevo proyecto como tras la pérdida de los primeros aviones. Más aún, el propio Parlamento de Suecia hacía varias indicaciones a su industria aeronáutica para enfocarse más al desarrollo del sector de aviación civil; aunque es verdad que el Ministerio de Defensa advertía de la importancia y necesidad de este proyecto para las empresas del sector en particular y para toda la industria sueca en general.

### Diseños preliminares
Como se ha indicado, en 1980 se formó el consorcio IG-JAS, más por razones políticas que por necesidades empresariales, estando integrado inicialmente por:
- Saab, que diseñaría el aparato en su conjunto, lo ensamblaría, fabricaría y vendería.
- Volvo Flygmotor, que se ocuparía de la planta motriz.
- FFV Aerotech AB, que se haría responsable de los dispositivos montados en el casco para presentar la información.
- SRA Communications AB, responsable del HUD y las tres pantallas multifunción.
- LM Ericsson, encargada del RADAR, FLIR, sistema del ordenador central y el sistema IFF.

Según las especificaciones, el aparato debería ser muy maniobrable para poder superar a los nuevos aviones de combate soviéticos, por lo tanto de estabilidad artificial con vuelo digital, el avión sería, de por sí, inestable. La estabilidad la realizaría el ordenador a bordo por medio de un sistema de control de vuelo (FCS en inglés) y transmisión de órdenes por mandos fly-by-wire. El control de vuelo debía prestar especial atención en los límites de giro, donde el poder del piloto para controlar el aparato debería reducirse cada vez más en favor del control de la computadora, pero sin llegar a perderse. Este nuevo sistema, adelantado a su época y al límite de la tecnología disponible, supondría uno de los grandes problemas y dificultades para los técnicos de SAAB.
Asimismo, el Gripen debería poder ser reabastecido y mantenido en bases improvisadas, llegado el caso, por personal no excesivamente cualificado y diferente de un aterrizaje a otro; por consiguiente, podían desconocer el estado del aparato. Así pues, cada caza debería ser capaz de informar al personal de mantenimiento de las posibles averías y desperfectos en sus piezas, componentes y sistemas. Este fin solo podía conseguirse con múltiples sensores en todo el avión y que toda la información llegara a un sistema central para poder ser mostrada en múltiples periféricos, como el casco del piloto, las nuevas "Pantallas Planas" multifunción o cualquier otro dispositivo digital en tierra. Toda esta capacidad de recogida, gestión y almacenamiento de los datos en máquinas, lo suficientemente pequeñas para caber en el reducido espacio interno de un caza, solo fue posible después de la aparición de los ordenadores de "cuarta generación".
Tras la formación del IG-JAS, el consorcio comenzó a recibir ofertas de otras empresas aeronáuticas con el fin compartir costos, tecnología, riesgos y beneficios en el Programa. Las dos a las que Saab prestó más atención fueron Rockwell International, que ofreció su tecnología HiMAT, y British Aerospace, quien finalmente fabricó las 3 primeras alas y hasta 3/4 partes de la cuarta ala, transfiriendo la tecnología y el conocimiento a SAAB.

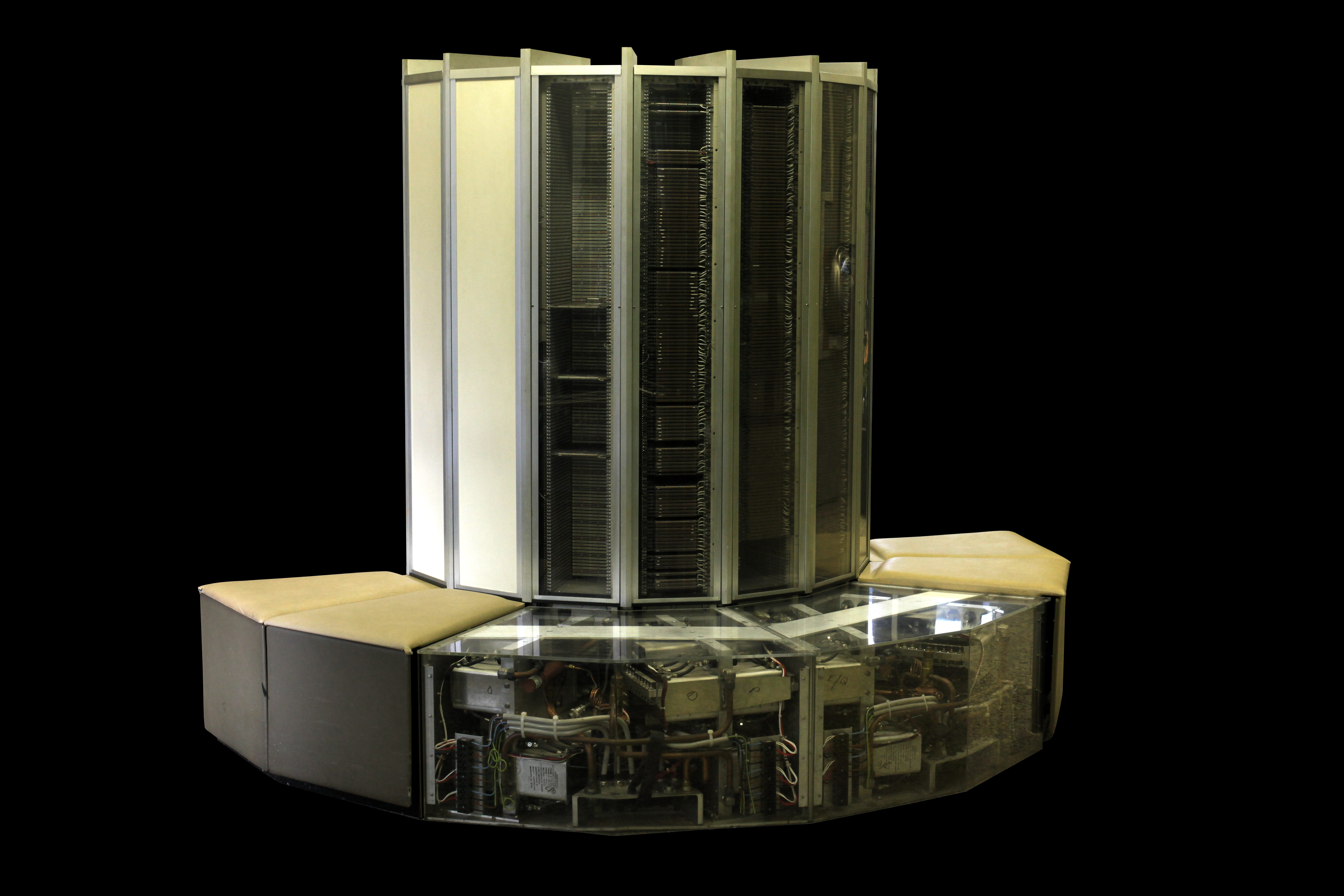
Cray-1, la computadora más potente de la época. Las pruebas realizadas por máquinas como esta permitieron descartar varias propuestas antes de pasar al túnel de viento.

Las distintas propuestas deberían superar la simulación por ordenador, el túnel de viento y por último la pruebas de vuelo. La primera de todas confirmó las ideas iniciales sobre el proyecto:
- La 2102 la más conservadora.
- La 2105 más avanzada que la anterior por sus planos de tipo canard.
- La 2107 presentaba los mayores riesgos, a cambio ofrecía buenas prestaciones furtivas.
- La HiMAT, ya sea en la versión estadounidense[40] o la adaptación al Gripen (2111-4) la más maniobrable.

Antes de pasar a la siguiente fase, que requería fabricar una maqueta a escala y contratar un túnel de viento, la prudencia de SAAB se hizo patente y descartó:
- La propuesta 2107 por ser la más arriesgada. Pese a sus cualidades furtivas, esta opción acarrearía un alto costo para su investigación y desarrollo.
- La propuesta 2111-4, pese a ser la más maniobrable.[41] En este punto, ya quedaba patente la superioridad de la tecnología de los Estados Unidos. La HiMAT era una tecnología basada en gran medida sobre los canard de invención sueca. Sin embargo, la empresa estadounidense Rockwell logró ofrecer, con un 3 % más de peso sobre el diseño 2105, un 10 % más de barrido y 13 % menos de superficie alar con un 9 % más de envergadura.[42]

La propuesta elegida para seguir el desarrollo del avión sería la de un solo timón trasero, de diseño monomotor en la posición convencional, de ala en delta y planos delanteros de tipo canard instalados tras las toberas de admisión de aire. Finalmente, el teniente general Dick Stenberg comunicó el 17 de septiembre de 1981 que la propuesta seleccionada sería la 2105, la cual comenzaría a desarrollarse más en profundidad bajo el nuevo nombre de proyecto 2110. Esta fue la presentada al concurso del gobierno sueco.
Por su parte, el general Ljung confirmó a Stenberg que los modelos de Francia, de diseño derivado del caza ligero Dassault Mirage 2000 y el del caza pesado Dassault Mirage 4000, y los modelos de Estados Unidos, provenientes del proyecto F-16, no satisfacían las necesidades suecas. Únicamente el caza de peso medio F-18 cumplía con los requisitos, pero su doble motor podría suponer un coste de mantenimiento extra y una novedad para una fuerza aérea operadora de aparatos monomotor.
En Suecia, las posiciones no eran unánimes. En la sociedad y en el propio partido Social Demócrata existían voces como la de Olof Palme que defendían la necesidad de crear un caza de nueva generación, lo que colocaría a Suecia en el mapa de los fabricantes de estos complejos aparatos. Pero, por otro lado, varias voces apostaban por adquirir un avión extranjero, ahorrando esfuerzos en un proyecto de riesgo, que el propio Flygplan 80 auguraba de resultado incierto, posición mantenida también fuera de Suecia en aquel tiempo y después para aventuras de similar complejidad.
El 1 de diciembre de 1981 el gobierno sueco votó a favor de la propuesta IG-JAS, especialmente por las contrapartidas industriales que ofrecía, sobre todo teniendo en cuenta que el único aparato fabricado por la industria sueca en ese momento era el caza Viggen. Adquirir un avión extranjero podría resultar peligroso para el tejido industrial escandinavo. Se ordenaba al FMV negociar con el consorcio sueco los detalles del contrato. Debido a la gran complejidad de este tipo de programas, y al miedo de que la industria sueca no pudiera desarrollarlo, muchos de los puntos y detalles concretos se dejaron sin describir o se describieron de manera vaga, para que ninguna de las dos partes incurriera en compromisos que después se confesasen imposibles de cumplir.
En febrero de 1982, el gobierno sueco entregó al Parlamento el proyecto del avión seleccionado para su construcción y el 1 de mayo de 1982 se acordaba comenzar los trabajos de investigación y desarrollo, destinando otros 25 700 millones de coronas suecas. Finalmente, el 30 de junio de 1982 se firmaba el contrato entre el FMV y el consorcio sueco IG-JAS para desarrollar el modelo tipo 2110, pero con opción al modelo 2111, basado en la tecnología HiMAT, si la industria aeronáutica sueca se veía capacitada para ello en el futuro.
Algunas cifras dan idea de las dimensiones del nuevo caza ligero Gripen, comparadas con las de sus homólogos extranjeros en proyecto por aquella época:
- Longitud: 14.00 m el Gripen; 14.39 m el IAI Lavi; 14.82 m el ACE propuesto por British Aerospace (finalmente Eurofighter Typhoon); 15.50 m el MiG-29 y 21.00 m el Su-27.
- Envergadura: 8.0 m el Gripen; 8.87 m el IAI Lavi; 10.89 m el ACE; 10.50 m el MiG-29 y 14.40 m el Su-27.
- Peso máximo vacío: 8000 kg el Gripen; 9670 kg el IAI Lavi; 16 000 kg el ACE (bruto para misión de ataque); 12 700 kg el MiG-29 y 17 700 kg el Su-27.

El Gripen sería el primer caza occidental de nueva generación en entrar en servicio, pues el primer vuelo estaba proyectado para 1987, cuando el del caza ligero IAI Lavi fabricado en Israel se esperaba para 1989. El nuevo proyecto ACE y futuro Eurofighter Typhoon no hacía más que acumular retrasos. Únicamente los soviéticos se adelantarían, estando prevista la entrada del caza de peso medio Mikoyan MiG-29 para finales de 1983 y para el caza pesado Sukhoi Su-27 a finales de 1984 o 1985. Sin embargo, la posibilidad de contar algún día con un caza de capacidades furtivas, como los proyectos iniciados en Estados Unidos, se alejaba más todavía. El IG-JAS nunca consideró seriamente seguir la senda de aeronaves tan complejas y de alto costo como el nuevo bombardero furtivo F-117 con armamento interno, ni tampoco cuando los fabricantes de otros aparatos anteriores, como el caza bimotor F-15 diseñado en los años setenta, comenzaron a estudiar la posibilidad de rediseñarlos con varias mejoras (upgrade en inglés) como el armamento en bodegas, siguiendo la estela del ya citado bombardero ligero F-117 y el proyectado bimotor de largo alcance Lockheed Martin F-22 Raptor.

## Producción
Al frente del proyecto estaba un ingeniero de 43 años, Tommy Ivarsson, proveniente de Saab motor turbo, quien tenía la responsabilidad de dirigir un proyecto donde las piezas subcontratadas representaban cerca del 60 % del valor total, el doble o más que el de las subcontratadas para el Viggen, con más de 80 proveedores diferentes; los cuales, además, no debían ser estadounidenses, en la medida de lo posible, para evitar futuros problemas de exportación a otros países, como había sucedido en la frustrada venta del Viggen a la India.[cita requerida]
Como en tantos otros proyectos, lo primero fue fabricar cuatro prototipos de pruebas estáticas, pruebas de vuelo y funciones completas. En el caso del Gripen serían llamados 39-1, 39-2, 39-3 y 39-4. El equipo de diseño no encontró excesivas dificultades en este punto del desarrollo. Por este motivo la salida del hangar del 39-1 (el roll out) se fijó para el 26 de abril de 1987. Sin embargo, distintas partes, entre ellas el FCS (Sistema de control de vuelo), comenzaron a dar problemas, por lo que Ivarsson informó que el programa sufriría un retraso de seis meses, pese a lo cual, la fecha de entrega a la Fuerza Aérea Sueca no se vería alterada. En octubre del mismo año, Volvo Flygmotor no lograba obtener el empuje suficiente del motor turbofán RM12, el cual provocaría un despegue aún más lento que el del caza occidental F-16, descartado por su lentitud como se ha mencionado. Nuevamente el programa fue retrasado.[cita requerida]

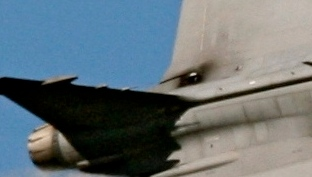
Impurezas en un Gripen de la trancha dos producidas probablemente por la APU de Microturbo.

En febrero de 1988, se detectaron intentos de espionaje en la filial de Ericsson que terminarían con tres detenciones, el despido de varios trabajadores sospechosos y un incidente diplomático cuatro años después. Nuevamente el FCS seguía dando problemas, que resultaron en un nuevo retraso.[cita requerida]
Finalmente, el 8 de diciembre de 1988, el FMV concedió el permiso para el vuelo inaugural del primer prototipo, el 39-1. A las 12:22 del 9/12/1989 el piloto de la Fuerza Aérea Sueca Stig Holmströn despegó de las instalaciones ubicadas en Linköping y realizó el primer vuelo de los dos planeados para 1988. Holmström llegó hasta 6400 m de altitud y a una velocidad de 0.8 mach. Efectuó maniobras con giros de ángulos de 12º y hasta 4 g. Al aterrizar los resultados no eran alentadores. Entre otros, Keijsper (2003, p. 17 y siguientes) cita los siguientes problemas:
- Persistía la insuficiente potencia del motor.
- Los controles sufrían más vibraciones que las experimentadas en el simulador, por lo que los problemas como el FCS no se habían resuelto del todo.
- La fuente de potencia auxiliar (Auxiliary Power Unit o APU), esencial para operar en zonas alejadas y con poco personal, no daba las prestaciones prometidas por la empresa francesa Microturbo[51] y producía impurezas en la parte izquierda del fuselaje. Si Microturbo no era capaz de repotenciar su APU, la aeronave debería ser rediseñada.

### La crisis del Gripen
El 2 de febrero de 1989, se produjo el primer accidente durante un vuelo de pruebas con la pérdida total del prototipo y heridas al piloto, comprobándose los desafíos que presentaba un avión de combate totalmente nuevo y con nueva tecnología sueca empleada hasta el límite de sus capacidades. El accidente provocó una crisis dentro de la empresa y le costó el puesto a la cúpula del consorcio, surgieron algunas dudas sobre la seguridad del aparato y, sobre todo, sobre la capacidad de Suecia para terminar por sí sola el proyecto.
La crisis del Gripen llegaba en uno de los peores momentos, pues Suecia estaba viviendo una crisis económica profunda que la había hecho descender en renta per cápita desde el cuarto puesto, a principios de los 70, al decimoséptimo en 1990; además estaba subiendo el paro y la deuda pública iba camino de duplicarse.[cita requerida]
Pero las dudas y suspicacias no habían hecho más que comenzar. Con la pérdida del segundo prototipo, el 8 de agosto de 1993 a las 13:51 también pilotado por Lars Radeström, la crisis se desató. Algunos empleados de SAAB tenían la convicción de hallarse ante la muerte del proyecto. Se ordenó un estudio sobre la conveniencia de suspender la construcción de un avión de combate nacional y comprar un aparato extranjero o participar en la construcción de un caza europeo, en forma conjunta con varios países. La producción en serie fue paralizada y se dejó en suspenso el desarrollo de la versión biplaza, poniendo en peligro las posibilidades de hipotéticas exportaciones al no poder ofrecer SAAB aviones para el entrenamiento de futuros pilotos fuera de Suecia.
Sin embargo, con transparencia, comunicación constante a los medios de comunicación, entrada de tecnología extranjera y esfuerzo por parte de los directivos de SAAB, las encuestas mostraron un paulatino cambio en la opinión pública. Esta pasó de estar en contra de seguir adelante con el Gripen, a estar a favor de fabricar un aparato sueco. El IG-JAS dio por finalizada la crisis el 29 de diciembre de 1993 y las pruebas de vuelo se reanudaron con éxito.
Tras solventar la crisis y aplicar la nueva batería de cambios considerados necesarios, continuó la producción en serie. La primera unidad del nuevo modelo voló el 20 de agosto de 1996, era el ejemplar 39131 pilotado por Reino Lidvik.

### Tramo 2

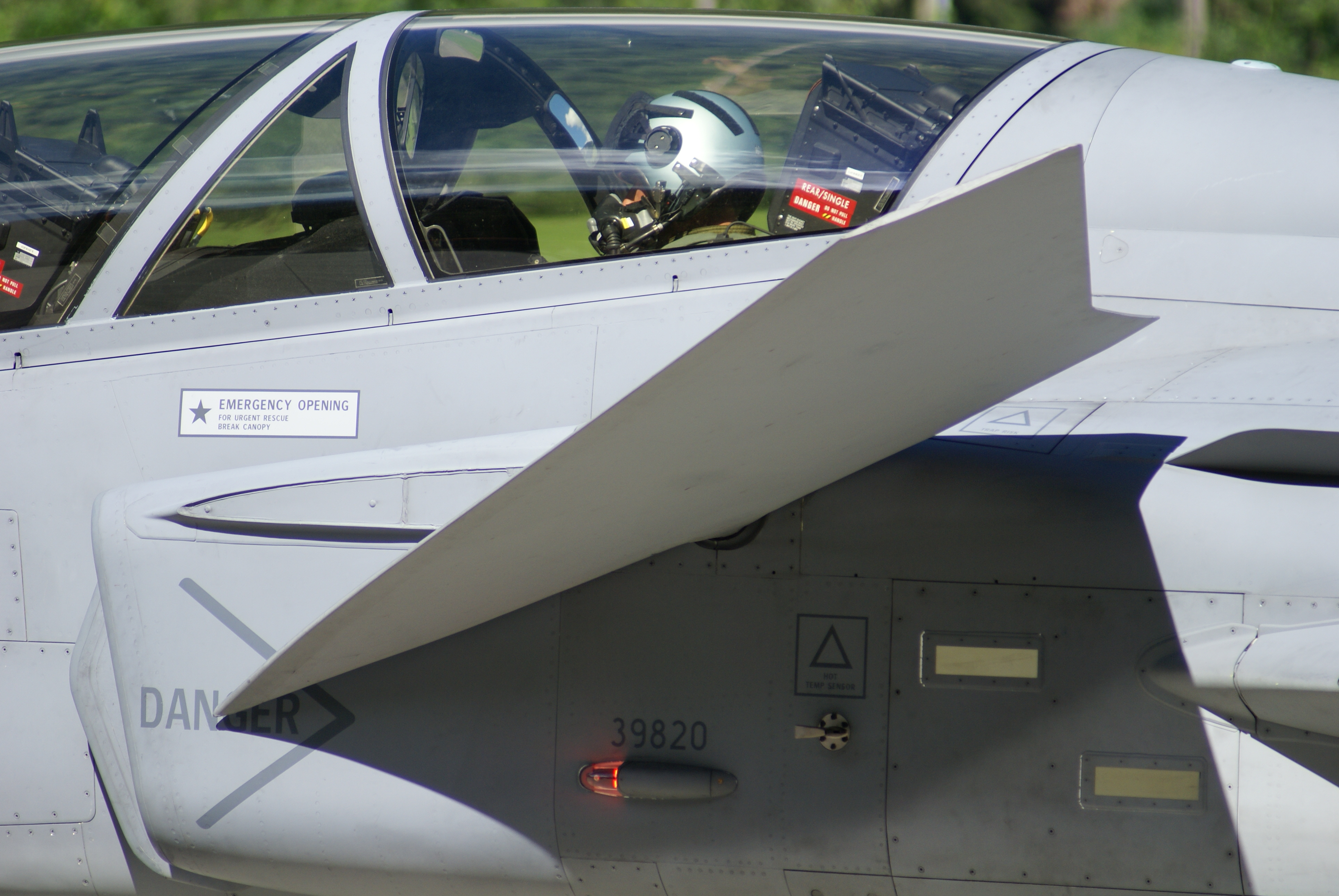
Asiento para el instructor en un JAS 39 Gripen, 2008. La trancha 2 fue la primera en contar con una versión biplaza para entrenamiento.

Las nuevas modificaciones realizadas en el diseño original del aparato fueron muy considerables. Algunas eran previsibles, debido a las mejoras técnicas con el paso de los años, la experiencia obtenida con la primera trancha y la progresiva miniaturización de los equipos electrónicos, caso de las nuevas "pantallas planas". Otras, en cambio, requirieron rediseñar la aeronave en vista de los problemas encontrados.
Uno de los trabajos más arduos comenzó cuando la empresa gala Microturbo no fue capaz de proporcionar una APU (Unidad de Potencia Auxiliar) libre de los problemas que daba la primera. Por esto se hizo necesario recurrir a una compañía estadounidense, la Hamilton Sundstrand, para equipar las unidades fabricadas a partir de 1999. Esto proporcionó una reducción de espacio y peso, pero al mismo tiempo disminuía la independencia de Suecia para futuras exportaciones a otros países.
En segundo lugar, se dio el visto bueno para fabricar la anhelada versión biplaza de entrenamiento, con el piloto y copiloto sentados en tándem, conocida como Gripen JAS 39B. A diferencia de otros modelos, donde lo que se hace es cambiar el asiento del copiloto por un depósito de combustible, la JAS 39B era más larga que la JAS 39A. Esta versión sería la elegida por Hungría y no por Sudáfrica, el primer cliente del aparato.
Las nuevas mejoras de diseño, respecto a la primera trancha de fabricación en serie, fueron cuantiosas:
1. Se instaló un nuevo FCS.
2. Se aumentó la capacidad y velocidad de procesamiento de datos, cambiando del PP1 al PP2, lo que conlleva una mejor y más precisa presentación de la información al piloto y personal de mantenimiento.
3. Se desarrolló una nueva cabina de mando llamada EP-17 Mk2 con una reducción de unos 52 kilogramos de peso muerto.
4. Se le dotó de una nueva palanca de mando tipo joystick más ergonómica.
5. Se redujo el peso muerto de la estructura con la aplicación de nuevos materiales compuestos, siguiendo la tendencia de otras empresas de reemplazar el titanio, por ejemplo, por fibra de carbono.

### Tramo 3

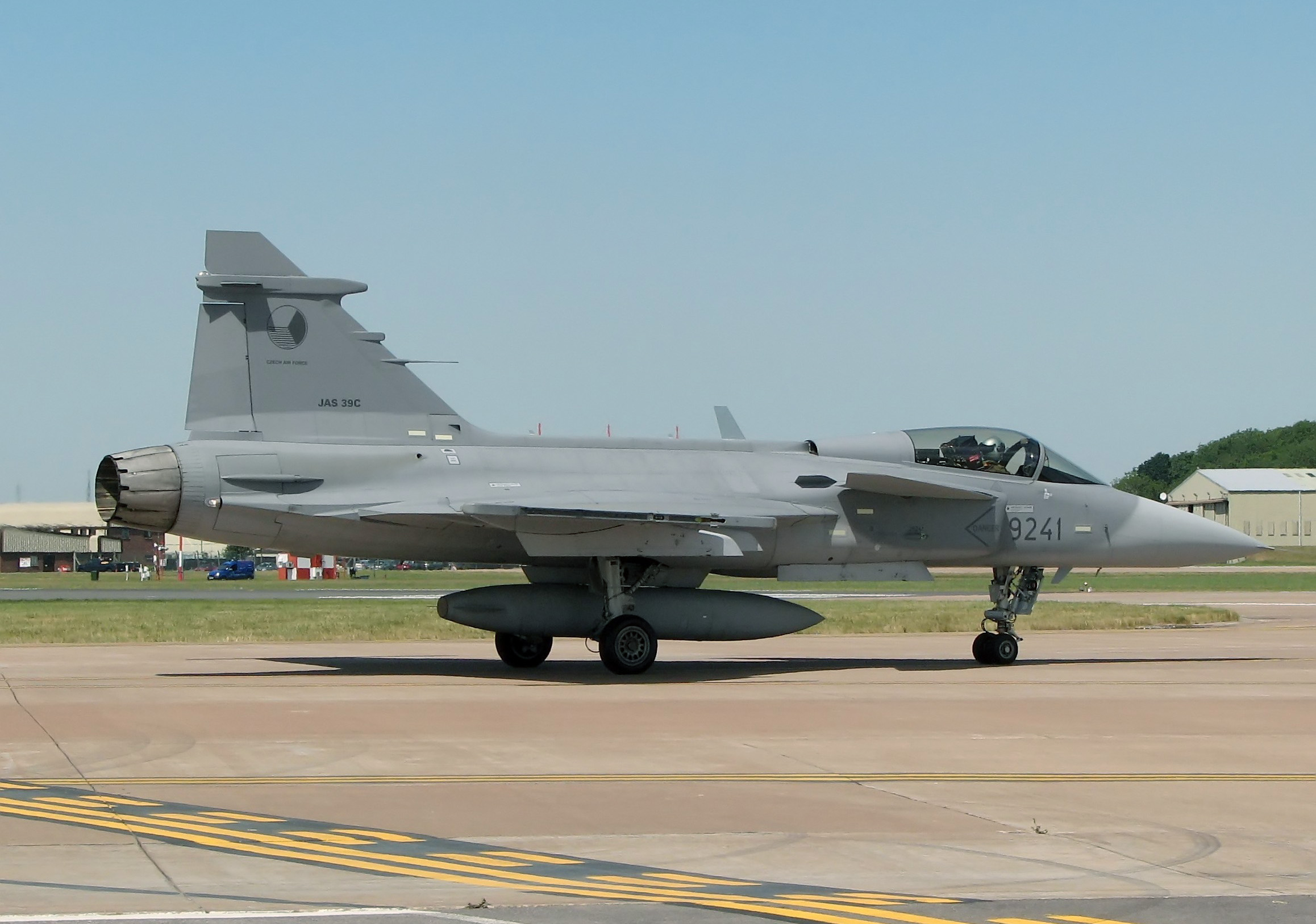
JAS 39C de la Fuerza Aérea Checa.

Por varios motivos, entre los que se destacan la necesidad de adaptar la aeronave de combate a posibles nuevos clientes en el extranjero, se marcaron como objetivos principales para la nueva trancha, modelos C/D, el aumento de potencia, alcance y, sobre todo, la reducción de peso y coste.
Este nueva trancha se compondría de la versión JAS 39C monoplaza y la más grande JAS 39D biplaza para entrenamiento. Sus prestaciones eran muy superiores a la primera producción en serie y entre los avances destacaban:
1. Capacidad de reabastecimiento en vuelo para aumentar su alcance en combate.
2. Integración de la nueva APU más silenciosa.
3. Sustitución de todos los indicadores analógicos tipo reloj en la cabina de mando, por nuevas "Pantallas Planas" tipo LCD multifunción compatibles con gafas de visión nocturna.
4. Controles de la potencia del motor totalmente digitales, FADEC, con reducción de peso.
5. Nuevo equipo de oxígeno en la cabina.
6. Nuevo sistema de navegación y aterrizaje, integrando el sistema de navegación GPS.
7. Sustitución de los sistemas y equipos informáticos por otros más potentes, rápidos y ligeros.

Esta versión sería la designada especialmente para ser exportada a otros países, por ser la más versátil, moderna y económica. Al haberse construido más de cien aeronaves en serie, los gastos de investigación y desarrollo del proyecto inicial ya se estaban pagando y el proyecto era rentable para Suecia. Por consiguiente, la exportación de este nuevo modelo del avión generaría beneficios para el fabricante. Además se consideraba posible modificar estas unidades para igualarlas a una futura trancha 4, más adelante llamada Gripen NG (New Generation).
La trancha 3 cuenta con el sistema Built-In Test Equipment (BITE). Este nuevo equipo informa de las piezas y componentes del aparato en mal estado o que requieran revisiones. Dichos avisos son transmitidos, en tierra o en vuelo, al equipo de mecánicos en las bases de mantenimiento gracias a su sistema Data-link cifrado; también pueden ser transmitidos al piloto, pero solo cuando es imprescindible. Esta información se obtiene de los 250 test automáticos que pueden realizarse así mismo en los aparatos de la trancha 3. Con esta capacidad de autodiagnóstico se reducía el tiempo de mantenimiento en tierra y el costo operativo de vuelo por hora, aumentando su valor para la exportación. Tanto es así, que la revisión de las primeras 800 horas de vuelos de pruebas y entrenamiento no presentaron mayores problemas, por lo que se decidió suprimirla y dejar como primera revisión de rutina la de 1600 horas de vuelo. Esta medida constituía un ahorro en el plan de mantenimiento y mejoraba el costo de operación por hora de vuelo, así como el costo de mantenimiento, siendo incluso más ventajoso que el de otros modelos de generaciones anteriores, como el J37 Viggen, con lo que se cumplía uno de los requisitos preliminares.

### Gripen NG

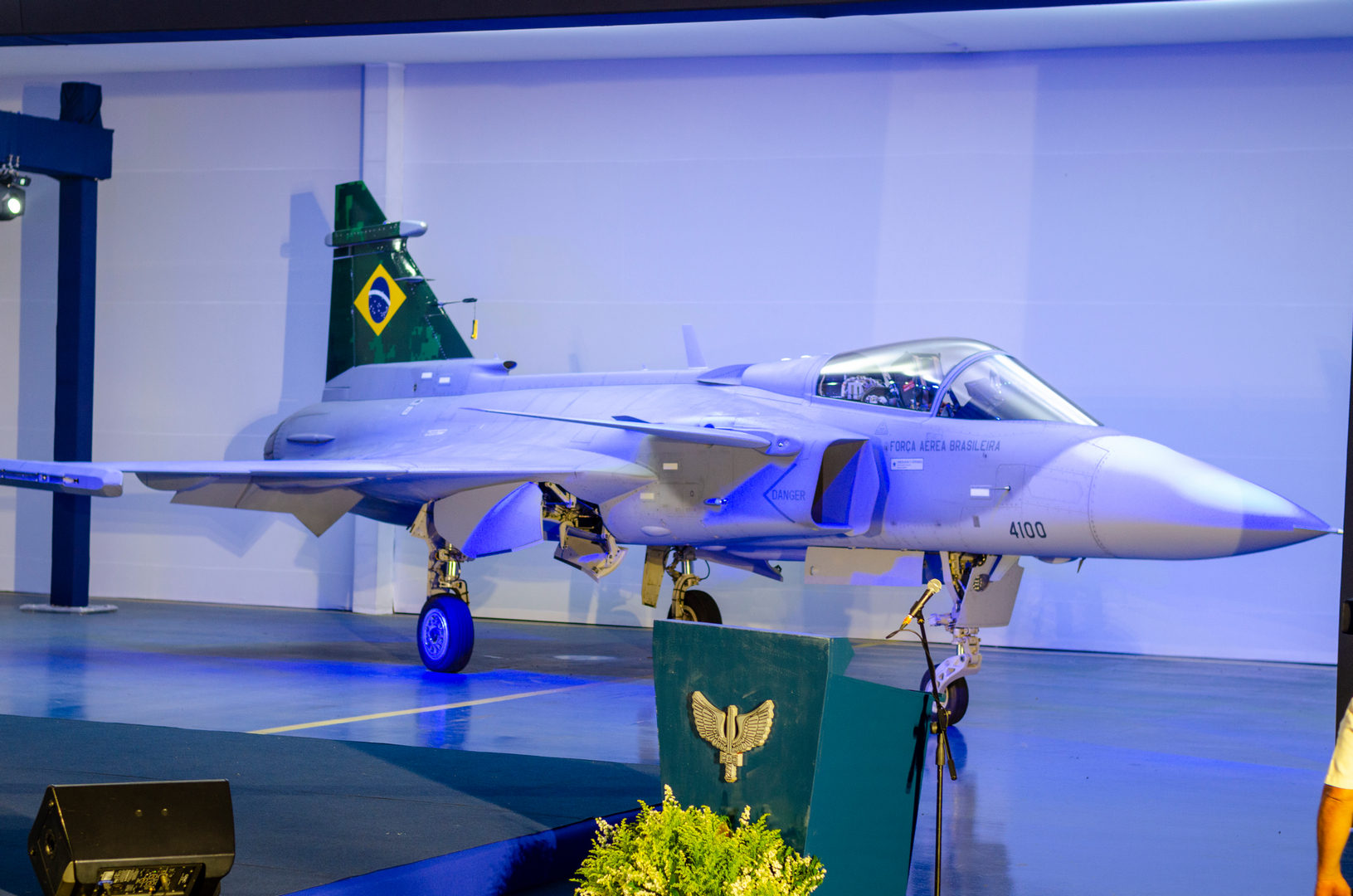
Workshop del F-39E Gripen Brasileño.

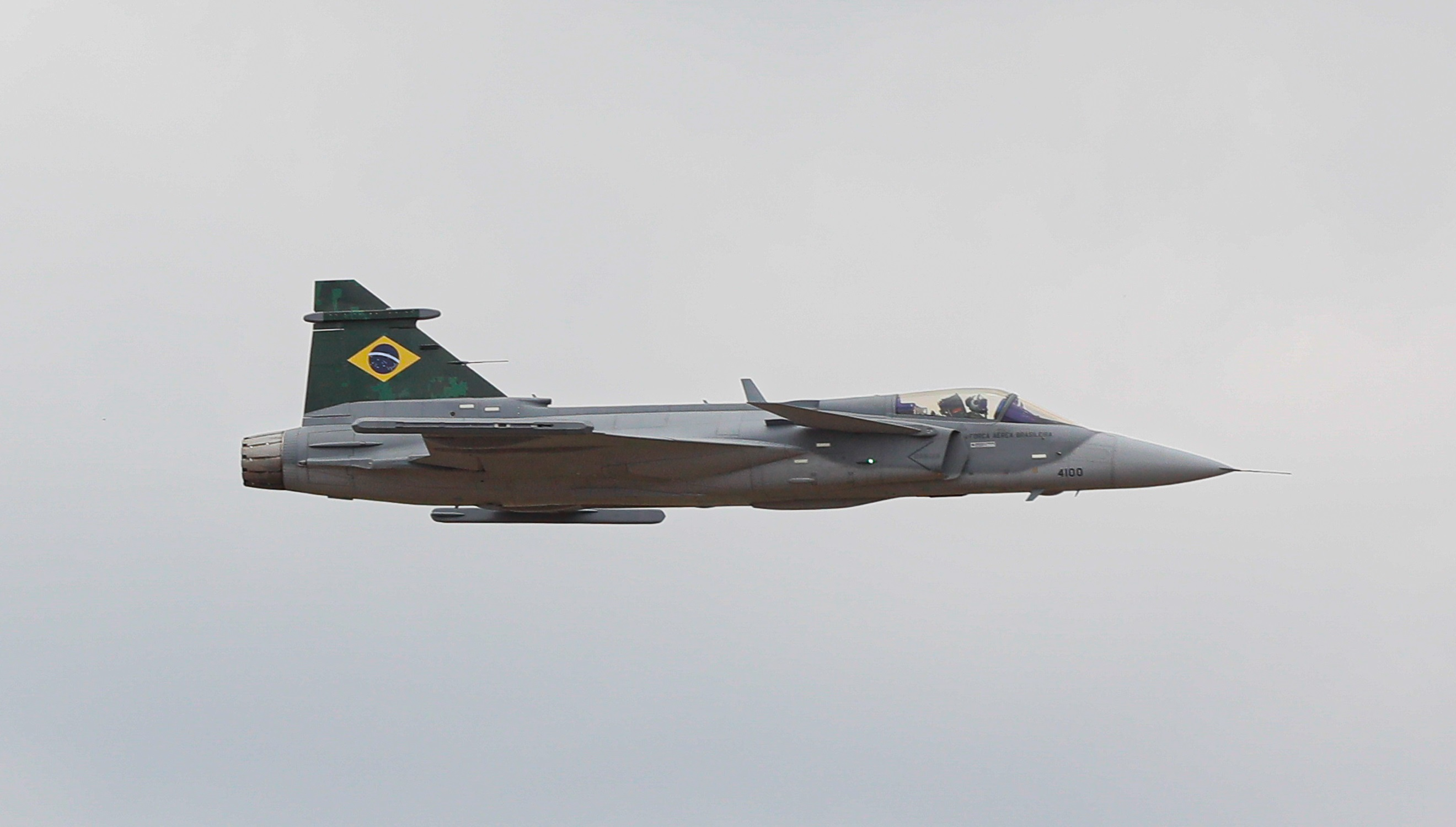
F-39E Gripen en vuelo.

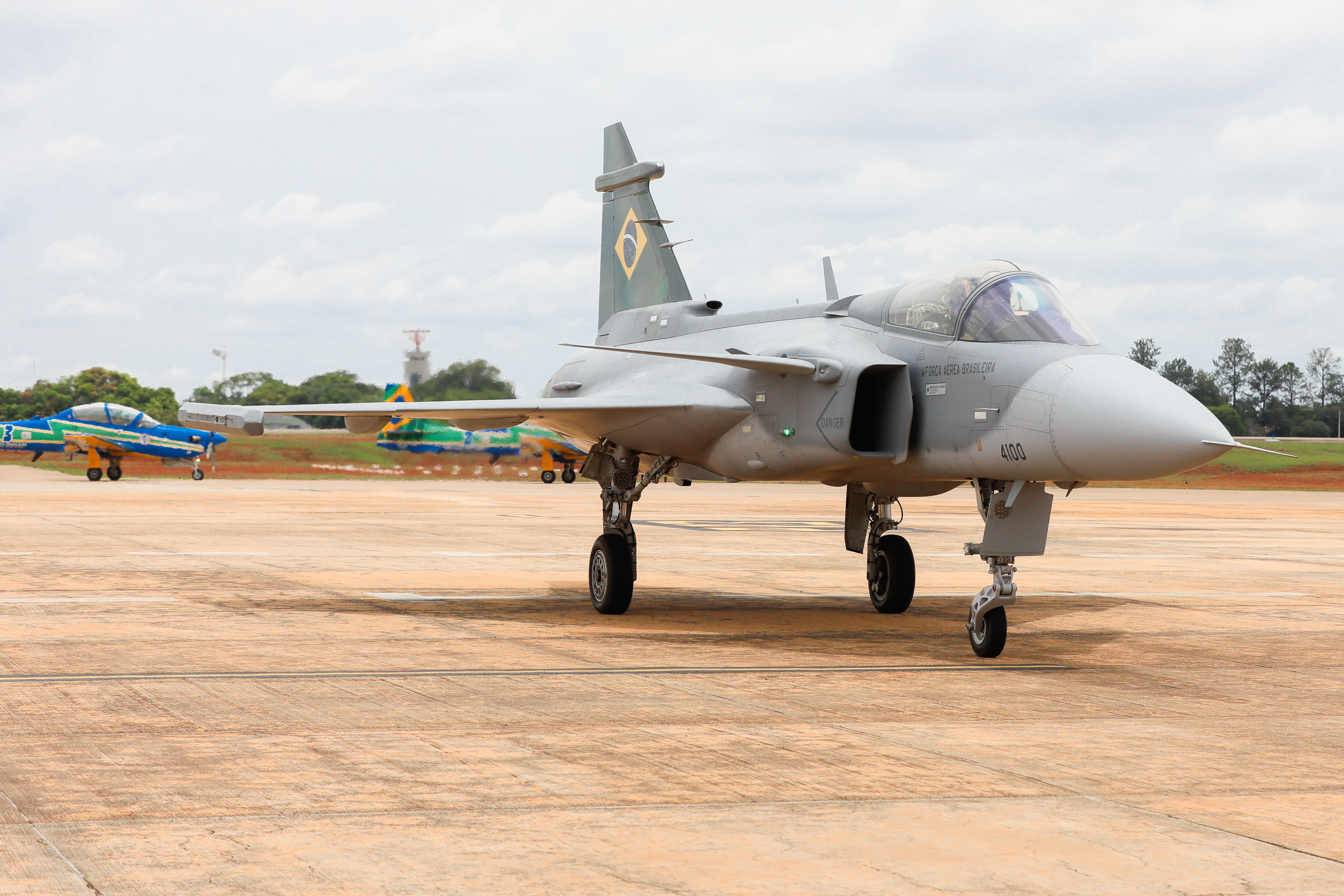
F-39E Gripen de la Fuerza Aérea Brasileña.

La nueva versión se conoce como NG (Next Generation), planeada para su construcción en 2010 o posteriormente, en asociación estratégica con un tercer país como Suiza o un país comprador del caza en el futuro. La NG es la siguiente mejora o up-grade posterior a la trancha 3. Está aún más enfocada para la exportación que las anteriores versiones con vistas a mantener su competitividad en el mercado internacional de aviones de combate. Es necesario indicar que el Gripen NG es una versión para demostración de tecnología, que posteriormente se convertirá en las versiones E/F cuando sea producido en serie.
El 27 de mayo de 2008 hizo su primer vuelo de pruebas el prototipo experimental de la nueva versión. Algunas de las mejoras son según Oten y Das ( 2011):
1. Nuevo motor Turbofán General Electric F414G más potente.
2. Capacidad de carga interna de combustible incrementada: aumentada en un 40 %.
3. Capacidad para transportar hasta tres nuevos tanques externos de combustible de diseño ovalado y más grandes que los modelos anteriores. Dos tanques pueden ir bajo las alas y el otro bajo el fuselaje central, en nuevos pilones de carga reforzados para incrementar su autonomía hasta los 1300 kilómetros (810 millas náuticas) y el alcance en ferry a más de 4070 kilómetros (2200 millas náuticas).
4. Reabastecimiento aéreo de combustible tipo canasta y manguera flexible, con una sonda retráctil y de diseño telescópico, único en su tipo.
5. Mayor capacidad de carga de armas: el Gripen NG permite transportar seis misiles AAM de largo alcance y 9 misiles de corto alcance. Además el peso máximo al despegue se ha aumentado de 14 000 kg a 16 000 kg (30 900-35 300 lb)[63] con una disminución del peso en vacío de 200 kg (440 libras).[nota 6]
6. Nuevos pilones de carga para transportar dos bombas guiadas bajo el fuselaje central de la nave, ocupando el espacio del tanque central de combustible externo, y dos bombas guiadas bajo las alas.
7. Nuevo Radar AESA de diseño plano: más liviano y potente, con capacidad para rastrear en ángulo de 200 grados.
8. Nuevos sistemas electrónicos de vuelo y programas de computadoras: se cambió tanto el hardware como los programas de vuelo.
9. Nuevo Data-link: mejorando la comunicación entre el avión y las bases en tierra o con otros aviones.
10. Nueva pantalla plana: las tres pantallas principales son sustituidas por una sola que ocupa el ancho de la cabina.
11. Nuevos equipos para guerra electrónica: instalados en la parte inferior de la nave y en el timón vertical de cola.
12. Lanzadores de bengalas para desviar misiles rastreadores de calor.
13. La esperada antena activa para detectar múltiples objetivos enemigos.[64]

Su nuevo diseño aerodinámico y la incorporación de nuevos materiales compuestos en su fabricación, en algunas partes de las alas y el fuselaje, presenta baja marca de radar y baja marca térmica para dificultar su detección, aunque no es un avión de muy baja detectabilidad.
Pero el nuevo Gripen NG presentaba todavía varias lagunas de tecnología, que se han revelado muy difíciles de llenar, no solo para Suecia, sino para muchas naciones europeas. Las más significativas pueden ser:
1. La carencia de nuevos motores de empuje vectorial.
2. Medidas de autodefensa equiparables al F-22 o al F-35.

De igual modo, parece que no hay a la vista un sustituto para este avión de combate. Pasados más de doce años de la entrada en activo del Gripen A, no se habían realizado estudios para el desarrollo de un nuevo aparato más avanzado, ni en Suecia ni en ningún otro país occidental. Pese a ello, sí se han llevado a cabo algunas modificaciones experimentales, como el caso del nuevo proyecto Gripen IN.
39 aviones del modelo Gripen C y D que operan en la Fuerza Aérea de Suecia, han recibido la nueva actualización MS19. Este nuevo programa de mejoras tecnológicas y armamento proporciona la capacidad de transportar los nuevos misiles de largo alcance MBDA Meteor, el nuevo misil de corto alcance IRIS-T y la nueva bomba GBU-49 de 500 libras guiadas por láser, especialmente diseñadas para ser transportadas por el nuevo Gripen NG. La actualización MS19 se completó en 2010 y se ofrecen para su exportación en la nueva versión Gripen NG y en algunas variantes de medio uso del modelo C y D.
Otra nueva mejora es la conocida como actualización MS20  para el anterior modelo C y D. La MS20 incluye la plena capacidad de transportar los nuevos misiles Meteor, que se extienden en la producción en serie 3, para ser mejorados desde el año 2011 hasta el 2013, con el objetivo de llevar a todos los Gripen modelos C y D, fabricados anteriormente, al mismo nivel del nuevo Gripen NG. Como en el caso anterior, la MS20 se ofrece también como una alternativa de venta.

### Sea Gripen
Según analistas como Daniel Medina, entre las intenciones de Saab siempre estuvo incluir una versión naval de su Gripen. Sin embargo, no fue hasta el año 2009 cuando la empresa reveló detalles de sus estudios a raíz de una petición de información realizada por la India. Estos serían: peso máximo al despegue no superior a 16 500 kg, peso máximo en el aterrizaje no superior a 11 500 kg, 400 kg más pesado que un Gripen NG, siendo los métodos preferentes para operar los aparatos el CATOBAR (Catapult Assisted Take Off But Arrested Recovery o despegue con catapulta y aterrizaje con retención) y el STOBAR (Short Take Off But Arrested Recovery o despegue corto y aterrizaje con retención).
SAAB emprendió el estudio de un programa de pruebas para desarrollar una nueva versión embarcable en portaaviones, la cual se basaría sobre el Gripen NG o su variante para la India, el Gripen IN. El objetivo era satisfacer las necesidades de algunos países que deberían sustituir sus aparatos embarcados por nuevos aviones. Los países más interesados en principio eran la India y Brasil.
Dicha versión debería ser una alternativa más económica a la propuesta por Francia con el nuevo Dassault Rafale o el proyecto de EADS para producir un Eurofighter Typhoon embarcado. Saab contaba como ventaja el menor coste de su aparato frente a sus competidores, pero la principal desventaja sobre el Typhoon residía en la necesidad de una catapulta o, al menos, 200 m de pista y una rampa con inclinación de 14 grados
Brasil también necesitaba equipar a su marina de guerra con un caza ligero embarcado en portaaviones. Sin embargo, tanto en el caso indio como en el brasileño, la decisión de un caza naval ha quedado en suspenso por uno u otro motivo a mediados de 2011.

## El JAS 39 Gripen en misión de guerra

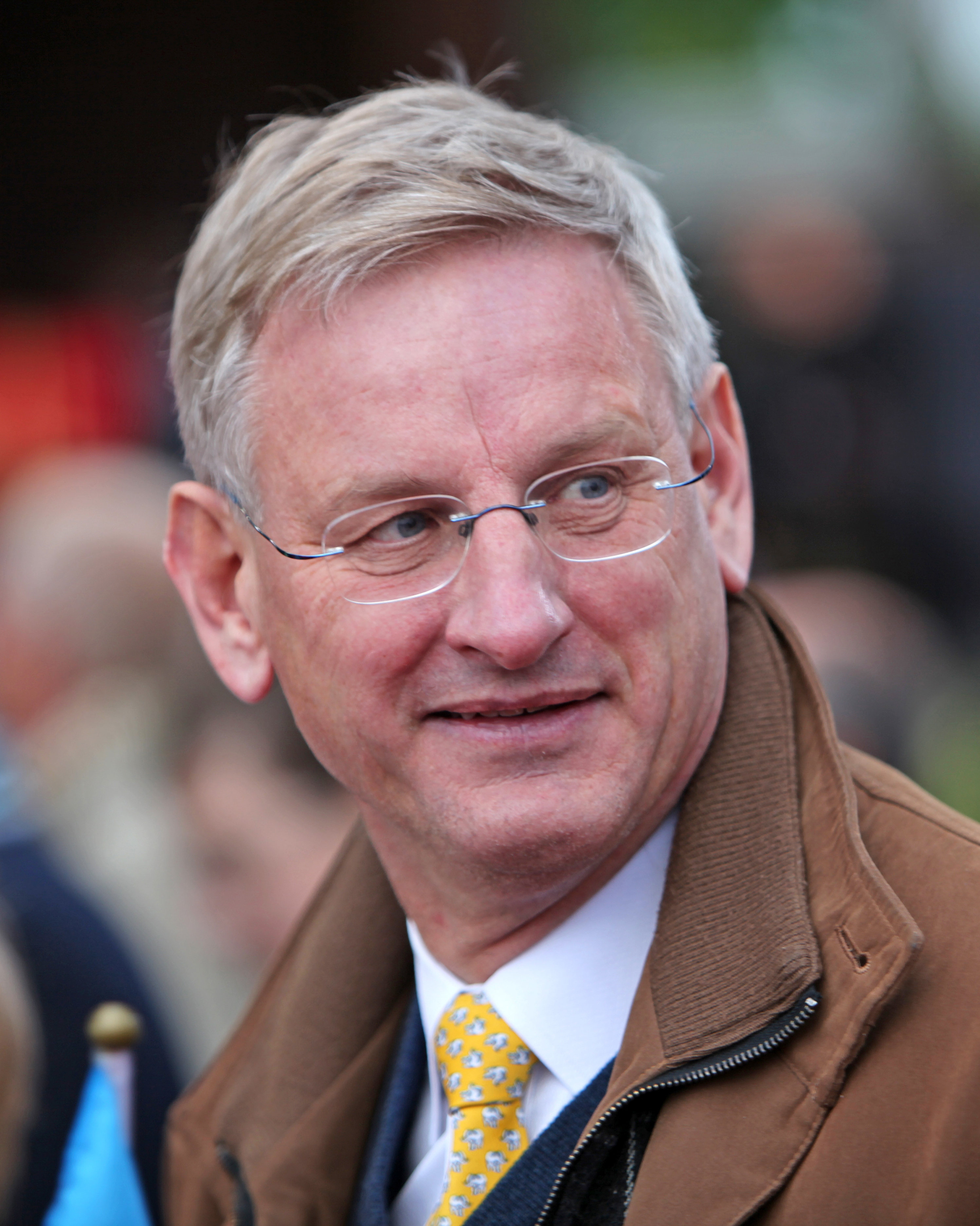
Carl Bildt, ministro de Asuntos Exteriores sueco en 2011.

El caza Gripen fue probado en escenario de guerra, en la intervención militar de una coalición de países de Europa en Libia, bajo el mando de la OTAN. El 31 de marzo de 2011, el Parlamento sueco autorizó la participación de Suecia en la Guerra de Libia por 240 votos a favor, cinco abstenciones y 18 votos en contra. De esta forma, los Gripen fueron los primeros aviones de la Fuerza Aérea Sueca en tomar parte en operaciones bélicas desde la misión de las Naciones Unidas en el Congo, 1961-1963.
La composición de la fuerza sueca consistiría en un total de 8 Gripen, más un C-130 Hércules de reabastecimiento aéreo de combustible y una dotación de unos 130 efectivos para dar soporte a las aeronaves en las bases aéreas italianas. Los aviones suecos vigilarían la zona de exclusión aérea y también realizarían misiones de reconocimiento aéreo, escolta de bombarderos y aviones de reabastecimiento aéreo de combustible; pero el ataque a posiciones enemigas no entraba entre sus cometidos.
Los tres primeros aparatos, despegaron el uno de abril a las 10.00 a. m. desde la base de Ronneby, teniendo por destino la base de Singonela en Sicilia, Italia, tras hacer una escala técnica en Hungría para repostar combustible.
Pese a que sus políticos, aseguraron poseer aviones compatibles con los de la OTAN, hubo problemas iniciales con el combustible de los Gripen, el Jet Fuel jet A1 convencional, diferente del nuevo combustible JP5 empleado por el resto de aviones de la OTAN.
A diferencia de otras naciones como España, que ofrecieron sus aviones y bases desde el primer momento, el ministro de Asuntos Exteriores Carl Bildt, espero ver la evolución de los acontecimientos en Libia y a recibir el requerimiento oficial de participación de la OTAN, para solicitar el permiso al Parlamento Sueco afirmando que "a veces el riesgo de intervenir es menor que el de no hacer nada".
La misión debería concluir el 22 de junio, sin embargo, el Parlamento Sueco, decidió ampliar el periodo pocos días antes de su vencimiento, el 17 de junio de 2011, por 230 votos a favor, 18 en contra y 20 abstenciones. La prórroga reducía también el número de cazas a cinco, además el contingente pasaría a estar embarcado en navíos británicos. A esta decisión se opusieron los miembros del Partido Demócrata y los del Partido de la Izquierda, antes llamados comunistas. El 21 de septiembre volvía a prorrogarse la misión sueca con cinco aviones y 140 hombres en total.

## Diseño

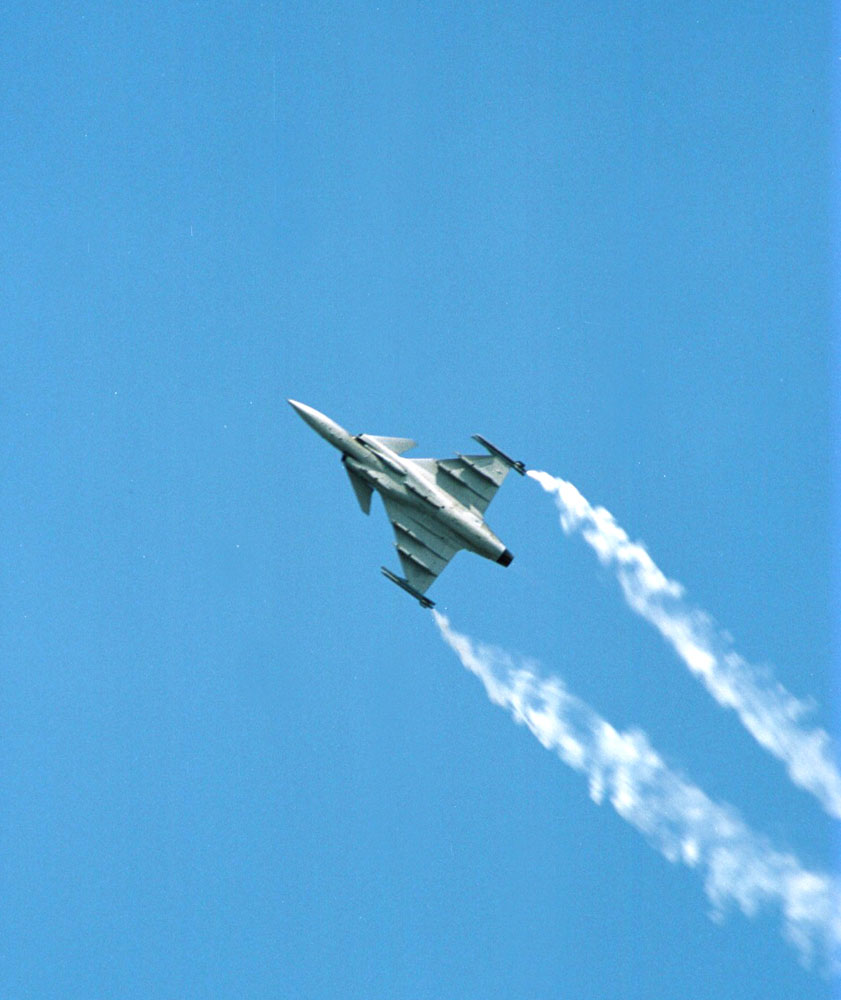
JAS 39 Gripen maniobrando en Farnborough, 2006.

El Gripen es un avión caza polivalente de diseño multipropósito, monomotor, ligero, de ala en delta y con alerones delanteros de tipo canard, diseñado desde su inicio en una combinación de vuelo delta-canard para tener alta maniobrabilidad en combates cerrados o dogfight. La generación a la que pertenece varía según la fuente consultada, no poniéndose de acuerdo los autores si es de cuarta, 4.5 o quinta.[cita requerida]
Las toberas de entrada de aire al motor se proyectan hasta los costados de la cabina de mando y ayudan a disminuir la marca de radar de la nave, en forma parecida al nuevo caza Lockheed Martin F-35 Lightning II. Los alerones delanteros de tipo canard de gran tamaño están instalados sobre las toberas de ingreso de aire a los motores, en una posición alta y bien adelantada, casi hasta los costados de la cabina de mando, en forma muy parecida al Dassault Rafale. Esto genera un flujo de aire sobre las alas principales y ofrece "alta maniobrabilidad" al formar una turbulencia sobre las alas, pero requiere el control por computadora con vuelo "Digital" por cables fly-by-wire.[cita requerida]
La carlinga es en forma de burbuja, se abre hacia el costado izquierdo para que el piloto pueda entrar con unos escalones externos por el lado derecho del aparato. El parabrisas delantero es de una sola pieza y muy amplio, parecido al caza francés "Rafale", ofrece una gran visibilidad al piloto para combates cerrados "dogfight" contra otros aviones caza.[cita requerida]
Cuenta con un tren de aterrizaje alto y reforzado. El delantero posee dos ruedas, se guarda bajo la cabina de mando y se retrae hacia atrás en forma similar al caza francés Dassault Mirage 2000. El principal cuenta con una rueda a cada lado y se retrae hacia adelante, para guardarse en un foso bajo el fuselaje central, en forma similar al "Rafale".
La versión NG cuenta con una nueva sonda de reabastecimiento aéreo de combustible, para recibir Reabastecimiento en vuelo tipo canasta y manguera flexible, de diseño retráctil, instalada sobre la tobera de ingreso de aire izquierda, entre la cabina de mando y el canard izquierdo. Puede transportar tres tanques de combustible externo para aumentar su alcance en combate, uno bajo el fuselaje central y dos bajo las alas principales.
Puede transportar varios tipos de misiles de combate "aire-aire", con diferentes capacidades y alcance. Los de corto alcance pueden ser transportados en pilones de carga en las puntas de las alas principales, sin afectar su maniobrabilidad, en forma similar al caza ligero Lockheed Martin F-16 Fighting Falcon, el nuevo caza naval Boeing F/A-18 Super Hornet y el caza de peso medio Dassault Rafale. Puede transportar diferentes armas fabricadas en otros países, como misiles de medio alcance bajo las alas, dos misiles de largo alcance en los pilones de carga reforzados junto a los motores y en la base de las alas, para combates más allá del rango visual del piloto Beyond Visual Range, además de un misil extendido de largo alcance bajo el fuselaje central.
Puede transportar bombas de distintos pesos, guiadas por láser, vídeo y satélite GPS, bajo las alas y el fuselaje central, en dos nuevos pilones de carga de armas reforzados. Ocupando el espacio del tanque central de combustible y en los soportes interiores de las alas puede transportar asimismo armas de mayor peso para misiones de ataque "Aire-tierra" y misiles navales antibuque, de medio y largo alcance en todo tipo de clima con vuelos rasantes sobre el mar.[cita requerida]

### Cabina de mando y casco de información
El instrumental de a bordo, y en especial su forma de presentación, fueron en su momento las más avanzadas del mundo. Pese a todo, ya se sabía que al menos las primeras configuraciones de la trancha 1 combinarían el visor HUD y las tres "Pantallas planas" HDD con elementos analógicos tipo reloj.[cita requerida]
Hasta 1992 los aviones estaban equipados con el equipo de presentación Ericsson EP-17 Mk.1, constituido por tres pantallas de cristal líquido, además de la mencionada pantalla HUD que proyectan datos sobre el firmamento sin obstaculizar la visión del piloto y dos procesadores, el PP1 y el PP2. Los monitores medían inicialmente 5×6 pulgadas (12.7×15.2 cm) y eran monocromáticos, apoyados por los ya citados equipos analógicos tipo reloj que no formaban parte del EP-17 Mk.1.
En 1992 comenzaron los trabajos para mejorar la Ep-17, y el 20 de agosto de 1996 volaba el primer aparato de la trancha 2 con la nueva configuración llamada Mk.2. La Mk.2 contaba con pantallas a todo color de 6 x 8 pulgadas (15.2 x 20.3) y un único procesador, el PP12. Respecto a los relojes analógicos, permanecían los cuatro instalados sobre las pantallas y los de la parte baja.
Tras un estudio sobre la influencia de los colores en el rendimiento del piloto, la empresa Avionics Display Corporation desarrolló una nueva configuración de información, llamada Mk.3, con una superficie de pantalla de 6.2 x 8.3 pulgadas con colores suavizados y la eliminación de los relojes analógicos de la parte superior. La Mk.3 empezó a desarrollarse con la firma para la construcción de la trancha 3, y la Ericsson Saab comenzó a distribuirla el 12 de febrero de 1999 a las versiones C/D y también a los últimos 20 aparatos de la trancha 2.
Con la introducción de nuevas formas de grabación digital, el consorcio IG-JAS desarrolló la nueva variante de cabina, la EP-17 Mk.4, con el fin de incluirlas a partir del ejemplar 39227, aunque terminaría siendo instalada en todos los JAS 39C, a partir del 39207 en adelante. En la nueva configuración las grabaciones de radio, infrarrojos y el vídeo es grabado en formato digital en el DiRECT, más concretamente en la Mass Memory Cartridge (MMC). Con el equipo de radio suministrado por la empresa sudafricana Denel, equipado también con varias pantallas en color LCD multifunción, quedaron eliminados los relojes analógicos.
El consorcio IG-JAS continuó trabajando con el fin de dotar a la cabina de mando de una sola pantalla corrida, extendida de lado a lado en la cabina, en la que se muestre la información necesaria en un solo soporte, ahorrando marcos, piezas, cableado y peso, entre otras ventajas.
El sistema de control de vuelo se realiza mediante enlaces de tipo electrónico, para vuelo "Digital" por cables fly-by-wire, control de computadora de redundancia cuádruple. Los controles primarios están concentrados en la palanca de mando tipo joystick para un mando de la nave tipo HOTAS.
Con el fin de reemplazar la pantalla HUD, la empresa FFV Aerotech AB debía desarrollar una serie de sistemas montados en el casco por medio de flechas iluminadas por LED. Sus primeras pruebas de tecnología se iniciaron en 1992, denominándolo inicialmente como HMS ODEON, con la idea de instalarlo en todos los aparatos de las tranchas 3.
El 22 de mayo de 1997, Saab y Saab Ericsson Saab Avionics llegaron a un acuerdo con la empresa Microvision para desarrollar una nueva generación de HMD de alta resolución patentada como VRD. Consistía en una pantalla colocada sobre la visera del casco, la cual formaba las imágenes por medio de varios rayos láser en la retina del ojo. Sin embargo, el proyecto presentaba varios problemas, como la nitidez de los láser que formaban los colores y las imágenes o el peso añadido al casco, aspecto este insalvable por aquella época.[cita requerida]
El FMV deseaba instalar un dispositivo que ya estuviera en servicio. Por todo ello se establecieron contactos con la empresa Culumos, filial de la sudafricana Denel, para cooperar con la Pilkington Optronics en la fabricación del Guardian. El Guardian es un sistema de presentación basado en un monóculo al lado derecho del casco del piloto, similar al instalado en el caza mejorado Atlas Cheetah. Las dos empresas comenzaron sus trabajos en 1995.[cita requerida]
En 2001 Cumulus decidió interrumpir sus trabajos con Pilkington y buscar otro socio, que sería Saab Avionics. Por dicho motivo BAE Systems y Saab anunciaron el 17 de junio de 2003 que comenzaban los trabajos para un sistema de presentación similar al utilizado por el Eurofighter Typhoon, empleando parte de los desarrollados con los sudafricanos en un nuevo sistema llamado Cobra. Este sistema también fue adquirido por Cumulus.
Otro instrumental importante de la aeronave fue el sistema de avistamiento de aterrizaje en carreteras y pistas no preparadas. El Viggen incorporaba un Tactical Instruments Landing System, parecido al usado por la US Navy, para ayudar al piloto en los apontajes (aterrizajes) sobre portaaviones; por lo tanto, estaba compuesto de dos equipos, uno en el avión y otro en tierra. Esto causaba dos problemas: cualquier mejora, innovación o mantenimiento debe realizarse en las dos partes, en tierra y en el aparato; por otra parte, un sistema así resulta difícil de transportar a buen número de pistas no preparadas, carreteras y diferentes bases aéreas, además de tener que hacerlo con antelación.[cita requerida]
Por lo tanto, el Gripen debía depender de un solo sistema para realizar aterrizajes de forma autónoma. Sin embargo, esta conclusión, casi obvia, presentaba el nuevo problema con el escaso espacio disponible a bordo, por ser un diseño ligero y monomotor. En tan poco espacio interno no podrían montarse los equipos y sensores existentes en el momento.
Saab y Saab Dynamics realizaron las primeras pruebas con el fin de incorporar los nuevos equipos de ayuda y avistamiento de aterrizaje, en aviones de la trancha 2 y en los nuevos aviones de la trancha 3. De esta forma, desarrollaron el nuevo sistema de avistamiento de la pista de aterrizaje, más pequeño y ligero, NINS (New Integrated Navigation System) y el sistema NILS (New Integrated Landing System). El primero fue probado en 1998 en un avión SK 60 y los dos juntos se integraron en el tercer prototipo de pruebas, logrando satisfacer mucho a uno de los pilotos de pruebas checo.
El resultado es una nueva y única impresión electrónica en la pantalla del HUD, sobre la cabina de mando, de cuadros concéntricos en distintos tonos verdes, que muestran al piloto la posición del avión, respecto al cono imaginario en el aire, de la ruta de aproximación final a la pista de aterrizaje. El sistema ayuda al piloto para lograr el mejor ángulo de toma teniendo en cuenta la distancia a la pista, altitud y velocidad del avión, sin preparación previa, en todo tipo de clima, con lluvia, viento, niebla y nieve de día y de noche.
Tanto el nuevo sistema de navegación NINS, como el nuevo sistema de aterrizaje NILS, son susceptibles de mejoras con los avances de la tecnología en el futuro, en la constante miniaturización y aumento en la capacidad de procesamiento de las nuevas computadoras, todo lo cual permitirá en el futuro disminuir peso y espacio en los nuevos Gripen NG ofrecidos para su exportación desde el año 2010.[cita requerida]

### Radar y aviónica
El Gripen utiliza el radar PS-05/A, que supuso el reto más grande al que se había enfrentado Ericsson. Consta de seis elementos, que debían ser cambiados en menos de 30 minutos llegado el caso. Dichos elementos son: la antena, el amplificador, el transmisor auxiliar, el procesador de datos, el guía-ondas y la unidad de alta frecuencia.
El PS-05/A es un radar multimodo de impulso doppler y de barrido mecánico, no electrónico como los que estaban desarrollando por entonces franceses y estadounidenses. Fue probado por primera vez en el Viggen 37-51 pilotado por Bernt Weiber en septiembre de 1987 y montado en el prototipo 30.3 en 1989, pero las pruebas se realizaron en el 35-5 y el aparato de producción 39101.[cita requerida]
El PS-05/A comenzó a desarrollarse casi al mismo tiempo que el Blue Vixen ideado para el British Sea Harrier F/A.2. Debido a esta paridad en el desarrollo, los dos fabricantes decidieron compartir elementos y, de esta manera, el Gripen incorpora la antena del Blue Vixen, siendo esta otra de las críticas realizadas a este aparato, al no montar una antena activa como la utilizada en los aparatos estadounidenses.[cita requerida]
El radar es capaz de detectar, localizar, identificar y seleccionar automáticamente múltiples objetivos en tierra, mar y aire, sin importar las condiciones meteorológicas, y guiar simultáneamente hasta cuatro misiles aire-aire a cuatro objetivos diferentes.[cita requerida]
El 27 de marzo de 2009, Saab y Selex Galileo firmaron un acuerdo para el desarrollo conjunto de un nuevo radar de tipo AESA para el Gripen NG, que estaría basado en el Vixen de Selex Galileo y el PS-05/A de Saab.
El Saab 39 Gripen posee un sistema de transmisión de datos, denominado TIDLS (siglas en inglés de Tactical Information DataLink System), que le permite tener acceso a las lecturas de los radares y sensores de otros Gripen en vuelo, así como de estaciones terrestres. Este nuevo sistema de comunicación fue desarrollado con la intención de que el avión sea inmune a las contramedidas electrónicas y evitar así interferencias. Este sistema es una extensión mejorada de otro sistema similar, usado durante muchos años en el anterior caza Saab 37 Viggen.[cita requerida]
El TIDLS tiene un enlace bidireccional aire-tierra y un enlace aire-aire hacia otros aviones. Puede transmitir información a cuatro aviones a la vez, mientras que es capaz de recibir de un número ilimitado. El TIDLS tiene un alcance de 500 kilómetros en el aire, distancia que puede extenderse haciendo que otros aviones actúen como plataformas repetidoras.[cita requerida]
En su uso más básico, el TIDLS de un Gripen puede transmitir las lecturas de su radar, sensores y estado del avión hacia cualquier punto de la cadena de mando o hacia cualquier otro Gripen. Para poder enviar los datos, todo lo que el piloto del Gripen debe hacer es seleccionar el canal de radio apropiado —que suele estar ya preseleccionado por el sistema de planificación del vuelo— y transmitirlos.[cita requerida]

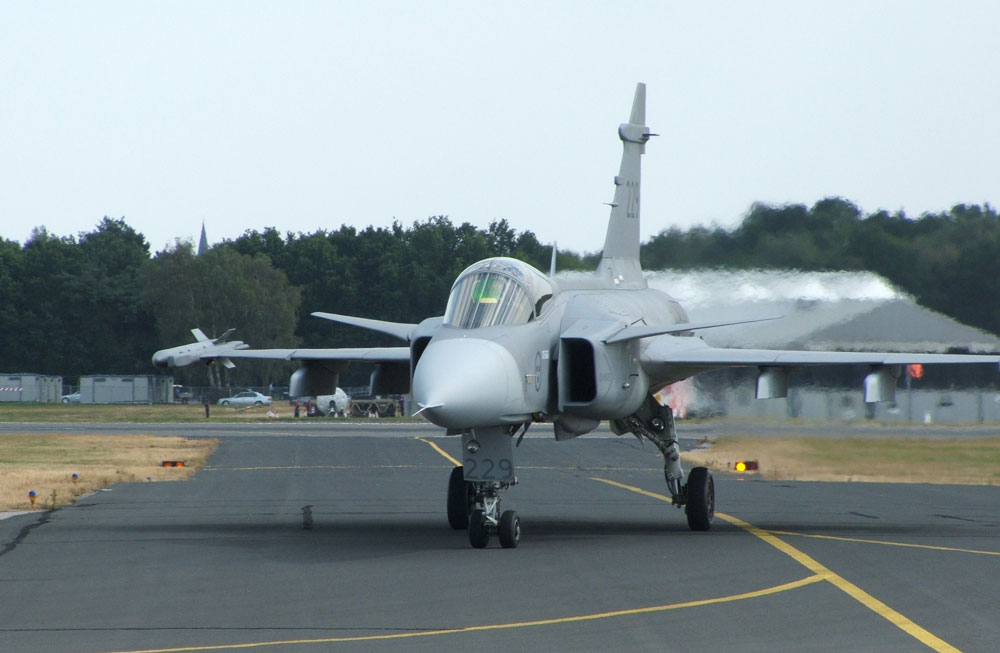
Un Saab 39 Gripen en una base aérea.

Un Gripen en vuelo, en misiones de patrulla y batalla, puede transmitir información sobre la situación en el campo de batalla, directamente a la cabina de otro Gripen que en ese momento esté siendo reabastecido y armado en bases tierra. De esta forma, el piloto del avión ya estará enterado de la situación táctica y del estado del resto de su escuadrón "Ala de combate" antes de emprender el vuelo.[cita requerida]
La aeronave volando en el frente de batalla también puede transmitir sus datos a otros aviones de patrulla que usen el radar Ericsson PS890 Erieye, tales como el Saab 340AEW de la Fuerza Aérea Sueca, o el Embraer R-99A de Brasil. Un caza Gripen adelantado puede enviar esta información a otro caza Gripen que tenga sus sensores apagados y así, este segundo caza tendrá más probabilidades de acercarse a un avión enemigo, con sus radares activos apagados, sin ser detectado y luego disparar un misil "Aire-aire". El objetivo enemigo no detectaría ninguna emisión electromagnética, hasta que el misil entre en su fase activa (cuando el misil enciende su propio radar), al estar cerca del blanco.[cita requerida]
El Gripen está dotado de una cámara de televisión con grabación de vídeo en tiempo real, por lo que puede transmitir la información que genera su radar multimodo, permitiendo a los mandos adoptar nuevas y rápidas decisiones durante una misión, además de entregar información grabada sobre el funcionamiento de sus armas, condiciones, radares y sensores, entre otros, lo cual hace posible recrear situaciones de riesgo que podrían haber ocurrido. Pese a no ser un avión furtivo, presenta una baja detectabilidad, tanto para radares como para sistemas infrarrojos.[cita requerida]
El Gripen posee la capacidad para adquirir, procesar, compartir y desplegar información táctica, como, por ejemplo, la posición exacta de las fuerzas hostiles y amigas, cambios de posición de misiles en tierra y un rápido aviso de la posición del enemigo.[cita requerida]

### Sistema de guerra electrónica y rastreo infrarrojo
El Gripen NG y las recientes versiones de la trancha3, modelos C/D de exportación, están equipados con el nuevo sistema Ericsson-Saab EWS-39, que permite la detección de emisiones de radar y señales de comunicación, la identificación amigo-enemigo (IFF, Identification Friend or Foe), para detectar y diferenciar posibles amenazas enemigas de los aparatos que forman el "Ala de combate" local, la ubicación, el análisis dinámico de amenaza y el lanzamiento automático de contramedidas electrónicas.[cita requerida]
De igual manera que algunos cazas soviéticos, el nuevo Gripen NG puede usar un sensor infrarrojo montado en un "Pod de información" instalado en los nuevos pilones de carga bajo el fuselaje central, en forma similar al caza Lockheed Martin F-16 Fighting Falcon en sus versiones más modernas y al Dassault Rafale, que le permite detectar y rastrear blancos enemigos en forma pasiva, sin emisiones de radar, evitando usar el radar convencional que delataría su posición. El sistema se denomina IR-OTIS, es inmune a las contramedidas e interferencias electrónicas y tiene un alcance similar al del radar (a gran altura).[cita requerida]
Este nuevo sensor infrarrojo funciona, junto con el casco de información del piloto, con un sistema de avistamiento optoelectrónico, de funcionamiento pasivo, sin emisión electromagnética, una cámara infrarroja de giro estabilizada y telémetro láser, en forma similar al caza naval mejorado Boeing F/A-18 Super Hornet. Es un sistema de avistamiento, búsqueda, seguimiento, telemetría, fijación de blanco y disparo de armas contra aparatos enemigos. Cuenta con un componente de puntería integrado en el casco del piloto, estando el dispositivo principal montado en un pequeño domo con una cúpula transparente en la punta de un "Pod de información", una vaina en forma de misil. Funciona en dos bandas de radiación infrarroja y se puede utilizar junto con el radar de la nave para formar una imagen en la pantalla HUD "Head-up-display" de información sobre el panel de control y en la mira del casco del piloto.[cita requerida]

### Contramedidas

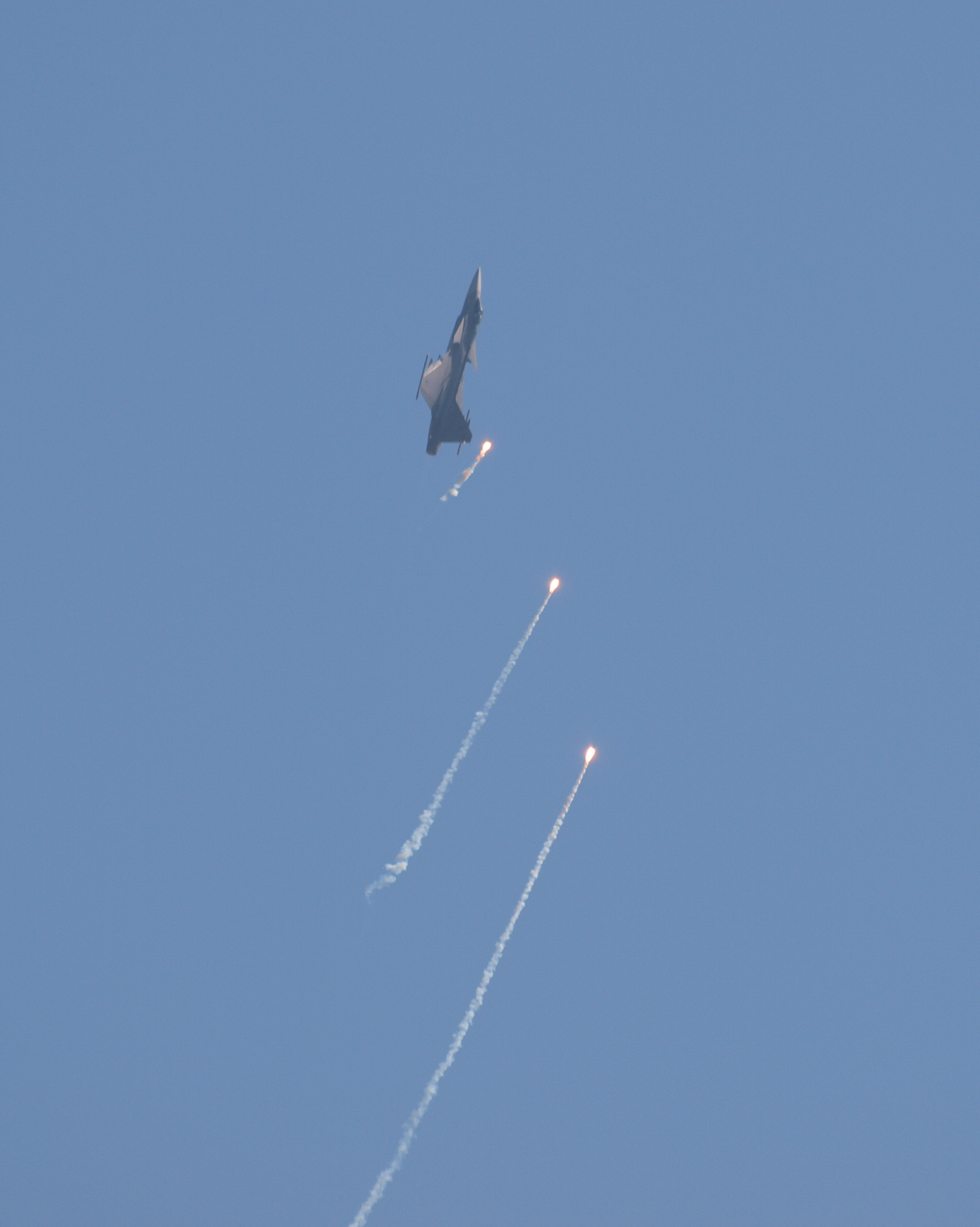
Saab 39 Gripen de la Fuerza Aérea Checa lanzando bengalas.

En función de la guerra electrónica cuenta con el sistema de alerta EWS39 diseñado en forma independiente por Ericson. El EWS39 es un sistema integrado que provee alerta de radar cuando el avión es iluminado por radares en tierra, aviones enemigos o el radar de un misil. Cuenta con medidas de soporte electrónico, dispensadores de laminillas y señuelos de radares, que se activan en forma automática para enmascarar su posición frente a los sistemas de detección antes citados.[cita requerida]
En una primera etapa, el sistema tiene cuatro dispensadores de contramedidas (bengalas y señuelos) del tipo BOP403, alojados en la raíz del ala derecha. En una segunda etapa, el sistema agregará sensores láser de cuatro antenas, un sistema de alerta de aproximación de misiles y un señuelo de arrastre, montado en un cable, en forma similar al sistema de señuelo montado en el extremo del ala principal del caza pesado Eurofighter Typhoon.[cita requerida]
El señuelo lo desarrolla la firma CelsiusTech, tiene un longitud de solo 15 cm más que una bengala estándar y pesa 2 kg. El señuelo es arrastrado con un cable de Kevlar, a través del cual el Gripen puede hacerle variar su dirección, siendo capaz de desplegarse incluso a velocidades supersónicas.[cita requerida]

### Planta motriz

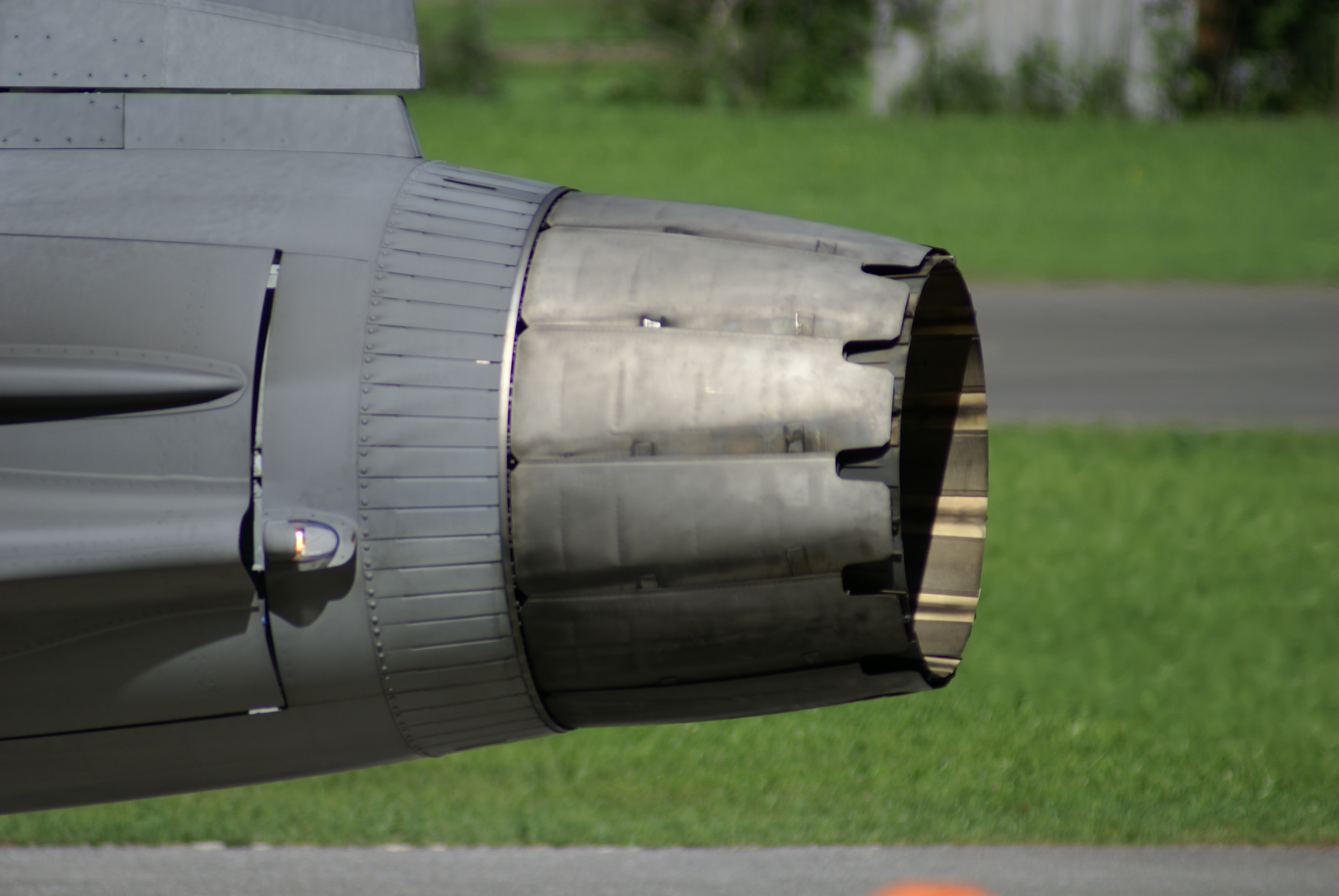
Tobera del motor RM12 de un JAS 39 Gripen.

El Gripen está impulsado por un motor turbofán RM12 en las versiones A/B y por una versión mejorada del RM12, con más potencia y el sistema FADEC (siglas en inglés de full authority digital engine control) en las versiones C/D, en donde un computador controla la potencia del motor. En ambos casos ha sido suministrados por Volvo Flymotor, después Volvo Aero. Este es un desarrollo basado en el General Electric F404.
La planta motriz fue uno de los apartados que sufrió renuncias en el periodo de desarrollo. La idea inicial pretendía conferirle toberas orientables en dos dimensiones, arriba y abajo, con el fin de lograr la maniobrabilidad y acortar la carrera de despegue. Asimismo se pensó en la posibilidad de cerrar la tobera para permitir la salida de gases por la parte superior de la misma, invirtiendo en parte el empuje. Sin embargo, como ya se ha comentado, las dificultades técnicas no auguraban un éxito en la ejecución de estos diseños, por lo que se abandonó temporalmente esta capacidad al comprobarse que podía despegar en la distancia firmada en el contrato.[cita requerida]
La primera versión de este motor entregaba una potencia de 48.9 kN de empuje en seco y 78.7 kN con postcombustión. En la segunda versión su rendimiento aumenta a 54 kN de empuje en seco y 80.5 kN con postcombustión, con un nuevo quemador 14 kg más ligero y un nuevo sistema de control digital FADEC, que monitoriza automáticamente los parámetros esenciales del avión y, en caso de necesidad, los transfiere de manera automática a los sistemas de soporte. Se volvió a considerar la posibilidad de aplicarle modificaciones para convertirlo en un motor de empuje vectorial y, nuevamente, las complicaciones técnicas obligaron a renunciar a ellas.[cita requerida]

### Sistema de reconocimiento
El Gripen utiliza el sistema Vinten Vicon 70 serie 72C, transportado en un "Pod de información" en forma de misil colgado bajo un pilón de carga central, con una cúpula transparente en el cono delantero; este es un nuevo mecanismo británico que Saab integra para todos los Gripen de exportación, desde septiembre de 1998.[cita requerida]
El Pod serie 72 es capaz de realizar reconocimiento diurno (fotografía electro-óptica de alta resolución) y nocturno (imagen infrarroja) desde baja y mediana altitud. Las imágenes pueden grabarse en cinta de vídeo para el análisis posterior en la base de mando, para preparar el plan de ataque sobre el territorio enemigo. También pueden exhibirse en la pantalla de la cabina de mando para las misiones de ataque a tierra y ataque naval, puede enviarse la información a otros aviones y posiciones en la superficie para un ataque combinado con diferentes tipos de armas, bombas y misiles.[cita requerida]
Estos sistemas fueron probados por primera vez en la Guerra de Libia de 2011.[cita requerida]

### Estructura
El 40 % de los equipos y subsistemas del Gripen se contratan a empresas extranjeras, tales como motores, asientos eyectables, tren de aterrizaje, sistemas de control, sistema de combustible, sistema hidráulico, control ambiental y de aviónica, para conseguir un precio de compra y mantenimiento más bajo al provenir estos de series muy amplias, como el motor F404 fabricado inicialmente por Volvo Flygmotor bajo licencia, que, con más de 3000 motores construidos, tiene un coste de 3,7 millones de dólares, frente a los 6,7 del Eurojet EJ200.

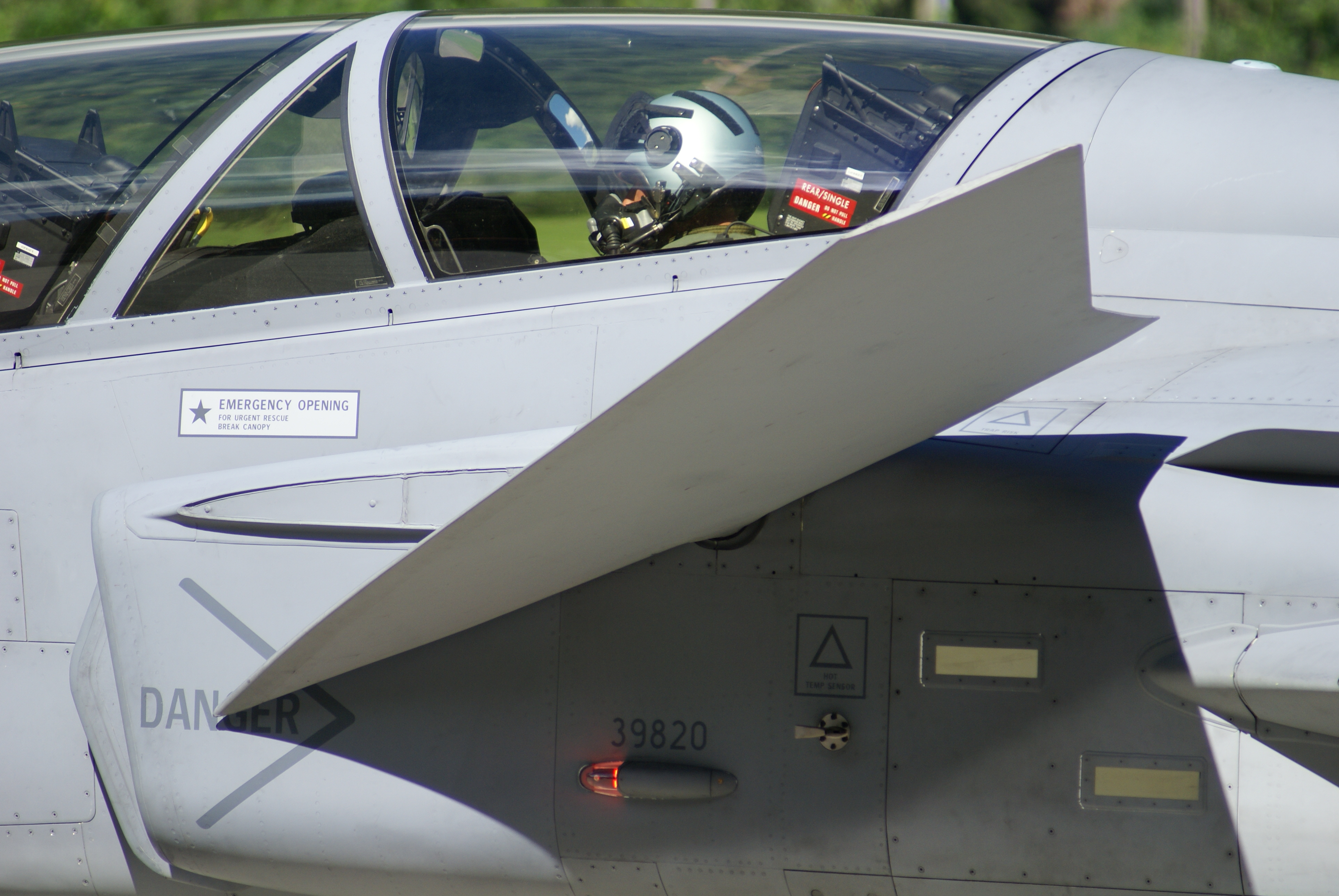
Alerones canard al costado de la cabina.

El 56 % de la estructura del avión está hecha de aleaciones de aluminio. Otro 26 % es de materiales compuestos, incluyendo el timón vertical de profundidad, el ala principal, los alerones de tipo canard, la mayor parte de las superficies de control, elevadores y muchas cubiertas, y las compuertas abatibles del tren de aterrizaje. Las alas principales en forma de ala en delta están fabricadas hasta con 146 capas compuestas.[cita requerida]
Los fuselajes se someten a un completo programa de ensayos para poner a prueba la fatiga de materiales y han demostrado ser útiles durante toda la vida operativa del aparato. Como parte de este programa, se simulan despegues abortados, aterrizajes bruscos, disparo de los airbags, se dañan algunas partes deliberadamente y se las somete a cargas máximas, para observar cuál es el resultado.

### Mantenimiento
El Gripen ha sido diseñado desde su inicio para operar de forma económica y a la vez ser fiable en todo tipo de clima, porque Suecia no estaba interesada en usar aviones demasiado caros, pesados y de diseño bimotor, que son de alto costo operativo y se duplica su programa de mantenimiento en los motores.[cita requerida]
En los primeros modelos fabricados el coste de la hora de vuelo del Gripen era de unos 2500 dólares estadounidenses, mientras que se estimaba para el año 2003 que se alcanzaría el nivel deseado de solamente 2000 dólares la hora de vuelo, para las misiones de entrenamiento de nuevos pilotos de la academia de vuelo, misiones de patrulla y combate.[cita requerida]
Para mantener un Gripen totalmente operativo en la base de mando y en vuelo no se requiere demasiado personal, dado que una escuadrilla de la Fuerza Aérea Sueca, con doce aviones en su inventario, solamente necesita sesenta hombres en tierra, técnicos, ingenieros y mecánicos expertos para el mantenimiento básico de la aeronave, recargar combustible y armas, lo que daría un promedio de cinco hombres por avión; un personal lo bastante reducido como para ser trasladado y abastecido con cierta facilidad y rapidez, consiguiendo así gran versatilidad.[cita requerida]
Cuando el Gripen fue mostrado en público, parte de la evaluación consistió en un cambio de motor en caliente. Un Gripen aterrizó después de una misión, y en un plazo de 45 minutos, un equipo de solo tres operarios en tierra sacó el motor, lo instaló de nuevo y el avión despegó otra vez para continuar con la prueba de vuelo.

### Rendimiento, autonomía y radio de acción

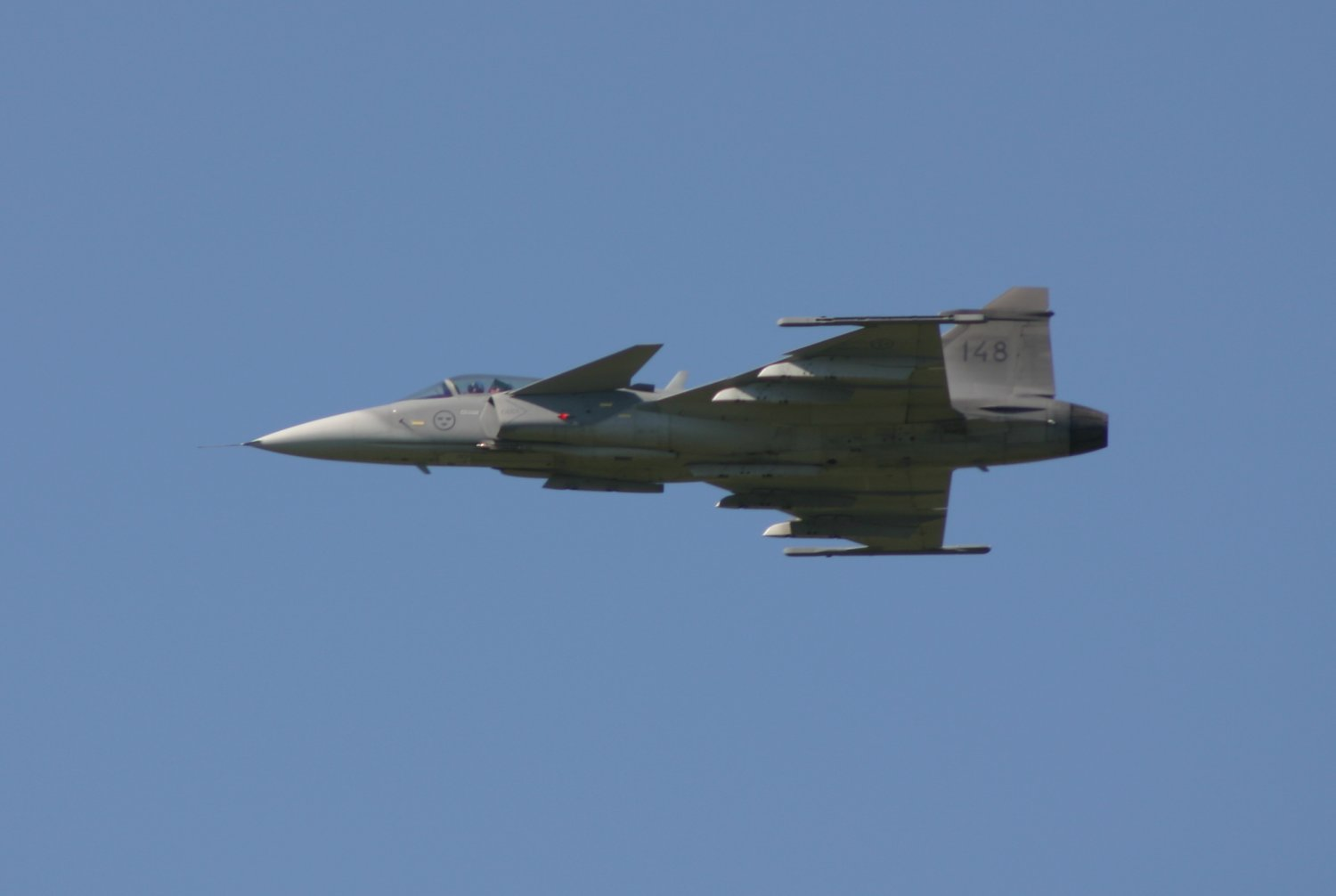
Un Saab 39 Gripen en vuelo.

A nivel del mar, el Gripen cuenta con capacidad supersónica con una velocidad máxima de mach 1,15; a esa misma altitud, donde el aire es más denso, húmedo y pesado, el avión necesita solamente 30 segundos para acelerar desde mach 0,5 hasta mach 1,1, gracias a su diseño aerodinámico de ala en delta, que permite una gran capacidad de penetración del aire, con una baja marca de radar y baja marca térmica.[cita requerida]
A media altitud, compite con ventaja sobre otros aviones de combate con alas convencionales en forma de flecha, como el caza francés Dassault Mirage F1. Gracias a sus alerones delanteros de tipo canard, el Gripen puede realizar giros cerrados a gran velocidad y tener "alta maniobrabilidad", aumentan su capacidad de sustentación y radio de giro, mejorando su manejabilidad y superando la maniobrabilidad de otros aviones de combate de ala en delta, que pertenecen a una generación anterior, como el Dassault Mirage III.[cita requerida]
A gran altitud operativa, a más de 2000 metros de altitud sobre el nivel del mar, donde el aire es más ligero, seco y liviano, el Gripen puede alcanzar una velocidad máxima de mach 2,31 y superar el techo de vuelo de otros aviones de combate convencionales, donde sus alas delgadas en forma de delta tienen mayor ventaja operativa y generan menor resistencia al aire, baja marca de radar y menor calor que un avión de combate con alas convencionales más adelantadas. La tasa de giro instantánea es más significativa que la sostenida, siendo un ejemplo lo rápido que puede apuntarse el avión hacia su blanco, y por ende, de lo rápido que puede su piloto disparar un tiro de oportunidad en todas las altitudes de combate contra otros modelos de aviones caza, que tienen mayor ventaja a diferentes altitudes operativas por su diseño y la forma de sus alas. El Gripen puede enfrentarlos en igualdad de condiciones en todo tipo de clima y altitud operativa, a baja altitud con maniobras de combate cerradas entre montañas y vuelos rasantes sobre el mar; a media altitud, donde cambian notablemente las condiciones atmosféricas y a gran altitud, donde anteriormente se necesitaban aviones especiales, al cambiar totalmente las condiciones.[cita requerida]
Al contrario de otras fuerzas aéreas, que prefieren mantener en el aire patrullas aéreas de combate permanentes (CAP: siglas en inglés de Combat Air Patrol), con un mayor costo operativo para el país, Suecia ha priorizado la capacidad de alerta rápida del Gripen. En palabras de un piloto sueco: «Podemos estar ocultos en tierra, con la APU [unidad de potencia auxiliar del motor] encendida durante horas, sentados en la cabina de mando, con las pantallas encendidas listos para despegar, observando la situación en el TIDLS de la cabina y, cuando sea necesario, estar en el aire dentro de 60 segundos».

#### Velocidad
El Gripen alcanza distintas velocidades, según la versión y variante del avión, altitud y transporte de armas, peso y combustible. A continuación se presenta una lista con las distintas velocidades de cada una de las variantes del Gripen, los modelos B y D se refieren a la versión biplaza más pesada:[cita requerida]
| Versión | Velocidad máxima      | Velocidad máxima      | Velocidad de crucero  |
| Versión | a nivel del mar       | a 9150 m de altitud   | a 9150 m de altitud   |
| ------- | --------------------- | --------------------- | --------------------- |
| JAS 39A | 1100 km/h (mach 0.9)  | 2150 km/h (mach 1.97) | 1000 km/h (mach 0.92) |
| JAS 39B | 1050 km/h (mach 0.86) | 2025 km/h (mach 1.86) | 900 km/h (mach 0.82)  |
| JAS 39C | 1300 km/h (mach 1.06) | 2525 km/h (mach 2.31) | 1400 km/h (mach 1.28) |
| JAS 39D | 1220 km/h (mach 1)    | 2350 km/h (mach 2.15) | 1100 km/h (mach 1.01) |
| JAS 39E | 1470 km/h (mach 1.35) | 2470 km/h (mach 2.0)  | 1580 km/h (mach 1.4)  |

#### Autonomía

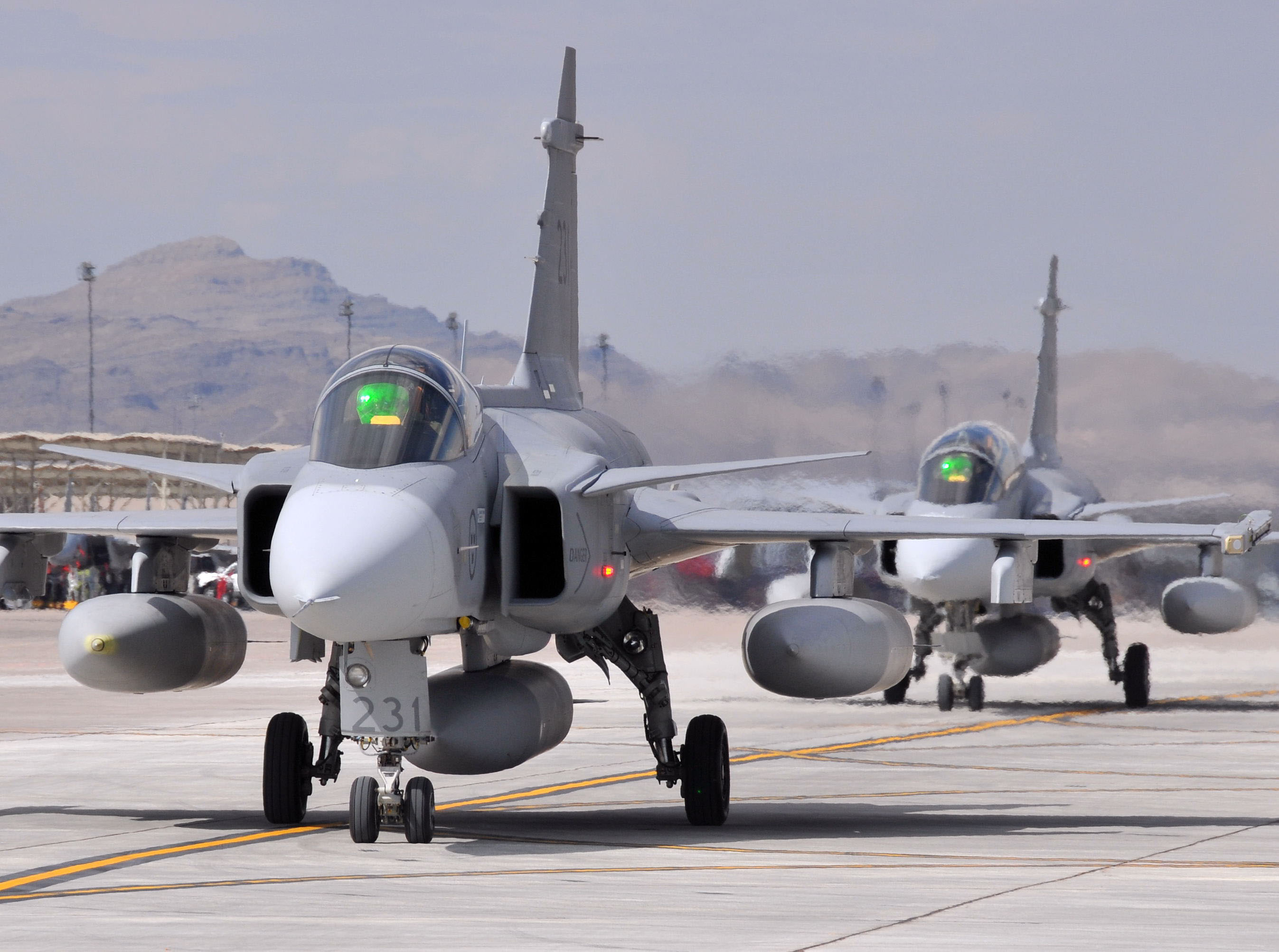
Dos Saab 39 Gripen de la Fuerza Aérea Sueca portando tres tanques de combustible auxiliares, lo que les confiere su autonomía máxima.

La autonomía del avión para el alcance máximo en combate difiere según su versión y configuración:[cita requerida]
- En la máxima configuración de alcance (Máxima) solamente llevaría combustible en los tanques internos y externos.
- En la configuración normal tendría una combinación de armamento y combustible (Normal). En misiones de patrulla aérea de combate en caso de una alerta, el Gripen, equipado con dos misiles AIM-120 AMRAAM de largo alcance, 2 AIM-9 Sidewinder de corto alcance para combate "aire-aire" contra otros aviones y transportando dos tanques de combustible auxiliares bajo las alas, puede ir a una distancia de 385 km de su base y permanecer en patrulla durante dos horas, antes de tener que tomar tierra para repostar o ser reabastecido en vuelo con un avión cisterna tipo Lockheed C-130 Hercules, que está disponible en el nuevo Gripen NG y para todos los Gripen en versiones C/D anteriores, y puede aumentar su alcance a más de 1000 km de distancia y varias horas de vuelo continuo sobre los territorios que necesite defender: costas, mar territorial, territorios de ultramar, etc.
- En la mínima configuración (Mínima) portaría nada más que armamento pesado, utilizando solamente el combustible de los tanques internos para desplazarse en la misión de combate.

Al contrario que otros modelos, como el Viggen, las nuevas versiones biplazas B y D no reducen tanto la capacidad de transporte interno de combustible, pues, como se ha indicado, el fuselaje central del modelo biplaza es algo más largo, por lo que el asiento posterior para el copiloto no disminuye tanto el tamaño del depósito interno de combustible.
La versión B y D se refiere al modelo biplaza de 2 asientos más pesado:
| Versión | Alcance en km | Alcance en km | Alcance en km |
| Versión | Máximo        | Normal        | Mínimo        |
| ------- | ------------- | ------------- | ------------- |
| JAS 39A | 3000          | 1600          | 960           |
| JAS 39B | 2718          | 1450          | 870           |
| JAS 39C | 3938          | 2100          | 1260          |
| JAS 39D | 3583          | 1911          | 1147          |

#### Techo de vuelo
Según la versión, el Gripen puede alcanzar diferentes altitudes de vuelo o techos de vuelo; el siguiente cuadro, muestra las diferencias de capacidad para alcanzar la altitud máxima en vuelo, el modelo B y D se refiere a la versión biplaza, más pesada:[cita requerida]
| Versión | Altitud en metros | Altitud en miles de pies |
| ------- | ----------------- | ------------------------ |
| JAS 39A | 16000             | 52.5                     |
| JAS 39B | 15700             | 51.5                     |
| JAS 39C | 18500             | 60.7                     |
| JAS 39D | 17250             | 56.5                     |

Se puede observar que las versiones de cabina biplaza, modelos B y D, siempre ofrecen un techo de vuelo menor, su altitud es ligeramente limitada, comparada con el modelo original monoplaza, modelos A y C; esto se debe a que las versiones biplaza son de mayores dimensiones y peso que las versiones de cabina monoplaza, por el peso del asiento eyector del copiloto, el peso del equipo electrónico adicional, el peso del tripulante operador de radar, sistemas defensivos e, incluso, el peso del tanque de combustible extra que deben transportar para algunas misiones. Esta diferencia de peso y prestaciones hace que los modelos biplazas suelen ser utilizados en misiones de ataque a baja altitud y operaciones de guía de batalla; por su parte, los modelos monoplaza se utilizan como primera línea de batalla en misiones de interceptación, escolta ataque contra otros aviones de combate, etc.[cita requerida]

#### Reabastecimiento y radio de acción

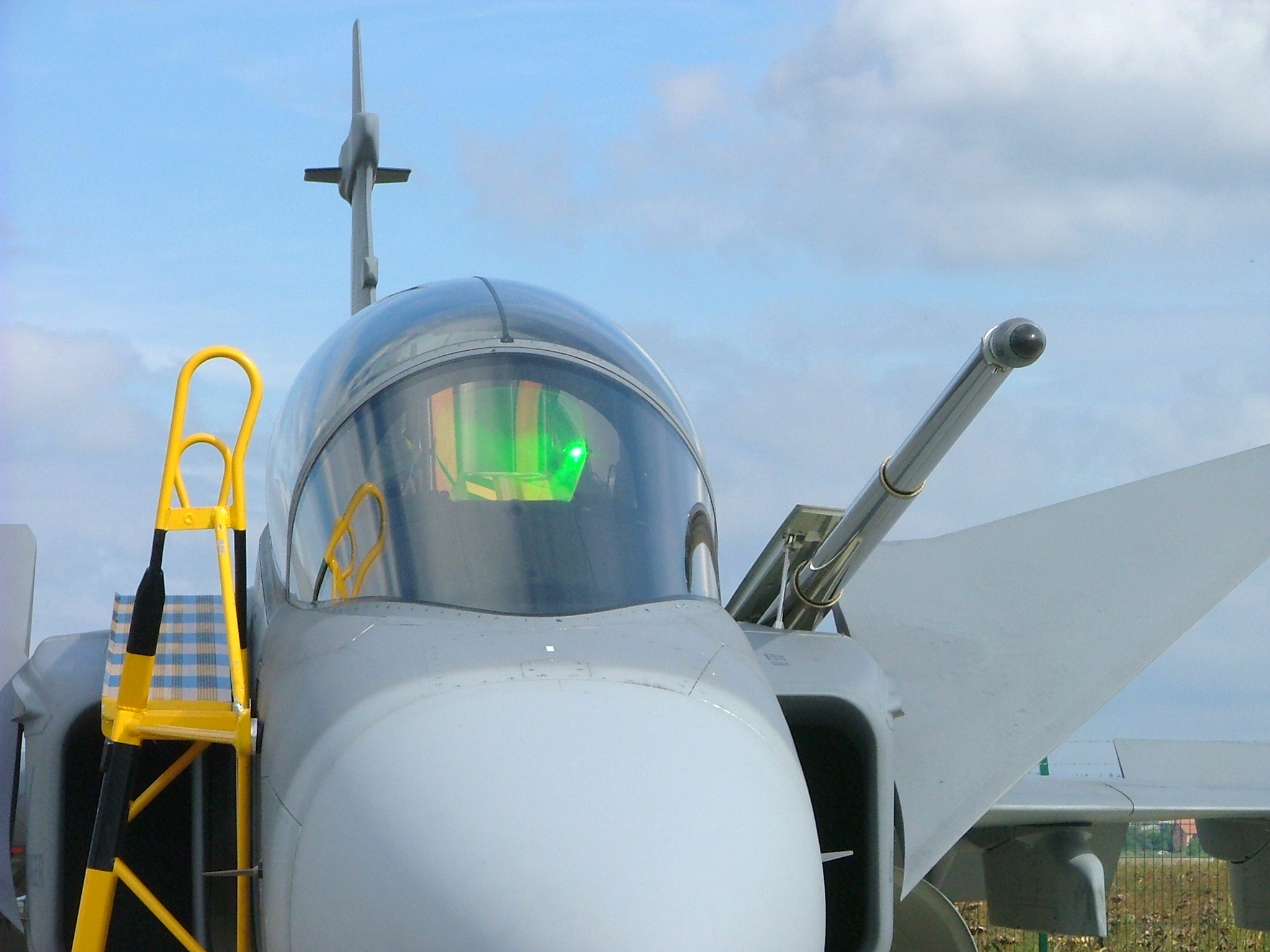
Vista frontal de la cabina de un Saab 39 Gripen con el sistema de reabastecimiento en vuelo.

Una de las principales desventajas del caza ligero sueco, en el inicio de su desarrollo, frente a otros aviones de combate rivales era su escaso radio de acción y autonomía de vuelo.[cita requerida]
Inicialmente, la Fuerza Aérea sueca no lo consideraba como un inconveniente, pues la autonomía de vuelo de las primeras tranchas de producción en serie 1 y 2 eran suficientes para defender con éxito el territorio de Suecia. Sin embargo, sí suponía una clara desventaja para su exportación a otros países, que tenían otras necesidades de defensa en forma de territorios más extensos, territorios de ultramar, islas y golfos, quienes podrían descartar el Gripen en favor de otros modelos con mayor capacidad, alcance, más pesados, grandes y de diseño bimotor.[cita requerida]
Dos grandes modificaciones se realizaron en los Gripen trancha 3 y en el desarrollo del Gripen NG para tratar de paliar esto; además de la paulatina reducción de peso muerto ya comentada:[cita requerida]
- Por una parte, la instalación de una toma externa de combustible para el reabastecimiento en vuelo, tipo canasta y manguera flexible, inicialmente planificado para instalarla en el lado derecho de la cabina, como una sonda fija externa, en forma similar a la sonda de combustible de los franceses Dassault Mirage 2000 y Dassault Rafale, que también se había instalado con éxito en otros aviones mejorados de una generación anterior, como el IAI Kfir de Israel y en diseños derivados del Dassault Mirage 50, como el Atlas Cheetah de Sudáfrica. Finalmente fue colocado al lado izquierdo de la cabina, sobre la tobera de ingreso de aire al motor, con un sistema retráctil y telescópico, que se levanta para las operaciones de reabastecimiento en vuelo y luego se retrae y guarda nuevamente para mejorar el perfil aerodinámico, bajar su marca de radar y no afectar a la maniobrabilidad.
- Por otra parte, el desarrollo de un pilón especial de carga de armas central, instalado bajo el fuselaje central de la nave, justo detrás del tren de aterrizaje delantero y entre el tren de aterrizaje principal, en forma similar al caza IAI Kfir; capaz de portar objetos de gran peso, como un depósito de combustible externo y en forma opcional como misiles de largo alcance, además de los que se pudieran instalar bajo las alas. Los de software abierto, para instalar armamento fabricado en otros países o armamento nacional, de cada país comprador, y poder ahorrar costos, en la compra y operación de la nave, además del moderno armamento nativo, que ofrece la industria militar de Suecia.

Con estas nuevas mejoras de tecnología y ampliaciones en su capacidad, se lograba corregir esa carencia y aumentar, considerablemente, su alcance en combate y patrulla, para poder competir con éxito con otras ofertas más grandes y pesadas, de diseño bimotor, pero también de mayor costo.[cita requerida]

### Sistema de armas

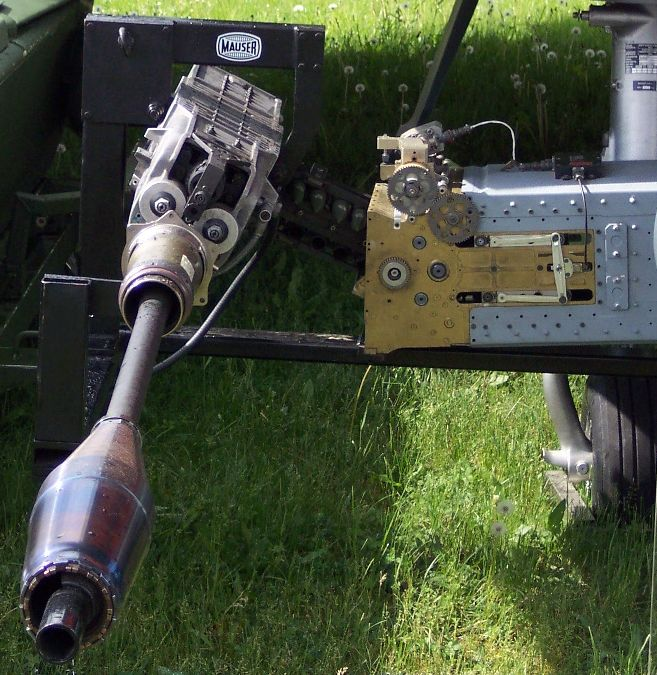
Cañón automático Mauser BK-27.

La última versión de este avión de combate está equipada con 9 bahías de carga de armas externas (pilones de carga) en las últimas tranchas de producción en serie, la 3 y NG:
- 3 pilones de carga en el ala derecha.

- 3 pilones de carga en el ala izquierda.

- 3 pilones de carga bajo el fuselaje central.

- Un cañón bajo la tobera izquierda de ingreso de aire al motor.

Para transportar una combinación de hasta 8500 kg de armas, depende esto de la versión y la relación, con la cantidad de combustible que se debe transportar para diferentes misiones de combate; es decir, a mayor peso de las armas, menor cantidad de combustible podrá transportar y viceversa.
Puede transportar hasta tres tanques externos de combustible, uno bajo el ala izquierda, en el pilón reforzado junto al motor, otro bajo el ala derecha y el tercero bajo el fuselaje central. En otra combinación, puede transportar los dos tanques externos de combustible bajo las alas y un misil bajo el fuselaje central en el mismo pilón de carga utilizado para el tanque externo de combustible o dos bombas guiadas bajo el fuselaje central. En una tercera configuración de combate, puede transportar un tanque externo de combustible bajo el fuselaje central y diferentes armas bajo las alas, siendo esta la más común para misiones de combate contra otros aviones caza.
A continuación se da una lista detallada de las capacidades armamentísticas del Gripen:
- Cañón automático: porta el Mauser BK-27 con 120 cartuchos, un solo tubo y recámara de tipo revólver. La opción aportada por Oerlikon fue descartada por razones de volumen y peso. El modelo alemán pesa 100 kg, tiene un alcance de 2 km y una cadencia de tiro de 1000/1700 disparos por minuto. Frente a los aviones estadounidenses, equipados con cañones multitubos e incluso refrigerados por agua, el arma del Gripen corre el riesgo de sobrecalentarse o incluso deformarse, por lo que puede emplearse de dos formas diferentes: 12 ráfagas cortas de 10 cartuchos o 6 ráfagas de 20.

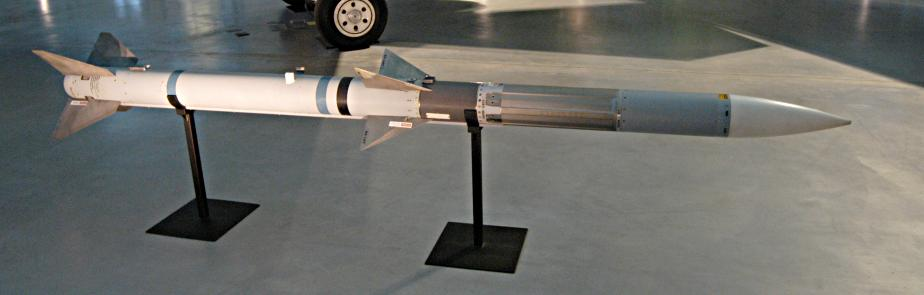
Misil AIM-120 AMRAAM.

- Misiles aire-aire: este armamento fue posible instalarlo y ofrecerlo tras arduas negociaciones con el gobierno de los Estados Unidos. Así que Suecia sería el primer país europeo en montar estos equipos en suelo propio, y no estadounidense, para su exportación a otros países, con la consiguiente transferencia de tecnología. Puede llevar misiles AIM-120 AMRAAM de largo alcance, AIM-9 Sidewinder de corto alcance y diferentes tipos de misiles IRIS-T, MBDA MICA, Skyflash, R-Darter, Phyton 4-5 o MBDA Meteor.

- Misiles aire-superficie: se puede configurar para transportar el afamado y veterano misil AGM-65 Maverick estadounidense y el misil Taurus KEPD 350 europeo de mayor alcance.
- Misiles antitanque: Puede llevar misiles antitanque MBDA Brimstone, que pesan solamente 50 kg, en extensiones bajo los pilones de carga de armas, bajo las alas y el fuselaje central. Tienen un alcance de 12 km y logran alcanzar velocidades de mach 1,3.

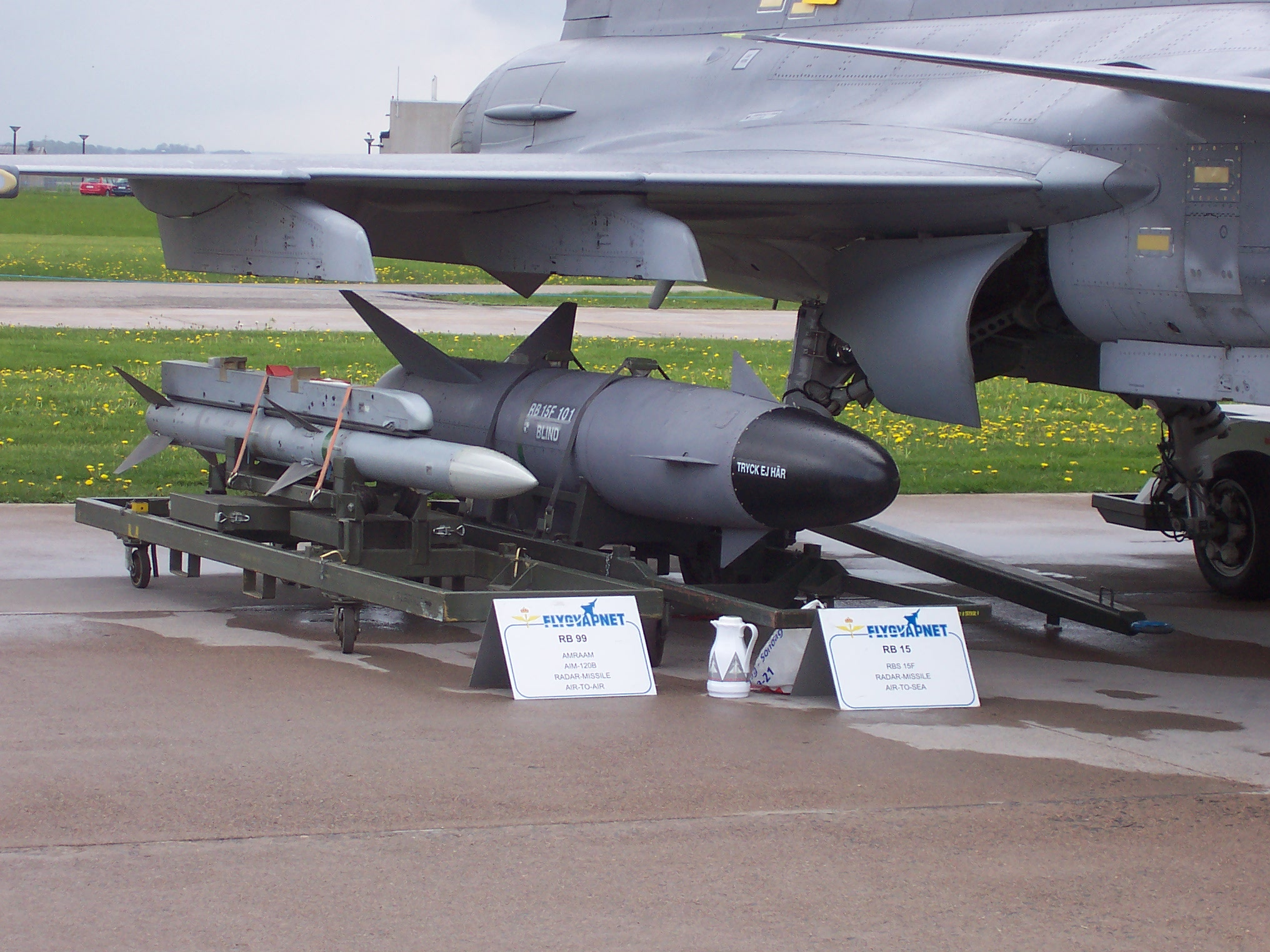
Un misil RBS-15 bajo el ala de un Gripen.

- Misiles antibuque: Puede transportar el misil RBS-15, un arma sueca diseñada para propósitos antibuque, que también sirve para ataques a tierra, de alcance medio y gran efectividad.
- Bombas guiadas por láser: GBU-10 Paveway II, GBU-12 Paveway II, GBU-16 Paveway II. Bombas de origen estadounidense, siendo la más pesada de todas la GBU-10 Paveway II que alcanza los 1000 kg. Las puede transportar bajo el fuselaje central, en dos nuevos pilones de carga reforzados y en los dos pilones de carga reforzados en la base de las alas, junto al motor, ocupando el espacio de los tanques de combustible externo, en diferentes combinaciones. Las GBU-10 y las GBU-16 han sido integradas a los Gripen versiones C/D.[99]
- Lanzacohetes: utiliza los lanzacohetes M70 de 135 mm, eficaces como arma antitanque y también para ataques "Aire-superficie" contra barcos y puertos. Cada uno cuenta con 6 proyectiles, montados en un cargador en forma de cilindro, que puede ser transportado bajo las alas.
- Bombas de racimo: Bombkapsel 90. Esta es una bomba que se subdivide en 72 submuniciones y es ideal para saturar grandes extensiones de tierra. Puede transportar diferentes tipos de bombas bajo las alas y el fuselaje central.
- Otras bombas: tiene la opción de llevar bombas Mark 82, Mark 83 o Mark 84, que poseen un peso de 200, 400 y 900 kg, respectivamente. Estas han sido adaptadas solamente a las versiones C/D, a excepción de las Mark 82.[100]
- Bombas de pequeño diámetro: en 2011 se comenzaron los estudios para poder equipar con estas bombas de unos 23 kg de peso y de caída libre.[81]

Toda esta panoplia de armas, con diferentes capacidades, peso y alcance, permite combinaciones en la misma plataforma de combate del tipo:
Misiones Aire-aire
En una misión de intercepción, es decir, en la que se sepa de antemano que no se necesitarán armas para ataque "Aire-tierra" o para ataque "Aire-superficie" contra barcos y para misiones de escolta de combate de otros aviones asignados para ataque a tierra o ataque naval, el Gripen podría destinar todas sus bahías de carga para instalar diferentes tipos de misiles de combate "Aire-aire".
En este caso, podría llevar hasta seis misiles de corto alcance bajo las alas y un tanque auxiliar de combustible bajo el fuselaje central. La octava bahía de carga junto al tanque de combustible central está destinada para transportar "Pods de información" de reconocimiento y contramedidas electrónicas, pero si se desea cargar al máximo el avión, dejándolo sin la carga extra de combustible para misiones de combate de corto alcance, en zonas cercanas a la base de mando en tierra o la carretera que oculta al avión, podría llevar otro misil más "aire-aire" de largo alcance, totalizando siete misiles, aunque esta sería una configuración inusual, ya que en la mayoría de los casos los modernos aviones de combate suelen llevar un tanque auxiliar para no reducir en exceso su autonomía. Cabe destacar que las dos bahías de carga que se encuentran en las puntas de las alas principales, solamente pueden llevar misiles "aire-aire" de corto alcance y ningún otro tipo de arma, por lo que siempre podrá llevar como mínimo dos de estas armas.
También puede transportar cuatro misiles de largo alcance MBDA Meteor del tipo dispara y olvida con más de 50 km de alcance, para combates más allá del rango visual del piloto en misiones de combate de medio alcance, debido al peso y al rozamiento con el aire que limita el avance del avión. La configuración puede ser de dos armas bajo las alas y otras dos en los pilones situados bajo las toberas de admisión.
Misiones aire-tierra
En este caso, las opciones son muy numerosas, ya que se pueden combinar gran cantidad de armas para ataque a tierra. Los misiles de largo alcance Taurus KEPD 350 y RBS-15 solo pueden llevarse en las dos primeras bahías de carga reforzadas bajo las alas, junto a los motores, ocupando el espacio de los tanques externos de combustible, y no en las demás bahías de carga debido a su gran peso y dimensión, que desestabilizaría al avión, y por la estructura de las alas, mientras que las demás armas, como los lanzacohetes M70, bombas Paveway II, series Mark, misiles Maverick, bombas de racimo Bombkapsel 90, etc., pueden llevarse en cualquiera de las cuatro bahías de carga bajo las alas y también bajo el fuselaje central. En extensiones bajo los nuevos pilones de carga, puede transportar dos bombas adicionales, juntas en forma paralela, si es que no se coloca en esta bahía un tanque externo de combustible.
También se puede realizar con éxito una combinación de las dos categorías anteriores y llevar, por ejemplo, cuatro misiles "aire-aire" bajo las alas para misiones de escolta y apoyo aéreo, dos bombas de ataque a tierra "aire-tierra" y dos misiles de corto alcance en las puntas de cada ala; o llevar dos misiles "aire-aire" de largo alcance, dos misiles de corto alcance, cuatro bombas o lanzacohetes, etc., y un "Pod de información" para ataque a tierra.
Misiones aire-superficie
Para misiones de ataque naval de largo alcance, en patrulla marítima y misiones de penetración profunda sobre el mar, para defender la costa del país, golfos y territorios de ultramar, puede transportar dos misiles navales de medio alcance bajo las alas, en los pilones de carga reforzados junto al motor y un tanque externo de combustible bajo el fuselaje central en el nuevo pilón de carga de armas central.
En otra configuración de ataque, puede transportar un misil naval extendido de largo alcance bajo el fuselaje central, junto a dos tanques externos de combustible bajo las alas, para poder aumentar su alcance en combate y un "Pod de información" para ataque naval, bajo el fuselaje central o junto al costado derecho del pilón de carga de armas central.
En otra configuración de ataque de medio alcance, puede transportar cuatro misiles navales de medio alcance, dos bajo cada ala y un tanque externo de combustible bajo el fuselaje central; más otros dos misiles de largo alcance en los pilones reforzados bajo las toberas de admisión, con un solo tanque externo de combustible bajo el fuselaje central, para poder efectuar con éxito misiones de combate de medio alcance marítimo. En este caso suele ser normal una combinación llamada "Ala de combate" para tener más éxito: dos aviones con la función de escolta para combate "Aire-aire" y otros aviones para misiones de penetración profunda y ataque "Aire-superficie" dentro de la zona de combate enemiga, territorios de ultramar, islas, golfos, ríos, bahías y puertos. Los dos aviones escolta formarán un perímetro de seguridad frente otros aviones caza enemigos para permitir que los dos aparatos asignados para la misión de ataque naval, más pesados y lentos, puedan ingresar y atacar los objetivos enemigos con vuelos rasantes sobre el mar, en forma similar a las realizadas por los pilotos argentinos en misiones sobre Malvinas con el avión de ataque francés Dassault-Breguet Super Étendard y el estadounidenses A-4 Skyhawk, que cambiaron el combate naval contemporáneo en 1982.

## Usuarios

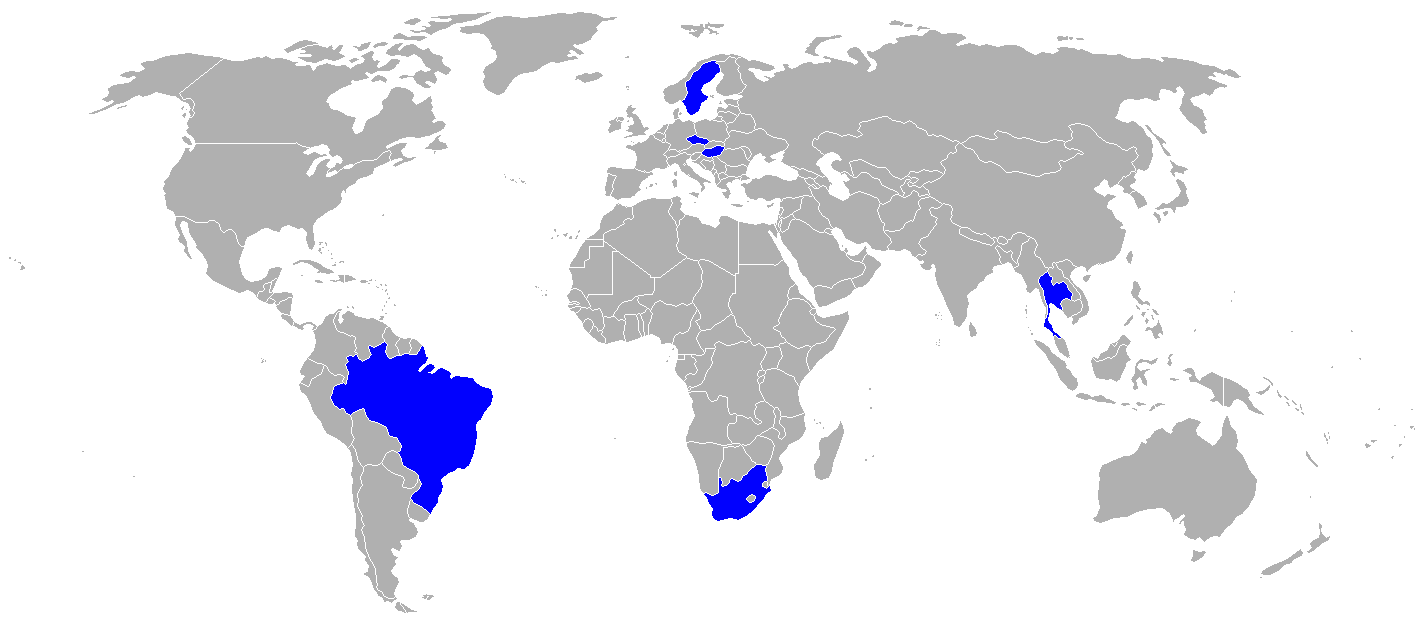
Países actualmente usuarios del Saab 39 Gripen.
Futuros usuarios del Saab 39 Gripen.

### Usuarios actuales
- Suecia

 Fuerza Aérea de Suecia – Originalmente se encargaron 204 aeronaves, incluidas 28 en versión biplaza (138 en servicio). Suecia ha arrendado 28 de sus Gripen, incluidos cuatro biplaza, a las fuerzas aéreas checa y húngara. Algunos aviones todavía no se han entregado. En 2007 el gobierno sueco decidió que en el futuro su Fuerza Aérea no desplegará más de 100 cazas de los más modernos JAS 39C/D Gripen. Suecia inició un programa para actualizar 31 de los primeros JAS 39A/B, de su fuerza aérea a las nuevas versiones más modernas C/D.

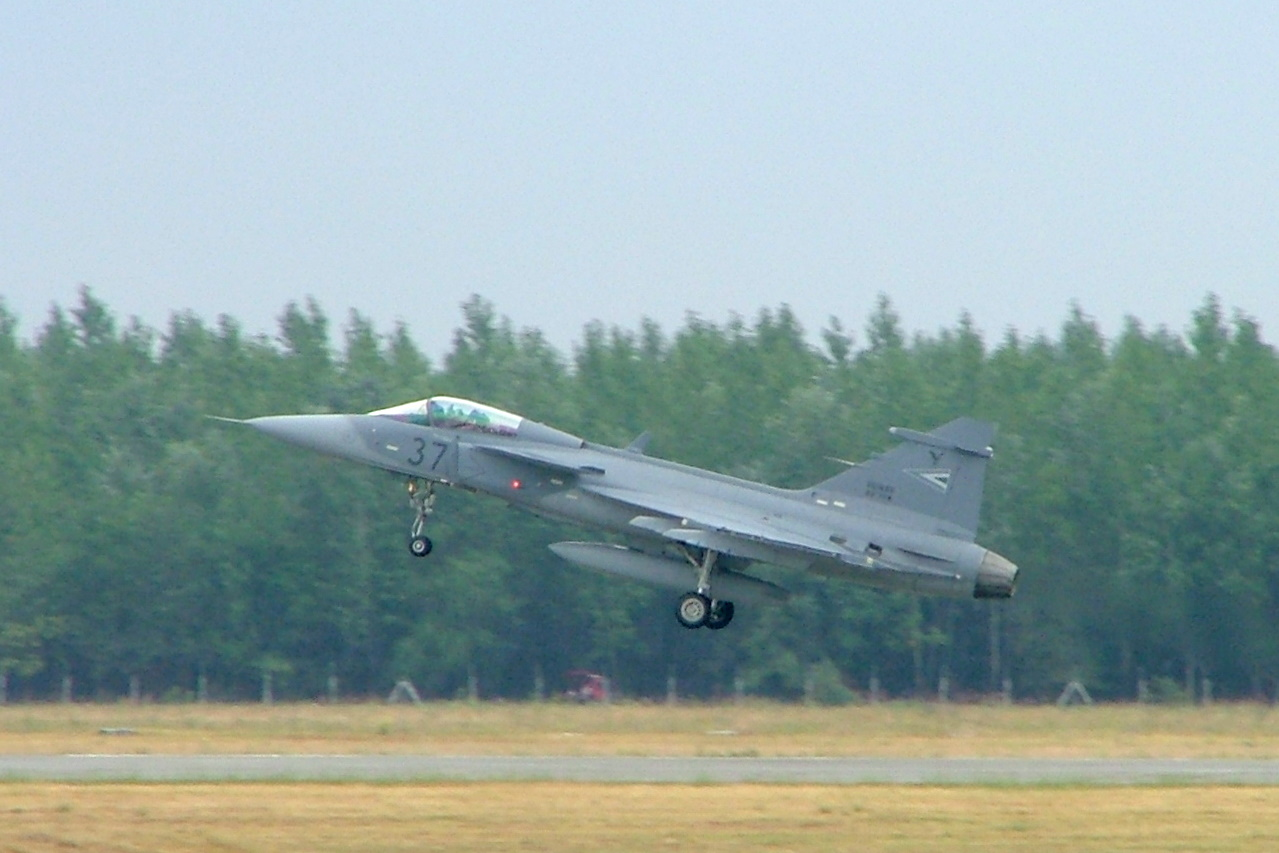
Saab 39 Gripen de la Fuerza Aérea Húngara.

- Hungría

 Fuerza Aérea de Hungría – 14 Gripen en arrendamiento y con opción de compra, incluidos dos biplazas (versiones C/D). Los últimos tres aviones, en sus versiones más modernas, los cuales fueron finalmente comprados y los que fueran entregados en diciembre de 2007.
- Reino Unido

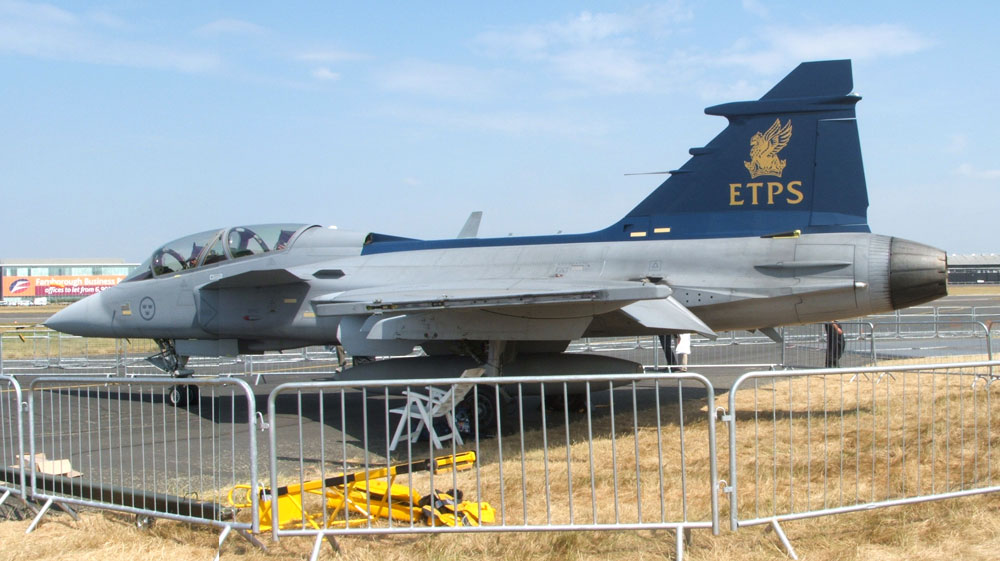
Saab 39 Gripen de la Empire Test Pilot's School (ETPS).

Empire Test Pilot's School (ETPS) – Por un acuerdo con Saab, los pilotos de instrucción y los estudiantes de la escuela de pilotos británica ETPS realizan entrenamientos de simulador con la Fuerza Aérea Sueca y vuelan aviones Saab 39 Gripen biplaza en la sede de Saab en Linköping, Suecia, en dos campañas de entrenamiento por año (primavera y otoño). El acuerdo fue renovado en 2008.
- República Checa

 Fuerza Aérea Checa – 14 Gripen arrendados, incluidos dos biplazas.

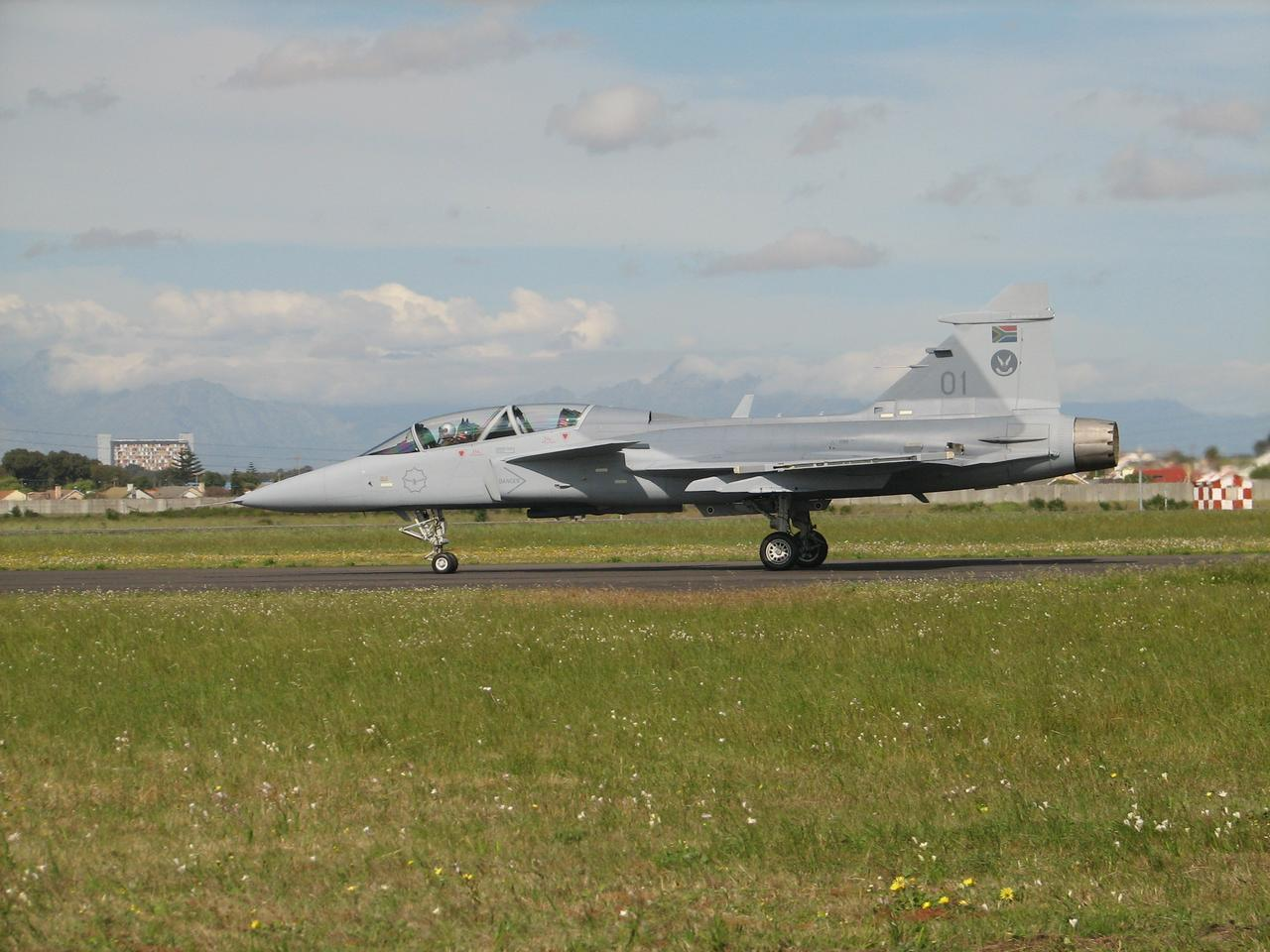
Saab 39 Gripen D (biplaza) de la Fuerza Aérea Sudafricana.

- Sudáfrica

 Fuerza Aérea Sudafricana – 26 aviones Gripen C/D, incluidos nueve versión biplaza, para reemplazar a los Atlas Cheetah vendidos a Ecuador. La primera entrega, una versión biplaza (SA01), tuvo lugar el 30 de abril de 2008.
- Tailandia

 Real Fuerza Aérea Tailandesa – Fueron encargados doce aviones Gripen C/D en dos lotes, 4 del primer lotes en versión biplaza. y las entregas comenzaron en febrero de 2011 para equipar el Ala 7 con base en Surat Thani, aunque es posible que se sumen más pedidos del nuevo Gripen NG. En 2024 se anunció la intención de adquirir 12-14 aviones de la variante E para remplazar los F-16 más antiguos.
- Brasil

 Fuerza Aérea Brasileña - En octubre de 2008, se informó que la junta de expertos designada para la elección del caza de avanzada de Brasil por parte de la Fuerza Aérea Brasileña (FAB) había seleccionado tres finalistas en su programa denominado FX-2, los candidatos seleccionados fueron el Dassault Rafale F3, Boeing F/A-18E/F Super Hornet y el Gripen NG. El 2 de febrero de 2009, Saab envió una oferta de 36 Gripen NG al Mando de la Fuerza Aérea Brasileña.
En diciembre de 2013, el gobierno brasileño anunció que la aeronave elegida era el Saab Gripen NG, estando previsto que las primeras entregas den comienzo en el año 2018, habiéndose contratado un total de 36 unidades. La versión brasileña será producida en asociación con Embraer y tendrá mejoras en comparación con el sistema actual y será capaz de utilizar las armas y misiles fabricados en Brasil.
A Principios de 2025 ya han sido entregados a la Fuerza Aérea Brasileña 9 aparatos del contrato, el mes de abril de 2022 en la ceremonia de incorporación de las primeras aeronaves al ala activa de la FAB el Comandante de la fuerza anunció la adquisición de 4 unidades más en el primer contrato, llegando a un total de 40 y la negociación de otro para 30 unidades más.
- Colombia 
  Fuerza Aérea Colombiana - El 3 de abril del 2025, se informo que el presidente Colombiano había confirmado la compra de cazas Saab Gripen NG, así mismo, se estima que la flotilla sería de 16 a 24 aviones. La firma de contrato se realizara en el mes de julio de 2025 para la versión Gripen E/F por un costo total de 3.900 millones de dolares siendo entregadas las primeras unidades entre los primeros 16 a 18 meses según SAAB; con esto se confirma la adquisición por parte de Colombia como reemplazo de los KFIR.[123][124][125]

### Posibles usuarios

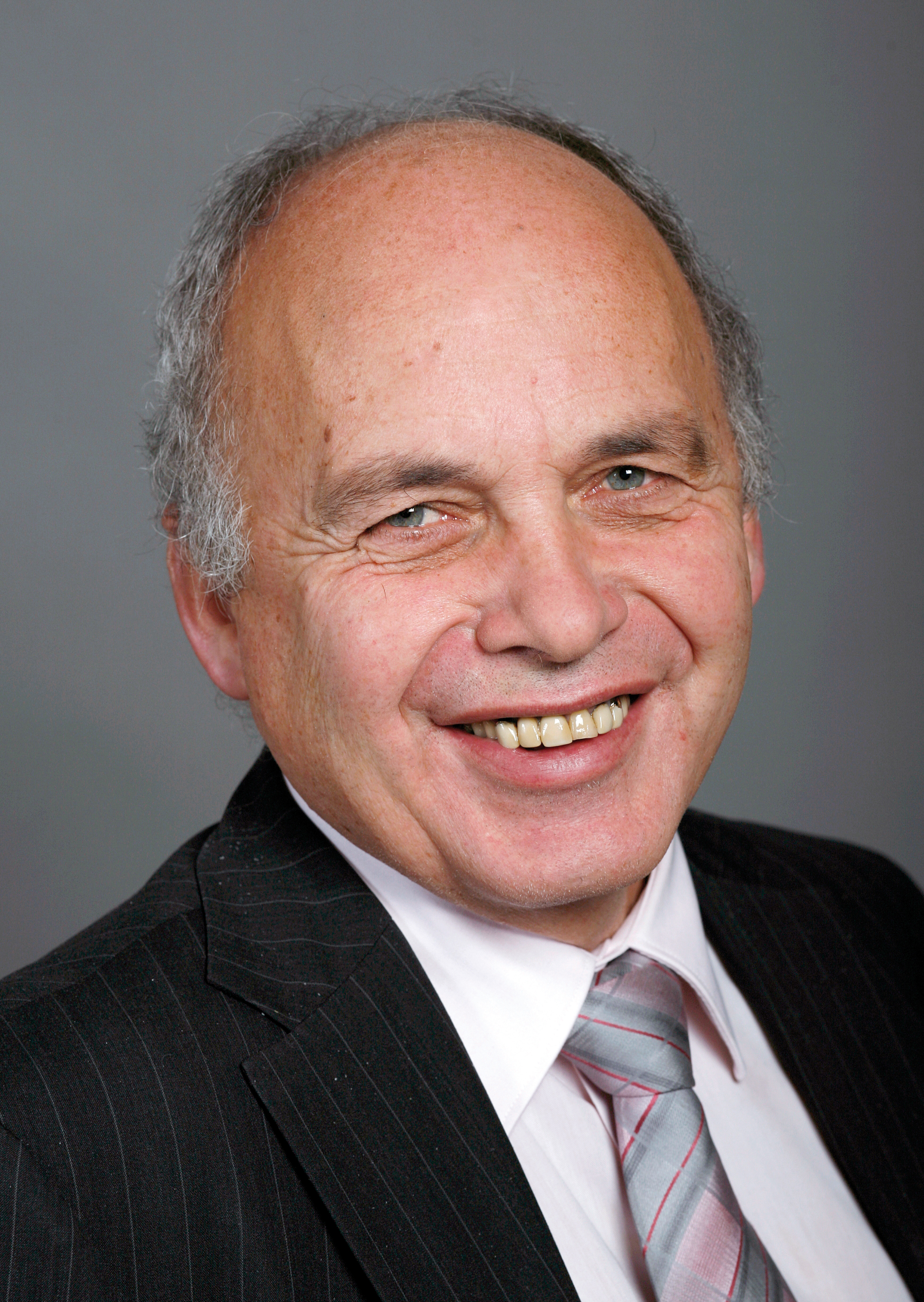
Ueli Maurer en 2007, uno de los grandes defensores del Gripen.

- Austria

 Fuerza Aérea Austriaca - Austria se considera remplazar sus Eurofighter por el Gripen debido a razones de obsolecencia y coste, ya que son aviones Tranche 1 que necesitan ser actualizados.
- Botsuana

 Fuerza Aérea de Botsuana - Botsuana se encuentra analizando la compra de 8 Gripen C/D usados, con una posible extensión hasta 16.
- Canadá

 Real Fuerza Aérea Canadiense - Canadá se encuentra analizando la compra del Gripen E.
- Croacia

 Fuerza Aérea Croata - Se han anunciado los planes para reemplazar a sus MiG-21, posiblemente con el Saab 39 Gripen o el F-16 Fighting Falcon de medio uso. El objetivo final del proyecto es adquirir entre 12 y 18 aeronaves. El 27 de marzo de 2008, el Organismo Sueco de Administración de Material para la Defensa (FMV) y Saab respondieron al pedido croata de que se les suministrase información sobre la adquisición de 12 aeronaves. Por razones económicas, la decisión de la Fuerza Aérea Croata se había pospuesto de manera indefinida,[cita requerida] pero dado el estado de los reactores de combate MiG-21 que se enviaron a reparar a Ucrania, con el recibo siendo rechazado por fallas que casi cuestan la vida de una dupla de pilotos y el de sus recambios "comprados", pero en realidad dados por Ucrania en sustitución por las unidades dañadas en la reparación, y tras una debatida "adquisición" dado el paupérrimo estado en que se entregaron (se habla incluso de fugas de fluidos hidráulicos), se han retomado las conversaciones con los anteriores ofertantes, y, ante el bloqueo hecho por Estados Unidos sobre la venta de las máquinas israelíes a la aviación croata, se sabe que el elegido será el Saab JAS 39 Gripen, dada su compatibilidad comprobada a los estándares de la OTAN. Croacia prepara actualmente el encargo de Rafales usados de Francia.
- Chile

 Fuerza Aérea de Chile - En el marco del proceso de modernización de su flota de combate, la Fuerza Aérea de Chile (FACH) ha comenzado a evaluar opciones para reemplazar a los veteranos cazas F-5 Tiger III y parte de su flota de F-16 MLU. Entre los modelos en consideración figuran el Saab JAS 39 Gripen E/F, el Lockheed Martin F-35A Lightning II y el Eurofighter Typhoon Tranche 3.
Esta iniciativa se alinea con los planes estratégicos a mediano plazo de la institución, proyectando una posible incorporación entre 2027 y 2032. Según fuentes de defensa, Saab ha manifestado un fuerte interés en ofrecer el Gripen E/F, destacando su interoperabilidad con sistemas OTAN, costos operacionales reducidos y capacidades multirrol. El fabricante ha sugerido posibles acuerdos de transferencia tecnológica y cooperación industrial con el sector aeroespacial chileno.
Por su parte, Lockheed Martin ha ofrecido el F-35A Lightning II, promoviendo sus capacidades furtivas, su red de mantenimiento global y su integración con aliados estratégicos. Asimismo, Airbus Defence and Space ha propuesto el Eurofighter Typhoon Tranche 3 de procedencia Británica, resaltando su rendimiento supersónico sostenido, radar AESA y su uso por múltiples fuerzas aéreas europeas.
Aún no se ha definido un ganador ni emitido una solicitud formal de propuestas (RFP), pero se espera que la FACH continúe con los análisis técnicos, logísticos y financieros en los próximos años antes de tomar una decisión definitiva.
- Filipinas

 Fuerza Aérea de Filipinas - Filipinas se encuentra analizando la compra del Gripen C/D.
- Finlandia

 Fuerza Aérea Finlandesa - Finlandia se encuentra analizando la compra del Gripen E.
- India

 Fuerza Aérea India - India se encuentra analizando la compra del Gripen E.
- Perú

 Fuerza Aérea del Perú – La Fuerza Aérea del Perú ha manifestado la necesidad de reemplazar progresivamente sus cazas MiG-29 y Mirage 2000 a medida que se aproximan al final de su vida útil. En este contexto, Perú ha sido considerado por diversos fabricantes como un potencial cliente en América del Sur. Saab ha ofrecido el caza Saab JAS 39 Gripen E/F, destacando sus costos operativos reducidos, la posibilidad de transferencia tecnológica y la experiencia adquirida con Brasil en la región.
Además, la empresa francesa Dassault Aviation ha mostrado interés en ofrecer el Rafale F4, mientras que Lockheed Martin ha propuesto el F-16 Block 70/72, una versión modernizada del modelo ya operado ampliamente en la región. Aunque no se ha concretado ninguna licitación oficial, fuentes del sector han indicado que Perú ha mantenido reuniones preliminares con representantes de estas empresas, evaluando factores como interoperabilidad, costos de mantenimiento y potenciales acuerdos industriales. El proceso de renovación de la flota aún se encuentra en fase de estudio técnico y presupuestario.
- Suiza

 Fuerza Aérea Suiza - Suiza fue el primer país interesado en el Gripen ya desde que la Schweizer Luftwaffe diese los primeros pasos en 1986 para encontrar un sustituto a su parque aéreo de Vampires, Hunters y Mirage III. Sin embargo, los problemas con el FCS hicieron descartar el modelo sueco antes incluso de mandar delegación alguna para estudiar el aparato, por lo que se decantó en 1998 por el F-18.
Pese a todo, el gobierno helvético volvió a convocar un concurso para la adquisición de nuevos cazas, quedando como finalistas el Eurofighter Typhoon y el Rafale, además del Gripen. El 30 de noviembre de 2011, el Consejo Federal anunciaba la decisión de adquirir 22 unidades del avión sueco por costar mil millones de francos menos que la misma cantidad de Rafales. No obstante, el mismo día del anuncio ya surgieron voces indicando que la elección se había realizado, entre otros motivos, por las preferencias del ministro de defensa Ueli Maurer, porque los informes de evaluación parecían indicar que el Gripen no había superado las pruebas y estaba por detrás de sus rivales, como el F-18, en concreto Markus Gygax se decantó explícitamente por el Rafale.
Saab ya había firmado un memorando de entendimiento en relación con la cooperación industrial con Rheinmetall Schweiz AG y Pilatus Aircraft. Esto incrementaría la cooperación y abriría la posibilidad de que se desarrollasen en el futuro programas en conjunto sobre varias áreas de tecnología, tales como diseño y fabricación de componentes para nuevos aviones, tanto civiles como militares.
Pese a que el poder ejecutivo suizo ya se había pronunciado a la espera de ratificarlo el poder legislativo, las denuncias de filtración a SAAB de información confidencial sobre las ofertas de la competencia y las instrucciones emprendidas por el ministerio fiscal suizo pueden permitir a las empresas competidoras emprender acciones legales y abrir la puerta a impugnar la decisión.
En mayo de 2014, los suizos votaron en un referéndum la derogatoria de este contrato.
Recientemente, en enero de 2019 se reactiva el programa Air2030, por el cual Suiza renovará totalmente su parque de cazas y creará un sistema de defensa antiaérea con base en tierra, donde se vuelve a convocar la opción francesa (Dassault Rafale), la europea (Eurofighter Typhoon), se añaden las ofertas estadounidenses (F-35 Lightning II y F/A-18 SuperHornet) y se somete a votación nuevamente, siendo aprobada. En 2021 se seleccionó el F-35, pero esta compra debe ser aprobada por el Parlamento y probablemente el pueblo.

### Contratos frustrados
- Argentina

Las negociaciones con Argentina fueron interrumpidas luego de que el Reino Unido vetara la venta de 24 Gripen E, ya que contiene por ejemplo tecnología británica de Leonardo S.p.A., asientos eyectables de Martin-Baker y tren de aterrizaje también británico.
- Australia

En el año 2002 el Gobierno australiano solicitó información sobre el Gripen dentro de su programa Air 6000, a través del cual pretendían renovar sus aviones F/A-18 y F-111 de la Fuerza Aérea Australiana en los próximos años, y donde competiría con el Lockheed Martin F-35 Lightning II. Finalmente el Gripen quedó descartado, y Australia pasó a formar parte del Programa Joint Strike Fighter para el desarrollo del F-35, adquiriendo 72 unidades del mismo.
- Austria

A principios de 2002, Gripen International propuso la venta de 30 Gripen (seis de ellos biplazas) a la Fuerza Aérea Austriaca para renovar a los Saab 35 Draken que en esos momentos ya estaban quedándose obsoletos. La oferta incluía la posibilidad de recibir antes de tiempo algunas unidades en arrendamiento provenientes de la Fuerza Aérea Sueca, además de cooperación industrial entre ambos países, equipos logísticos, un simulador de vuelo y entrenamiento en el país y en las instalaciones de Saab en Suecia. Finalmente Austria se decidió en 2007 por la adquisición de 15 Eurofighter Typhoon.
- Bélgica

Suecia se retiró de la competición Belga para reemplazar los F-16 por incompatibilidad de política exterior. Luego encargó el F-35.
- Bulgaria

El alto mando aéreo búlgaro ha anunciado que desea reemplazar sus 20 MiG-29 con posiblemente 16 JAS 39C/D, o 16 F-16 usados. El proceso se completará alrededor de 2010[cita requerida] En 2014 se elige la opción del Saab 39 Gripen, al ser la más acercada a las necesidades operativas de la Fuerza Aérea de Bulgaria, que ya ha decidido poner en tierra indefinidamente a aquellos MiG-29 con problemas de motor, pues son solo 8 de 20 en servicio y junto a 6 de 25 Su-25 oficialmente en servicio, y ninguno de dichos aparatos ha sido actualizado a compatibilidad con los estándares de la OTAN. A mediados de 2017 se aplaza el proceso de compra por razones políticas y discusiones hechas contra la anterior negociación por el parlamento electo, volviéndose las negociaciones, que quedaron bastante avanzadas, concluyéndose de forma efectiva en 2018, y dejando solo por definir la fecha de su entrega. Bulgaria finalmente encargó el F-16V.
- Chile

En 1999, la firma sueca ofreció a Chile un lote de aviones Gripen, estableciendo además una plataforma de construcción de partes y piezas en dicho país, ante posibles compras en otros países de Latinoamérica y Oceanía. De concretarse, estas partes se podrían construir en el país austral. También se daba la facilidad de abrir el software para integrar misiles israelíes con los que cuenta Chile, sin costo alguno. Finalmente, Chile optó por la compra de 10 cazas F-16 Fighting Falcon Block 50/52 nuevos y 36 F-16 MLU anteriormente en servicio holandés, que fueron repotenciados.[cita requerida]
- Dinamarca

Dinamarca ha firmado un acuerdo con Suecia para evaluar la compra del Gripen NG, en espera de una futura sustitución de los 48 F-16 Fighting Falcon de los que dispone. También ha pedido que se desarrollen más variantes del avión, que incluirían una aviónica más avanzada, un motor mayor y más potente, más capacidad de carga y, sobre todo, más autonomía de vuelo. Dinamarca finalmente encargó el F-35.
- Eslovaquia

Eslovaquia consideró el Gripen C/D, pero finalmente encargó 14 F-16V.
- Finlandia

Después de la disolución de la Unión Soviética en 1991, Finlandia se propuso renovar su flota de aviones de caza, y el Gripen se tuvo en consideración, a pesar de ser un modelo en desarrollo, y teniendo como competencia a los modelos F-16, F/A-18, Mirage 2000 y MiG 29. Finalmente en 1992 el Gobierno finés se decidió por la adquisición de 64 aviones estadounidenses F/A-18 Hornet, fabricándose los 7 primeros en Estados Unidos, y el resto serían ensamblados en el país nórdico por la compañía Patria.
- India

India consideró el Gripen "NG" (E), pero compró el Rafale como resultado de la Competición MRCA.
- Noruega

El 18 de enero de 2008, el ministro de Defensa noruego hizo una solicitud de información acerca del Gripen al Organismo Sueco de Administración de Material para la Defensa, el cual respondió el 28 de abril de 2008 con una propuesta que ofrecía 48 aviones. Sin embargo, el 20 de noviembre de 2008, el gobierno noruego publicó una declaración en la que se indicaba que se había seleccionado al F-35 para la Real Fuerza Aérea Noruega. Saab criticó la decisión de Noruega, indicando que estos se habían equivocado en el cálculo de los costes del Gripen NG en comparación con los del F-35. El 10 de febrero de 2009, el ministro de Defensa sueco Sten Tolgfors declaró que Noruega había calculado mal la operación. La oferta fue de 48 aeronaves por veinte años, mientras que Noruega habría calculado mantener en funcionamiento 57 aeronaves durante treinta años, lo cual doblaría el costo. El ministro de Defensa sueco puso objeciones a los cálculos realizados por Noruega. Entre otras cosas, Noruega proyectó el costo operacional del F-16 estadounidense como menos costoso que el del Gripen y no tuvo en cuenta las experiencias de Suecia en los costos operacionales del Gripen. Noruega también calculó las posibles pérdidas de aeronaves en accidentes de acuerdo con lo sucedido a las aeronaves suecas, aunque Suecia considera estos accidentes como experiencia operativa y no como un dato trascendental a la hora de determinar los costos operativos de un avión. De acuerdo con lo dicho por Tolgfors, los errores de Noruega dificultarán la venta del Gripen a otros países.
- Países Bajos

Saab se ha presentado al concurso internacional para la sustitución de los primeros F-16 de los Países Bajos: La propuesta de la compañía sueca incluye 85 Gripen NG, con el paquete completo de formación, simuladores, soporte y recambios. Saab ha presentado también una oferta de cooperación industrial por el total del valor del concurso. Los Países Bajos finalmente encargaron el F-35.
- Pakistán

Pakistán estaba interesado en el Gripen C/D, pero fue denegado por Suecia en 2004.
- Polonia

En el año 2002, Gripen International ofreció al Gobierno polaco la venta de 48 Gripen para la Fuerza Aérea Polaca, pasando a competir con el francés Mirage 2000 y el estadounidense Lockheed Martin F-16C/D Fighting Falcon. La oferta incluía una gran cooperación industrial por parte de compañías suecas y británicas, además de que el montaje de los aviones se realizaría en las instalaciones del fabricante aeronáutico polaco PZL Mielec, y la fabricación de muchas partes estaría en manos de ese y otros fabricantes del país, lo que supondría una gran transferencia tecnológica y muchos puestos de trabajo. Finalmente Polonia se decidió por el F-16C/D, el cual le posibilitaría entablar relaciones de cooperación con otros países dentro del Programa Joint Strike Fighter, lo que además le facilitaría en un futuro próximo la adquisición de Lockheed Martin F-35 Lightning II.
- Rumania

Rumania consideró el Gripen C/D, pero finalmente compró F-16 usados de Portugal.

## Historia operacional
- 1981

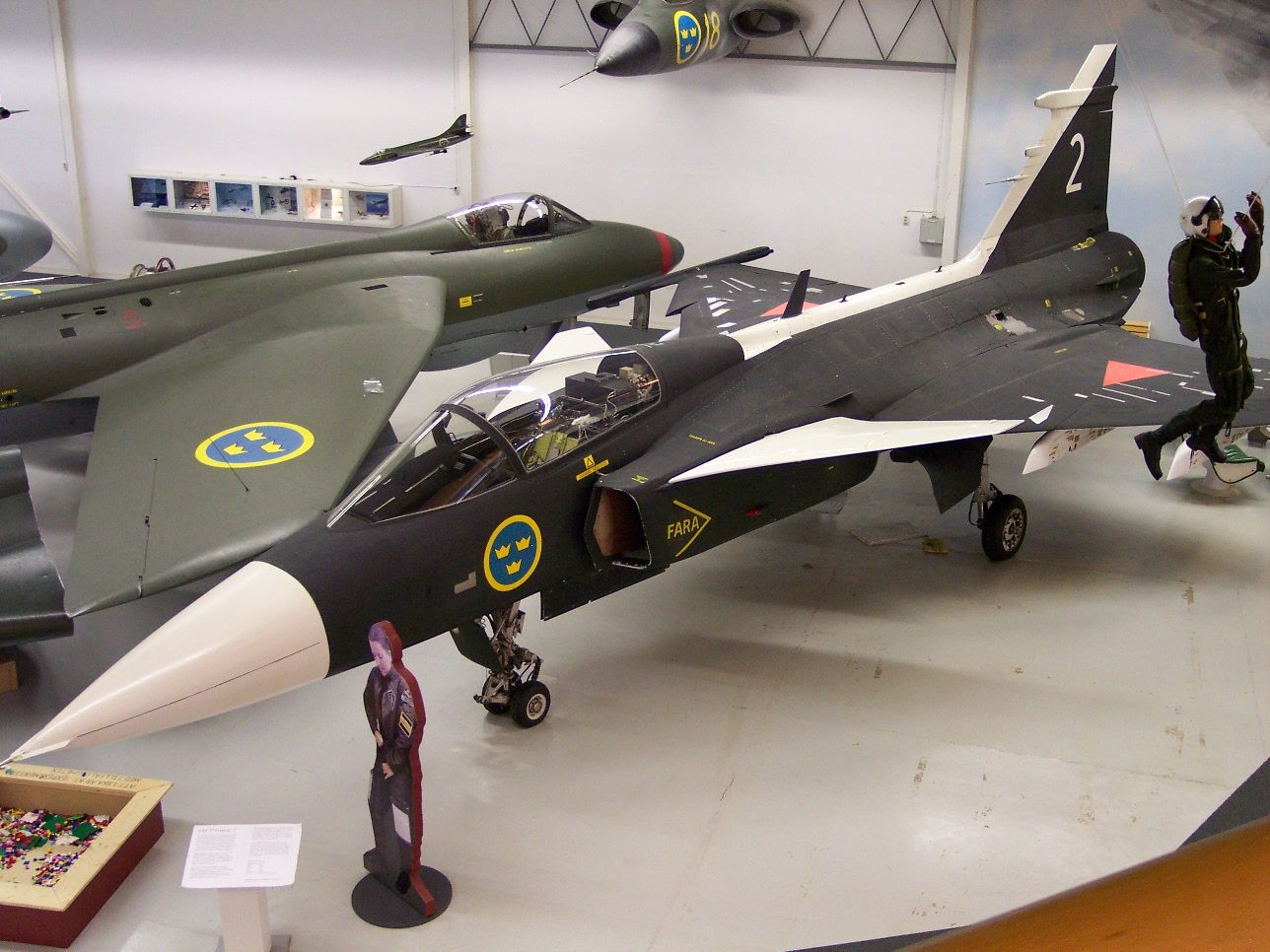
Un Gripen en un museo sueco.

  - 3 de junio: Se presenta el diseño del JAS 39 al Organismo Sueco de Administración de Material para la Defensa (FMV).
- 1982
  - 30 de junio: Se firma un contrato con IG JAS para el desarrollo de cinco prototipos y la compra de un lote de 30 aeronaves.
- 1987
  - 26 de abril: Se lanza el primer prototipo.
- 1988
  - 9 de diciembre: Primer vuelo del primer prototipo.
- 1989
  - 2 de febrero: Primer prototipo perdido en un accidente durante un aterrizaje.
- 1990
  - 4 de mayo: El segundo prototipo hace su vuelo inaugural.
- 1991
  - 23 de octubre: El quinto y último prototipo hace su vuelo inaugural.
- 1992
  - 26 de junio: Se firma un contrato para la producción de 110 aviones, incluidos JAS 39B (versión biplaza).
  - 10 de septiembre: Primer vuelo del primer avión.
- 1993
  - 8 de junio: Primeros JAS 39 entregados al Organismo Sueco de Administración de Material para la Defensa.
  - 8 de agosto: Nuevo accidente de un Gripen durante un vuelo sobre Estocolmo.
  - 29 de diciembre: Se reanudan las pruebas de vuelo con el JAS 39 Gripen.
- 1994
  - Noviembre: Primer JAS 39A entregado a la Fuerza Aérea Sueca.
- 1995
  - Septiembre: Termina su desarrollo el primer Gripen biplaza (versión B).
  - Noviembre: BAE Systems se une a Saab en el desarrollo del avión.
- 1996
  - 29 de abril: Primer vuelo de prueba de un Gripen biplaza.
  - 9 de junio: Primer Gripen oficialmente entregado a la Fuerza Aérea Sueca.
  - 22 de noviembre: Vuelo inaugural de los primeros Saab 39 Gripen biplazas.
  - 13 de diciembre: Se pide un tercer lote para la Fuerza Aérea Sueca.
- 1997
  - Junio: Se definen los estándares para el Gripen de exportación.
  - Primer JAS 39B entregado a la Fuerza Aérea Sueca.
- 1998
  - Marzo: Primer lanzamiento de prueba de misiles AIM-120 AMRAAM desde un Gripen.
  - BAE Systems compra el 35 % de la participación a Saab.
  - 18 de noviembre: La Fuerza Aérea Sudafricana anuncia su intención de comprar aviones Saab 39 Gripen.
- 1999
  - 3 de diciembre: Primera exportación de aviones Gripen firmada con Sudáfrica.
- 2001
  - Se crea la empresa Gripen International, encargada del marketing del avión a nivel internacional.
- 2002
  - 6 de septiembre: Primer lote de dos JAS 39C entregados al gobierno sueco.
- 2003
  - Empiezan las entregas del tercer lote.
- 2005
  - Mayo: Primeras entregas a la República Checa.
- 2006
  - Comienzan las entregas de Saab 39 Gripen a Hungría.
- 2008
  - 30 de abril: Primera entrega a Sudáfrica.
- 2011
  - Participa en la operación militar "Odisea del Amanecer" para aplicar una zona de exclusión aérea sobre Libia, desde bases aéreas al sur de Italia, aunque no registra derribos ni escaramuzas.
- 2012
  - Últimas entregas previstas a Sudáfrica.

El caza Gripen fue probado en escenario de guerra durante la intervención militar de una coalición de países de Europa en Libia, bajo el mando de la OTAN. El 31 de marzo de 2011, el Parlamento sueco autorizó la participación de Suecia en la Guerra de Libia por 240 votos a favor, cinco abstenciones y 18 votos en contra. De esta forma, los Gripen fueron los primeros aviones de la Fuerza Aérea Sueca en tomar parte en operaciones bélicas desde la misión de las Naciones Unidas en el Congo, 1961-1963.[cita requerida]
La composición de la fuerza sueca consistiría en un total de ocho Gripen, más un C-130 Hércules de reabastecimiento aéreo de combustible y una dotación de unos 130 efectivos para dar soporte a las aeronaves en las bases aéreas italianas. Los aviones suecos vigilarían la zona de exclusión aérea y también realizarían misiones de reconocimiento aéreo, escolta de bombarderos y aviones de reabastecimiento aéreo de combustible; pero el ataque a posiciones enemigas no entraba entre sus cometidos.
Los tres primeros aparatos despegaron el uno de abril a las 10.00 horas desde la base de Ronneby, teniendo por destino la base de Singonela en Sicilia, Italia, tras hacer una escala técnica en Hungría para repostar combustible.[cita requerida]
Pese a que sus políticos aseguraron poseer aviones compatibles con los de la OTAN, hubo problemas iniciales con el combustible de los Gripen, el Jet Fuel jet A1 convencional, diferente del nuevo combustible JP5 ecológico empleado por el resto de los aviones de la OTAN.

### Guerra en Libia
A diferencia de otras naciones como España, que ofrecieron sus aviones y bases desde el primer momento, el ministro de Asuntos Exteriores Carl Bildt esperó a ver la evolución de los acontecimientos en Libia y a recibir el requerimiento oficial de participación de la OTAN, para solicitar el permiso al Parlamento Sueco afirmando que "a veces el riesgo de intervenir es menor que el de no hacer nada".[cita requerida]
La misión debía concluir el 22 de junio. Sin embargo, el Parlamento Sueco decidió ampliar el periodo pocos días antes de su vencimiento, el 17 de junio de 2011, por 230 votos a favor, 18 en contra y 20 abstenciones. La prórroga reducía también el número de cazas a cinco, además el contingente pasaría a estar embarcado en navíos británicos. A esta decisión se opusieron los miembros del Partido Demócrata y los del Partido de la Izquierda, antes llamados comunistas. El 21 de septiembre volvía a prorrogarse la misión sueca con cinco aviones y 140 hombres en total.

## Accidentes

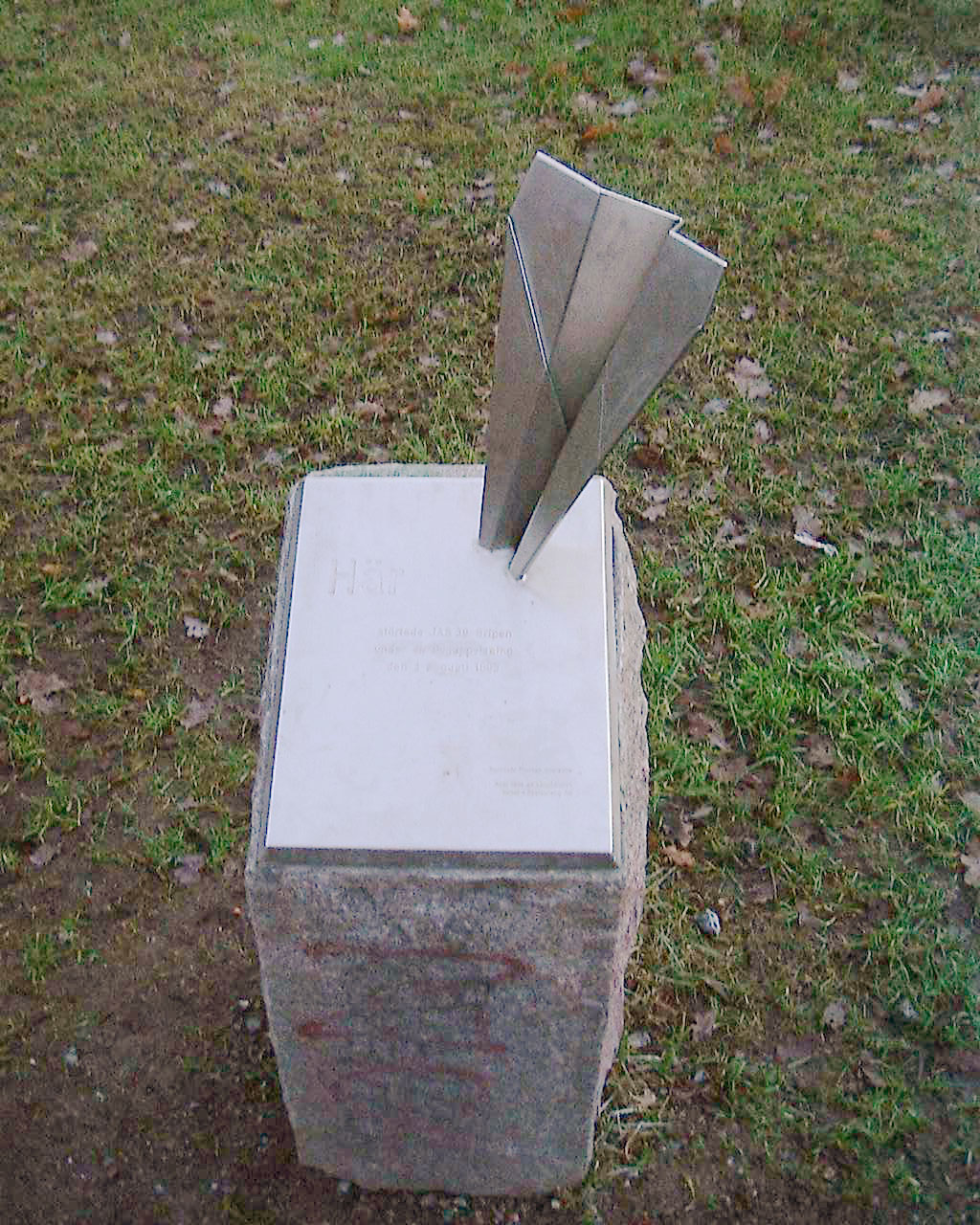
Monumento en recuerdo del accidente del 8 de agosto de 1993 en la isla de Långholmen.

- El 2 de febrero de 1989 se estrelló el primer prototipo.
- El 8 de agosto de 1993, un Gripen se estrelló en la isla de Långholmen, en el centro de Estocolmo, como también se ha detallado.
- El 20 de septiembre de 1999, un Gripen del Ala F 7 se estrelló en el lago Vänern durante un ejercicio de combate aéreo. Tras pasar por la estela de otro avión, el Gripen cambió de curso bruscamente. El piloto recibió una alerta del sistema de aviso de proximidad al terreno (GPWS), que avisa de un choque inminente, y logró eyectarse del avión y aterrizar con seguridad en paracaídas. Posteriormente fue recogido por un helicóptero de rescate. La organización sueca para la investigación de accidentes (SHK) no pudo averiguar las causas del accidente, aunque pudo determinar que el avión volaba a 750 metros de altitud, a una velocidad de 350 km/h, con un ángulo de vuelo de –75 grados y en ese momento soportaba una fuerza G de –1.5.
- El 1 de junio de 2005, un Gripen del Ala F 17 al parecer dejó de obedecer las órdenes del piloto. Tras intentar recuperar el control mientras el avión descendía lentamente, el piloto finalmente eyectó y aterrizó en paracaídas. Las causas del accidente aún están por determinar.
- El 19 de abril de 2007, un Saab 39 Gripen C se estrelló en el aeródromo de Vidsel, en el norte de Suecia.[185] El piloto, Stefan Kaarle, fue expulsado involuntariamente fuera de la aeronave, mientras esta se acercaba a la pista de aterrizaje y logró aterrizar en paracaídas con seguridad.

GerardKeijsper (2003, p. 114) compara las pérdidas del Gripen con las de otros modelos de SAAB:
- El J 29 sirvió desde 1951 hasta 1970, perdiéndose 190 aparatos.
- El J 32 fue operado desde 1955 hasta 1997, pese a seguir en servicio algunos ejemplares hasta 1999, sufriendo 118 accidentes con la pérdida del aparato.
- El Draken voló desde 1960 hasta 1998, perdiéndose 118 unidades.
- El Viggen sirvió desde 1971 hasta 2004, perdiéndose 30 aviones.

## Costes y sistemas del Gripen C/D

### Costes
Con un coste unitario de 30 millones de euros en la trancha 3 para exportación (precio a 2003) y un coste de despegue del Gripen NG en 2009 de 37.5 millones de €, el Gripen es el avión de Cuarta generación de cazas de reacción con mejor comparación de calidad/precio, teniendo el nuevo Gripen NG un coste de compra de 50 millones de € en 2010.
El coste de mantenimiento del Gripen en 2013 fue de 7740 € y el coste por hora de vuelo de 10 019 €, unas cuatro veces menor que la de otros cazas de combate disponibles en el mercado, como el nuevo Eurofighter Typhoon, el caza furtivo Lockheed Martin F-22 Raptor o el caza de peso medio Dassault Rafale, siendo este uno de sus puntos más fuertes junto con su mantenimiento. Una escuadrilla de la Fuerza Aérea Sueca con 12 aviones solo necesita 60 hombres de tierra para su mantenimiento, ya que el Gripen solamente requiere 2.5 horas de mantenimiento por cada 7.5 horas de vuelo.
Cuando el Gripen fue evaluado, parte de la evaluación consistió en un cambio de motor en caliente. Un Gripen aterrizó luego de una misión y, en un plazo de 45 minutos, un equipo de solo tres operarios sacó el motor completo, simulándose recambio total, lo instaló de nuevo y el avión despegó otra vez.
Si se tiene combustible y armamento previamente almacenado en una base lejana, un solo avión de carga Lockheed C-130 Hercules puede transportar todo el equipo necesario, incluido el GSE y repuestos, para apoyar un despliegue de un mes de duración para soportar las operaciones de cuatro aviones Gripen; para una cantidad de 10 Gripen ocuparía menos de la mitad de un avión C-130 Hércules.

### Componentes

#### Estructura
| Sistema                                 | País                                          | Fabricante                            | Notas                                             |
| --------------------------------------- | --------------------------------------------- | ------------------------------------- | ------------------------------------------------- |
| Radomo                                  | Bandera de Suecia                             | Nobel Plastics                        |                                                   |
| Fuselaje                                | Bandera del Reino Unido · Bandera de Suecia   | BAE Systems Saab Military Aircraft    |                                                   |
| Componentes del fuselaje                | Bandera de Hungría                            | Danube Aerospace                      |                                                   |
| Parte del cono de cola                  | Bandera de Polonia                            | PZL                                   |                                                   |
| Pylons                                  | Bandera de Sudáfrica                          | Denel Aviation                        | Para la versión exportada a Sudáfrica             |
| Alas y cola                             | Bandera del Reino Unido · Bandera de Suecia   | BAE Systems Saab Military Aircraft    |                                                   |
| Actuadores de control de vuelo          | Bandera de Suecia                             | Ericsson Saab Avionics                |                                                   |
| Actuadores de tomas y frenos de aire    | Bandera de República Checa                    | Jihlavan                              |                                                   |
| Sistema hidráulico                      | Bandera de Alemania · Bandera del Reino Unido | Abex Dowty                            |                                                   |
| Unidad del tren de aterrizaje principal | Bandera de Sudáfrica · Bandera de Suecia      | Denel Aviation Saab Military Aircraft | sustituyó en 2001 al mismo sistema de BAE Systems |
| Tren de aterrizaje                      | Bandera del Reino Unido                       | BAE Systems                           |                                                   |
| Sistema de frenado                      | Bandera del Reino Unido                       | Meggitt                               | Empresa británica vendida a Parker Hannifin       |
| Frenos                                  | Bandera del Reino Unido                       | Meggitt                               | Empresa británica vendida a Parker Hannifin       |
| Ruedas                                  | Bandera del Reino Unido                       | Meggitt                               | Empresa británica vendida a Parker Hannifin       |

#### Electrónica

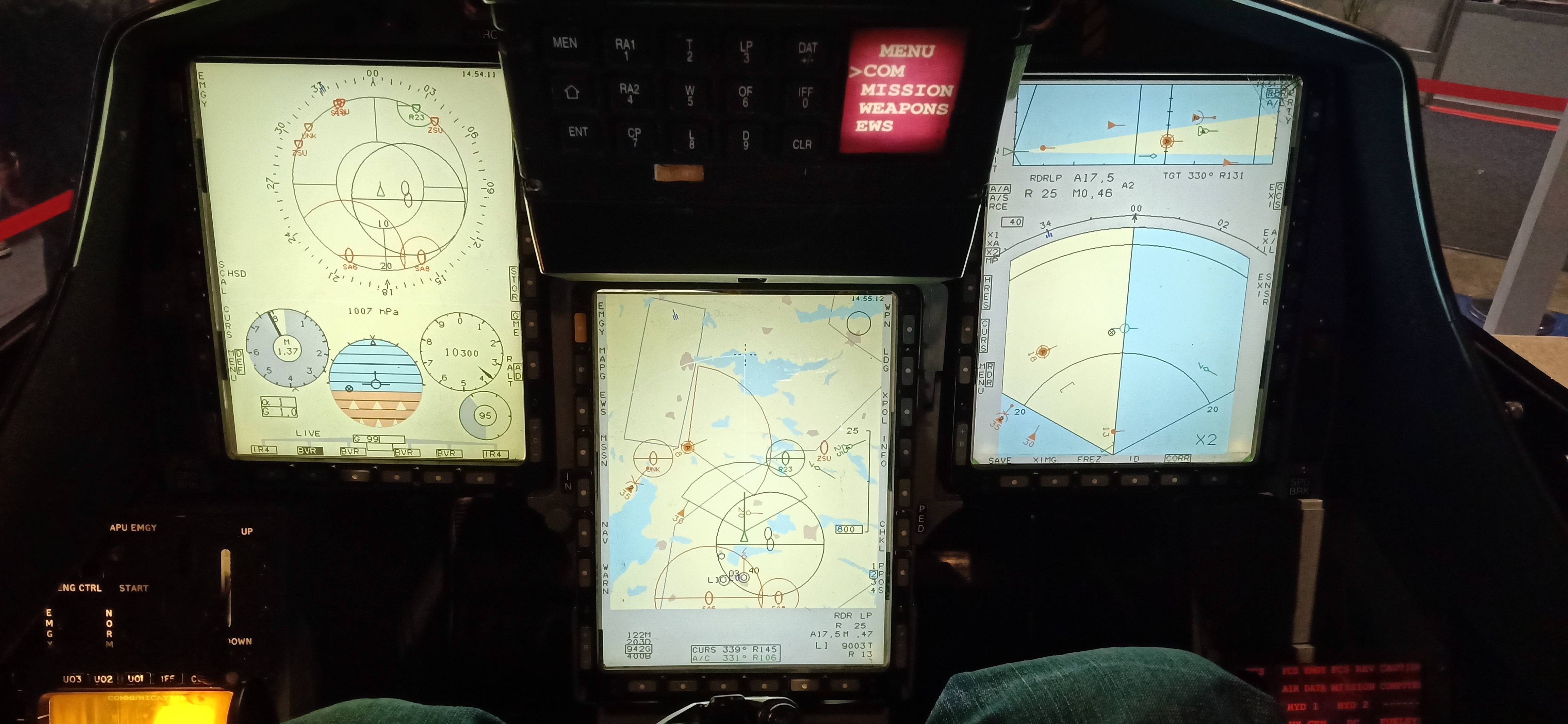
3 grandes MFDs. En el F-16V solamente el central es grande.

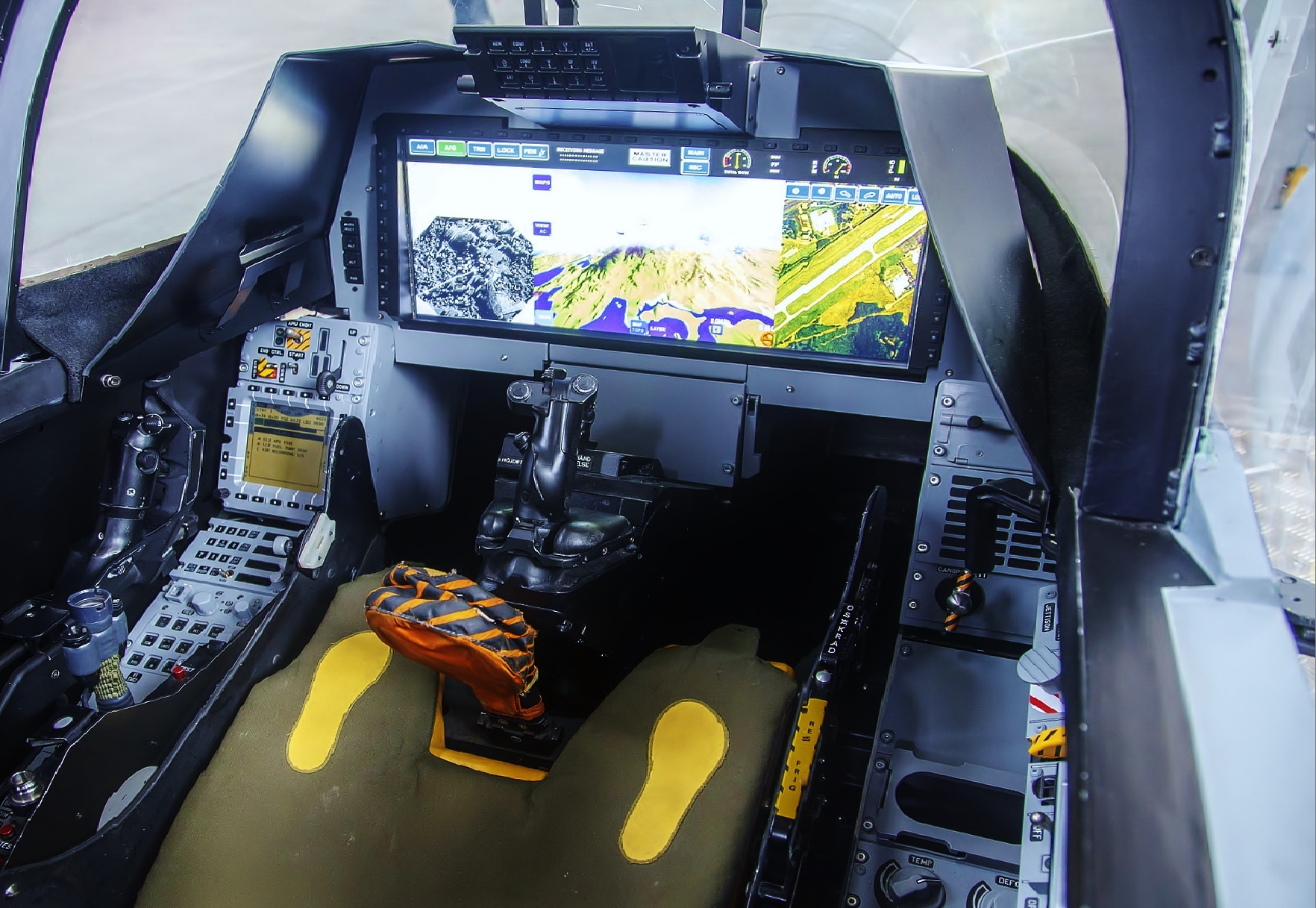
Cabina del Gripen E brasileño con WAD. Suecia prefiere 3 grandes MFDs.

| Sistema                                                   | País                                        | Fabricante                         | Notas                                                                         |
| --------------------------------------------------------- | ------------------------------------------- | ---------------------------------- | ----------------------------------------------------------------------------- |
| Lenguaje de programación                                  |                                             |                                    | Ada, Pascal, Ensamblador                                                      |
| Sistema de control de vuelo                               | Bandera de Estados Unidos                   | Lockheed Martin                    | Triple FBW digital con triple respaldo analógico. Bucle completamente cerrado |
| CPUs                                                      | Bandera de Estados Unidos                   | Motorola                           | PowerPC G3 740 266MHz (1999)                                                  |
| Sensores de datos aéreos                                  | Bandera de Suecia                           | Ericsson Saab Avionics             |                                                                               |
| Sistema de navegación inercial                            | Bandera de Estados Unidos                   | Honeywell                          |                                                                               |
| Computadora de vuelo                                      | Bandera de Suecia                           | Ericsson Saab Avionics             |                                                                               |
| Auto-GCAS                                                 |                                             |                                    | A partir de 2016 (MS20)                                                       |
| ACAS                                                      |                                             |                                    | No                                                                            |
| Sistema de control de tiro                                | Bandera de Suecia                           | Ericsson Saab Avionics             |                                                                               |
| Radar                                                     | Bandera de Suecia · Bandera del Reino Unido | Ericsson GEC Marconi               | Modelo PS-05/A                                                                |
| Radar AESA (opción a integrar)                            | Bandera de Suecia                           | Saab AB                            | PS-05/A Mk 4 back-end con antena GaN, ITAR-free                               |
| Sistema de apuntado automático del cañón guiado por radar |                                             |                                    | Sí                                                                            |
| Sistema de grabación                                      | Bandera de Suecia                           | Ericsson Saab Avionics             |                                                                               |
| Radio                                                     | Bandera de Estados Unidos                   | Rockwell International             |                                                                               |
| Radio definida por software (SDR)                         | Bandera de Alemania                         | Rohde & Schwarz                    |                                                                               |
| Sistema de audio                                          | Bandera de Sudáfrica                        | Grintek                            | Para la versión exportada a Sudáfrica basado en su sistema GUS 1000           |
| Sistema de presentación                                   | Bandera de Suecia                           | Ericsson Saab Avionics             |                                                                               |
| Pantalla de visualización frontal                         | Bandera de Estados Unidos                   | Kaiser Electronics                 |                                                                               |
| Casco                                                     | Bandera de Sudáfrica · Bandera de Suecia    | Denel Aviation Saab                |                                                                               |
| Sistema de oxígeno y soporte vital                        | Bandera del Reino Unido · Bandera de Suecia | BAE Systems Saab Military Aircraft |                                                                               |
| Sistema de escape                                         | Bandera del Reino Unido                     | Martin-Baker                       | Asiento eyectable modelo Mk.10                                                |
| Sistema ECM-ESM                                           | Bandera de Suecia                           | Ericsson Saab Avionics             |                                                                               |
| Dispensadores de ECM                                      | Bandera de Suecia                           | CelsiusTech                        |                                                                               |
| Señuelos DRFM (opción)                                    | Bandera del Reino Unido                     | Leonardo S.p.A.                    | BriteCloud                                                                    |
| Pod de protección (opción)                                | Bandera de Suecia                           | Saab AB                            | Modelo ESTL                                                                   |
| Pod de búsqueda de objetivos (opción)                     | Bandera de Israel                           | Rafael Advanced Defense Systems    | Familia LITENING                                                              |
| Pod de búsqueda de objetivos LITENING III (opción)        | Bandera de Israel                           | Rafael Advanced Defense Systems    | Actualización del avión al nivel MS20 necesaria                               |
| Pod de reconocimiento (opción)                            | Bandera de Israel                           | Rafael Advanced Defense Systems    | Modelo Reccelite                                                              |
| Pod de reconocimiento modular (opción)                    | Bandera de Suecia                           | Saab AB                            | Modelo MRPS. Conocido como SPK 39 en Suecia                                   |
| Equipos de soporte técnico                                | Bandera de Estados Unidos                   | Celsius Aerotech                   |                                                                               |
| Simulador de vuelo                                        | Bandera de Suecia                           | Saab AB                            |                                                                               |

#### Armamento
| Sistema                                                            | País | Fabricante | Notas                                                      |
| ------------------------------------------------------------------ | --- | --- | ---------------------------------------------------------- |
| Cañón                                                              | Bandera de Suiza | Rheinmetall Schweiz AG | Mauser BK 27 de 27 mm                                      |
| Kit de guiado láser Paveway II para bombas de caída libre          | Bandera de Estados Unidos | Lockheed Martin Raytheon Texas Instruments |                                                            |
| Kit de guiado GPS/CCD/IIR Spice para bombas de caída libre         | Bandera de Israel | Rafael Advanced Defense Systems |                                                            |
| Bomba guiada GBU-39 Small Diameter Bomb                            | Bandera de Estados Unidos | Boeing Defense, Space & Security | Actualización del avión al nivel MS20 necesaria.           |
| Misil aire-superficie AGM-65 Maverick                              | Bandera de Estados Unidos | Raytheon |                                                            |
| Misil aire-superficie AIM-9X Sidewinder modificado                 | Bandera de Estados Unidos · Bandera de Finlandia · Bandera de Noruega | Raytheon NAMMO |                                                            |
| Integración del misil aire-superficie AIM-9X Sidewinder modificado | Bandera de Alemania | Diehl Defence |                                                            |
| Misil de crucero penetrador KEPD 350 (en integración)              | Bandera de Alemania · Bandera de Suecia | TAURUS Systems GmbH | MS20 Block 4 (2028)                                        |
| Misil antibuque RBS-15                                             | Bandera de Alemania · Bandera de Suecia | Diehl Defence Saab Bofors Dynamics |                                                            |
| Integración del misil antibuque RBS-15                             | Bandera de Suecia | Saab AB |                                                            |
| Misil aire-aire de corto alcance AIM-9 Sidewinder                  | Bandera de Estados Unidos · Bandera de Finlandia · Bandera de Noruega | Raytheon NAMMO |                                                            |
| Misil aire-aire de corto alcance Python 4                          | Bandera de Israel | Rafael Advanced Defense Systems |                                                            |
| Misil aire-aire de corto alcance Python 5                          | Bandera de Israel | Rafael Advanced Defense Systems |                                                            |
| Misil aire-aire de corto alcance A-Darter                          | Bandera de Brasil · Bandera de Brasil · Bandera de Brasil · Bandera de Brasil · Bandera de Estados Unidos · Bandera del Reino Unido · Bandera de Sudáfrica | Atech AVIBRAS Mectron Opto Eletrônica Marotta Controls Collins Aerospace Denel Dynamics | ITAR-free                                                  |
| Integración del misil aire-aire de corto alcance A-Darter          | Bandera de Brasil · Bandera de Sudáfrica | Mectron Denel | ITAR-free                                                  |
| Misil aire-aire de corto alcance IRIS-T                            | Bandera de Alemania · Bandera de España · Bandera de España · Bandera de España · Bandera de Finlandia · Bandera de Noruega · Bandera de Grecia · Bandera de Grecia · Bandera de Italia · Bandera de Italia · Bandera de Italia · Bandera de Italia · Bandera de Suecia · Bandera de Suecia | Diehl Defence Expal Internacional de Composites SA SENER Aeroespacial NAMMO Hellenic Defense Systems INTRACOM Defense Electronics Avio S.p.A. Litton Italia Magnaghi Simmel Difesa Flygtekniska försöksanstalten Saab Bofors Dynamics |                                                            |
| Integración del misil aire-aire de corto alcance IRIS-T            | Bandera de Suecia | Saab AB |                                                            |
| Misil aire-aire BVR AIM-120 AMRAAM                                 | Bandera de Estados Unidos · Bandera de Finlandia · Bandera de Noruega | Raytheon NAMMO |                                                            |
| Misil aire-aire BVR Derby                                          | Bandera de Israel | Rafael Advanced Defense Systems |                                                            |
| Integración del misil aire-aire BVR MBDA Meteor                    | Bandera de Suecia | Saab AB | Actualización del avión al nivel MS20 necesaria. ITAR-free |
| Bomba Mark 82                                                      | Bandera de Estados Unidos | General Dynamics |                                                            |
| Bomba Mark 83                                                      | Bandera de Estados Unidos | General Dynamics |                                                            |
| Bomba Mark 84                                                      | Bandera de Estados Unidos | General Dynamics |                                                            |

Ver MBDA Meteor.

#### Propulsión
| Sistema                          | País                                          | Fabricante                   | Notas |
| -------------------------------- | --------------------------------------------- | ---------------------------- | --- |
| Sistema de control de la turbina | Bandera de Estados Unidos · Bandera de Suecia | General Electric] Volvo Aero | |
| Turbina                          | Bandera de Estados Unidos · Bandera de Suecia | General Electric Volvo Aero  | 1 × Volvo RM12 (derivative of the F404-400 fabricado en Suecia bajo licencia de producción por Saab Aero hasta la venta de la patente a GKN Aeroespace) |
| Sistema de combustible           | Bandera de Francia                            | Intertechnique               | |
| Tanque lanzable                  | Bandera de Suiza                              | RUAG                         | |
| Generador                        | Bandera de Estados Unidos                     | Sundstrand Corporation       | |
| Unidad de energía auxiliar       | Bandera de Estados Unidos                     | Sundstrand Corporation       | |

## Costes y sistemas del Gripen E/F

### Componentes
Alemania -  Brasil -  España -  Estados Unidos -  Finlandia -  Francia -  Grecia -  Israel -  Italia -  Noruega -  Suecia -  Suiza -  Reino Unido

#### Estructura
| Sistema                                   | País                                  | Fabricante                 | Notas                                       |
| ----------------------------------------- | ------------------------------------- | -------------------------- | ------------------------------------------- |
| Construcción del fuselaje delantero (E)   | Bandera de Brasil                     | Saab Aeronáutica Montagens |                                             |
| Construcción del fuselaje delantero (F)   | Bandera de Brasil                     | Saab Aeronáutica Montagens |                                             |
| Desarrollo del fuselaje trasero           | Bandera de Brasil · Bandera de Suecia | Akaer Saab AB              |                                             |
| Construcción del fuselaje trasero         | Bandera de Brasil                     | Saab Aeronáutica Montagens |                                             |
| Construcción del cajón del ala            | Bandera de Brasil                     | Saab Aeronáutica Montagens |                                             |
| Construcción del cono de cola             | Bandera de Brasil                     | Saab Aeronáutica Montagens |                                             |
| Construcción de los frenos de aire        | Bandera de Brasil                     | Saab Aeronáutica Montagens |                                             |
| Pylon 1                                   | Bandera de Suecia                     | Saab AB                    |                                             |
| Pylons 2 a 4                              | Bandera de Suiza                      | RUAG                       | [ 195 ]                                     |
| Lanzador de misiles de eyección neumática | Bandera de Estados Unidos             | L3Harris Technologies      | PMEL. Bajo el fuselaje. ITAR-free           |
| Generador de aire puro a alta presión     | Bandera del Reino Unido               | Ultra PCS                  |                                             |
| Sistema de tren de aterrizaje             | Bandera del Reino Unido               | Héroux-Devtek              | Producto británico de empresa canadiense    |
| Sistema de frenado                        | Bandera del Reino Unido               | Meggitt                    | Empresa británica vendida a Parker Hannifin |
| Frenos carbocerámicos                     | Bandera del Reino Unido               | Meggitt                    | Empresa británica vendida a Parker Hannifin |
| Ruedas                                    | Bandera del Reino Unido               | Meggitt                    | Empresa británica vendida a Parker Hannifin |
| Ensamblaje final                          | Bandera de Suecia                     | Saab AB                    |                                             |
| Ensamblaje final                          | Bandera de Brasil                     | Embraer                    |                                             |

#### Electrónica
| Sistema                                                   | País                                        | Fabricante                       | Notas                                                     |
| --------------------------------------------------------- | ------------------------------------------- | -------------------------------- | --------------------------------------------------------- |
| Lenguajes de programación                                 |                                             |                                  | C++, VHDL                                                 |
| Sistema de control de vuelo                               |                                             |                                  | Bucle completamente cerrado.                              |
| Computadora de control de aviónica (ACS)                  | Bandera de Suecia                           | Saab AB                          | ITAR-free                                                 |
| Integración del radioaltímetro                            | Bandera de Brasil · Bandera de Suecia       | Embraer Saab AB                  | ITAR-free                                                 |
| Integración del equipo VOR                                | Bandera de Brasil · Bandera de Suecia       | Embraer Saab AB                  | ITAR-free                                                 |
| Integración del sistema TACAN                             | Bandera de Brasil · Bandera de Suecia       | Embraer Saab AB                  | ITAR-free                                                 |
| Integración del DME                                       | Bandera de Brasil · Bandera de Suecia       | Embraer Saab AB                  | ITAR-free                                                 |
| Auto-GCAS                                                 |                                             |                                  | Sí                                                        |
| ACAS                                                      |                                             |                                  | No                                                        |
| Radar AESA                                                | Bandera de Suecia · Bandera del Reino Unido | Saab Electronics Leonardo S.p.A. | ES-05 Raven (GaAs)                                        |
| Radar AESA (opción a integrar)                            | Bandera de Suecia                           | Saab AB                          | PS-05/A Mk 4 back-end con antena GaN, ITAR-free           |
| Sistema de apuntado automático del cañón guiado por radar |                                             |                                  | Sí                                                        |
| IRST                                                      | Bandera de Italia                           | Leonardo S.p.A.                  | Modelo Skyward G                                          |
| IFF (compatible OTAN)                                     | Bandera del Reino Unido                     | Leonardo S.p.A.                  |                                                           |
| IFF (Brasil)                                              | Bandera de Brasil                           | IAE                              | Proyecto IFF4BR. Modo 4                                   |
| Radio definida por software (SDR)                         | Bandera de Alemania                         | Rohde & Schwarz                  |                                                           |
| Pantalla de área amplia (opción)                          | Bandera de Brasil                           | AEL Sistemas                     | Empresa brasileña vendida a Elbit. Brasil sí, Suecia no   |
| Pantalla de visualización frontal                         | Bandera de Brasil                           | AEL Sistemas                     | Empresa brasileña vendida a Elbit. Fabricante para Brasil |
| HMD                                                       | Bandera de Israel                           | Elbit                            | Modelo Targo II                                           |
| Sistema de control activo de ruido                        | Bandera de Finlandia                        | Insta                            |                                                           |
| Sistema de escape                                         | Bandera del Reino Unido                     | Martin-Baker                     | Asiento eyectable modelo Mk.16                            |
| Sistema de advertencia de radar                           | Bandera de Suecia                           | Saab AB                          | Arexis. Receptores de banda ultraancha                    |
| Sistema de ECM interno                                    | Bandera de Suecia                           | Saab AB                          | Arexis. Antenas AESA GaN                                  |
| Señuelos DRFM (opción)                                    | Bandera del Reino Unido                     | Leonardo S.p.A.                  | BriteCloud                                                |
| Pod de guerra electrónica (opción)                        | Bandera de Suecia                           | Saab AB                          | Arexis EAJP (IA AESA GaN)                                 |
| Casco de RA para simulador                                | Bandera de Finlandia                        | Varjo                            | Modelo XR-3                                               |

#### Armamento
| Sistema                                                                | País | Fabricante | Notas                 |
| ---------------------------------------------------------------------- | --- | --- | --------------------- |
| Cañón                                                                  | Bandera de Suiza | Rheinmetall Schweiz AG | Mauser BK 27 de 27 mm |
| Kit de guiado láser Paveway II para bombas de caída libre              | Bandera de Estados Unidos | Lockheed Martin Raytheon Texas Instruments |                       |
| Kit de guiado láser Paveway III para bombas de caída libre             | Bandera de Estados Unidos | Raytheon Texas Instruments |                       |
| Kit de guiado GPS/láser Enhanced Paveway II para bombas de caída libre | Bandera de Estados Unidos | Raytheon Lockheed Martin |                       |
| Bomba guiada GBU-39 Small Diameter Bomb                                | Bandera de Estados Unidos | Boeing Defense, Space & Security |                       |
| Misil aire-aire de corto alcance AIM-9X Sidewinder                     | Bandera de Estados Unidos · Bandera de Finlandia · Bandera de Noruega | Raytheon NAMMO |                       |
| Misil aire-aire de corto alcance Python 4                              | Bandera de Israel | Rafael Advanced Defense Systems |                       |
| Misil aire-aire de corto alcance Python 5                              | Bandera de Israel | Rafael Advanced Defense Systems |                       |
| Misil aire-aire de corto alcance A-Darter                              | Bandera de Brasil · Bandera de Brasil · Bandera de Brasil · Bandera de Brasil · Bandera de Estados Unidos · Bandera del Reino Unido · Bandera de Sudáfrica | Atech AVIBRAS Mectron Opto Eletrônica Marotta Controls Collins Aerospace Denel Dynamics | ITAR-free             |
| Misil aire-aire de corto alcance IRIS-T                                | Bandera de Alemania · Bandera de España · Bandera de España · Bandera de España · Bandera de Finlandia · Bandera de Noruega · Bandera de Grecia · Bandera de Grecia · Bandera de Italia · Bandera de Italia · Bandera de Italia · Bandera de Italia · Bandera de Suecia · Bandera de Suecia | Diehl Defence Expal Internacional de Composites SA SENER Aeroespacial NAMMO Hellenic Defense Systems INTRACOM Defense Electronics Avio S.p.A. Litton Italia Magnaghi Simmel Difesa Flygtekniska försöksanstalten Saab Bofors Dynamics |                       |
| Integración del misil aire-aire de corto alcance IRIS-T                | Bandera de Suecia | Saab AB |                       |
| Misil aire-aire BVR AIM-120 AMRAAM                                     | Bandera de Estados Unidos · Bandera de Finlandia · Bandera de Noruega | Raytheon NAMMO |                       |
| Integración del misil aire-aire BVR MBDA Meteor                        | Bandera de Suecia | Saab AB | ITAR-free             |
| Misil de crucero penetrador KEPD 350 (en integración)                  | Bandera de Alemania · Bandera de Suecia | TAURUS Systems GmbH | A partir de MS23      |
| Bomba Mark 82                                                          | Bandera de Estados Unidos | General Dynamics |                       |
| Bomba Mark 83                                                          | Bandera de Estados Unidos | General Dynamics |                       |
| Bomba Mark 84                                                          | Bandera de Estados Unidos | General Dynamics |                       |

Ver MBDA Meteor

#### Propulsión
| Sistema | País                      | Fabricante       | Notas           |
| ------- | ------------------------- | ---------------- | --------------- |
| Turbina | Bandera de Estados Unidos | General Electric | 1 × F414-GE-39E |

## Futuro
El Gripen será mejorado con una nueva versión Gripen NG con más potencia, capacidad de transporte de carga de armas y combustible, nuevo motor de turbina con más potencia, tren de aterrizaje y una nueva versión naval, embarcada en portaaviones ligeros, como una opción de su desarrollo para exportación a otros países, por la demanda futura de Brasil, India, Italia, Reino Unido y otros países, de compra y construcción en el futuro, de aviones de combate ligeros embarcados en portaaviones de construcción nacional, que en los próximos años serán encargados nuevos portaaviones en sus armadas. Ahora existe un nuevo mercado real y viable para este tipo de aviones de combate económicos, ligeros, de diseño monomotor y cabina monoplaza.
El Gripen NG se ofrece para su fabricación en forma conjunta con el país que lo pueda comprar y el software abierto, para ser equipado con otro tipo de armamento que ya existe en el inventario de los países compradores, es transportado por otros modelos de aviones de combate y que otros proveedores pueden instalar en la plataforma de lanzamiento, incluso armamento de producción local.

## Versión naval
La compañía Saab ya está desarrollando una nueva versión naval del JAS-39 Gripen, que pretende ser una variante de su nuevo producto, el Gripen NG (Next Generation). Esta nueva versión se llama Sea Gripen. Saab considera que los requisitos establecidos por la Fuerza Aérea Sueca (Flygvapnet) para que el caza ligero de base en tierra Gripen tenga capacidades STOL (despegue corto y aterrizaje), es decir, la capacidad de despegar y aterrizar en tramos cortos de carreteras, provocó que la aeronave presente el rendimiento y capacidad de volar, con un performance similar a las requeridas para las aeronaves embarcadas ligeras y monomotor, específicamente diseñadas para operar desde un portaaviones, como el afamado caza naval ligero y monomotor Douglas A-4 Skyhawk, LTV A-7 Corsair II de Estados Unidos y el Dassault-Breguet Super Étendard de Francia.
Se trataba de comprobar en la práctica, la "vocación natural" del caza Gripen para convertirse en un avión de combate naval ligero y monomotor, embarcado en portaaviones, que invitaron a realizar un vuelo de práctica en un Gripen D (de cabina biplaza), en la sede de Saab en Linköping, Suecia, que puede despegar desde pistas cortas, para iniciar las pruebas de vuelo de esta nueva aeronave naval embarcada, que será ofrecida en el futuro como una opción de un caza ligero embarcado en portaaviones.
El objetivo del vuelo de prueba fue verificar que los requisitos de diseño de los Gripen y las características de vuelo de la nave, demuestran su potencial conversión en una nueva versión naval sin cambios de diseño importantes y fundamentales, para convertirse en un caza embarcado ligero. El equipo de Saab, liderado por Tony Ogilvy, ya ha identificado y cartografiado, todas las áreas que necesitan atención especial, modificaciones y la ingeniería que representan los mayores desafíos en el nuevo Gripen NG Naval.
El enfoque del trabajo se centra principalmente en el correcto dimensionamiento y posicionamiento de un gancho de parada, bajo el motor de la nave, así como las modificaciones necesarias para que el ya sólido tren de aterrizaje del Gripen, sea capaz de soportar las altas presiones en el apontaje (aterrizaje) sobre la cubierta de un portaaviones pequeño, ya que, a diferencia de una carretera, la nave en alta mar se mueve en todos los ejes y se imprime una tensión única no solo para el tren de aterrizaje, sino a toda la estructura de la aeronave.
Las características del caza Gripen D, de hecho, poseen cualidades de vuelo compatibles con las deseables para aviones navales basados en portaaviones. La precisión de los controles de vuelo, la estabilidad a velocidades bajas, la rápida respuesta de la aceleración del motor (que ahora es el mismo motor montado en el caza naval embarcado F/A-18 Hornet), buena visibilidad de la cabina de mando, equipos de navegación, radar plano AESA, asistencia de computadoras y AOA de gran acercamiento que permite una buena visibilidad al Gripen, que pueden llevar al proyecto del Sea Gripen a un cambio de paradigma en la industria aeroespacial y ofrecer un avión naval económico, ligero y totalmente operativo, para la Fuerza Aérea Naval de varios países del mundo.

## Especificaciones

### JAS 39C/D
Referencia datos: Gripen.com (sitio oficial), Aeroflight.co.uk, Robotechresearch.com y Aerospace Web

### Características generales
- Tripulación: 1 (versiones A/C), 2 (versiones B/D Biplaza)
- Longitud: 14,1 m (46,3 ft)
- Envergadura: 8,4 m (versiones A/C), 10,36 m (versiones B/D)
- Altura: 4,5 m (14,8 ft)
- Superficie alar: 25,5 m² (274,5 ft²)
- Peso vacío: 6620 kg (14 590,5 lb)
- Peso cargado: 8720 kg (19 218,9 lb)
- Peso máximo al despegue: 14 000 kg (30 856 lb)
- Planta motriz: 1× turbofán Volvo Aero RM12UP (GE404).
  - Empuje normal: 54 kN (5507 kgf; 12 140 lbf) de empuje.
  - Empuje con postquemador: 80,5 kN (8210 kgf; 18 100 lbf) de empuje.
- Capacidad de combustible: un máximo de 6.800 l
  - Interno: 3.000 l
  - Externo: 3.800 l (3 tanques de combustible)
- Carrera de despegue: 800 m de largo × 9 m de ancho

### Rendimiento
- Velocidad máxima operativa (Vno): 2525 km/h (1569 MPH; 1363 kt) (mach 2,31) a cotas altas
- Velocidad crucero (Vc): Mach 1.2 (a nivel del mar)
- Alcance en combate: 1260 km
- Alcance en ferry: 3.940 km
- Techo de vuelo: 18500 m
- Régimen de ascenso: 150 m/s
- Carga alar: 341 kg/m²
- Empuje/peso: 0,94
- Aceleración máxima: mach 0,5 a 1,1 a baja altitud en 30 segundos
- Tiempo de subida: 100 s desde la liberación del freno a 10 km de altitud y 180 s aprox. a 14 km
- Tasa de giro: 30 grados por segundo[203]
- Tasa de giro máxima sostenida: 20 grados por segundo[203]
- Límites de fuerzas G: +9/−3

### Armamento
- Cañones: 

  - 1x Mauser BK-27 de 27 mm
- Bombas: 

  - 4× bombas guiadas por láser
  - 4x GBU-10, 12
  - 4x 16 Paveway II
  - 4× bombas de racimo Bombkapsel 90
  - 8× bombas Mark 82, Mark 83
  - 4× bombas Mark 84
  - 8× bombas GBU-39
- Cohetes: 

  - 4× lanzacohetes M70 de 135 mm
- Misiles: 

  - 6× misiles aire-aire AIM-9 Sidewinder o IRIS-T
  - 6× misiles aire-aire AIM-120 AMRAAM o (no integrado) MBDA MICA
  - 4× misiles aire-aire Skyflash (no integrado)
  - 4x MBDA Meteor
  - 4x R-darter (no integrado)
  - 4× misiles aire-superficie AGM-65 Maverick
  - 4× misiles aire-superfiice MBDA Brimstone
  - 2x RAFAEL Python
  - 2x RAFAEL Derby
  - 2x Matra R.550 Magic (no integrado)
  - 2× misiles aire-superficie Taurus KEPD 350
  - 2× misiles antibuque RBS-15F
  - 1x misiles antibuque MBDA Exocet (no integrado)
  - 1x MBDA Storm Shadow

### Aviónica
- Radar: Ericsson PS-05/A.

### JAS 39E/F
- Tripulación: 1 (versión E), 2 (versión F Biplaza)
- Longitud: 15.2 m (49 ft 10 in) JAS 39E, 15.9 m (52 ft) JAS 39F[204]
- Envergadura: 8,62 metros (28 pies)[204]
- Altura: 4.5 m
- Superficie alar: 30 m²
- Peso vacío: 8000 kilogramos (17 637 lb)[204]
- Peso máximo al despegue: 16 500 kilogramos (36 376 lb)[204]
- Carga máxima: 7200 kilogramos (15 873 lb)
- Número motores: 1
- Modelo motor: turbofán con Postcombustión, General Electric F414G
- Empuje: 98 kN (22 000 lbf)
- Velocidad máxima: 2460 km/h (1530 mph, 1330 kn)+, 1400 km/h a nivel del mar.[204]
- Alcance: 4000 kilómetros (2485 mi)[204]
- Alcance de combate: 1500 km (930 mi, 810 nmi)+
- Techo de vuelo: 16 000 metros (52 493 pies)[204]
- Estaciones de armas: 10
- Combustible: 3400 kilogramos (7496 lb) en tanques internos.

- Cañones:
  - 1x Mauser BK-27 de 27 mm
- Bombas
  - 7x GBU-12 Paveway II
  - 8× bombas Mark 82
  - 16× bombas GBU-39
- Misiles:
  - 9× misiles aire-aire AIM-9 Sidewinder,IRIS-T or A-Darter
  - 7× misiles aire-aire MBDA Meteor
  - 2× misiles aire-superficie Taurus KEPD 350
  - 6× misiles antibuque RBS-15F
  - 2× misiles antibuque

- Otros:
  - 1 × ALQ-TLS
  - 1 × Digital Joint Reconnaissance Pod
  - 1 × Rafael Reccelite
  - 1 × Litening

- Aviónica:
- Radar: ES-05 Raven AESA Radar.
- IRST: Skyward-G IRST.
- HMD: Targo HMD.
- HUD: ANVIS HUD.
- WAD: Wide Area Display

## Cultura Popular
- Aparece en la película Transformers: el último caballero, como el modo alterno del decepticon Nitro Zeus.

- Aparece en el videojuego War Thunder como avión investigable en países como Suecia, Gran Bretaña e Italia

### Desarrollos relacionados
Saab Gripen NG

### Aeronaves similares
Aeronaves de características similares al Saab 39 Gripen:
- Mirage 2000
- Mirage 4000
- Dassault Rafale
- Eurofighter Typhoon
- Chengdu J-10
- IAI Lavi
- IAI Kfir
- HAL Tejas
- JF-17 Thunder
- Mikoyan MiG-29M
- Mikoyan MiG-35
- Lockheed Martin F-16 Fighting Falcon
- McDonnell Douglas F/A-18 Hornet
- Mitsubishi F-2

### Secuencias de designación
- Cazas fabricados por Saab antes del Saab 39 Gripen (JAS 39, 1996) según año en el que han sido introducidos y designación de la Fuerza Aérea Sueca:

Saab 29 Tunnan (J 29, 1950)
Saab 32 Lansen (A/J/S 32, 1955)
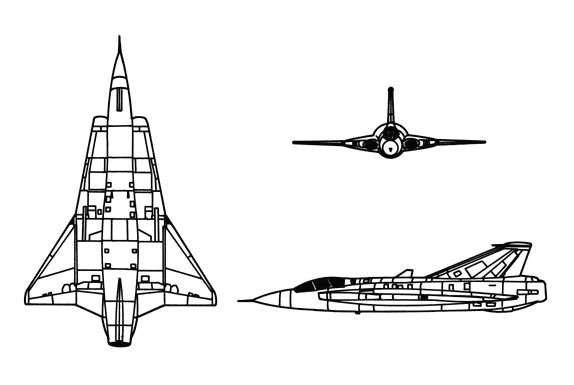
Saab 35 Draken (J 35, 1960)
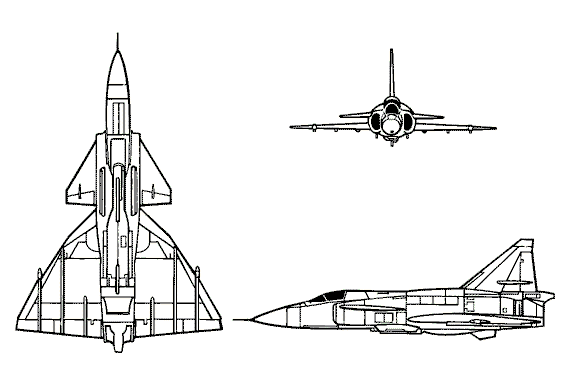
Saab 37 Viggen (JA 37, 1971)